# Apollo 11
Apollo 11 (16–24 tháng 7 năm 1969) là chuyến bay vào vũ trụ của Hoa Kỳ đã lần đầu tiên đưa con người đặt chân lên bề mặt Mặt Trăng. Chỉ huy Neil Armstrong cùng với Phi công Mô-đun Mặt Trăng Buzz Aldrin hạ cánh xuống trên Mô-đun Mặt Trăng Eagle vào lúc 20:17 UTC ngày 20 tháng 7 năm 1969. Armstrong là người đầu tiên đặt chân lên bề mặt sau 6 giờ 39 phút, vào lúc 02:56 ngày 21 tháng 7 (UTC). 19 phút sau, Aldrin tham gia cùng ông và cả hai đã dành khoảng hai tiếng rưỡi để khám phá địa điểm mà họ đặt tên là Tranquility Base lúc hạ cánh. Hai phi hành gia thu thập 47,5 pound (21,5 kg) vật chất Mặt Trăng mang về Trái Đất trong khi phi công Michael Collins bay vòng quanh quỹ đạo thiên thể này trên mô-đun chỉ huy Columbia. Họ ở lại bề mặt trong 21 giờ, 31 phút trước khi bay lên để ghép nối lại với Columbia.
Được phóng lên bằng tên lửa Saturn V tại Trung tâm Vũ trụ Kennedy vào 13:32 ngày 16 tháng 7 (UTC), đây là chuyến bay có người lái thứ năm trong chương trình Apollo của NASA. Tàu vũ trụ Apollo gồm có ba phần: một mô-đun chỉ huy (CM) với cabin dành cho ba hành gia, đây là phần duy nhất quay trở lại Trái Đất; một mô-đun dịch vụ (SM) cung cấp cho mô-đun chỉ huy lực đẩy, điện năng, oxy và nước; và một Mô-đun Mặt Trăng (LM) gồm hai tầng – tầng hạ cánh (descent stage) để đáp xuống Mặt Trăng và tầng cất cánh (ascent stage) giúp đưa phi hành gia trở lại quỹ đạo Mặt Trăng.
Sau khi được phóng về phía vệ tinh tự nhiên của Trái Đất bằng thứ ba của tên lửa đẩy Saturn V, các phi hành gia đã tách tầng này khỏi phi thuyền và du hành trong ba ngày tới khi đạt đến quỹ đạo Mặt Trăng. Tiếp đó, Armstrong cùng Aldrin di chuyển sang Eagle và đổ bộ xuống Biển Tĩnh Lặng vào ngày 20 tháng 7. Khi hoàn thành nhiệm vụ, họ sử dụng tầng cất cánh của Eagle để bay lên khỏi bề mặt và hội ngộ với Collins đang ở bên trong mô-đun chỉ huy. Phi hành đoàn đã loại bỏ Eagle trước khi thực hiện các thao tác nhằm đẩy Columbia ra khỏi quỹ đạo Mặt Trăng, đưa con tàu vào đường bay hướng về hành tinh xanh. Ngày 24 tháng 7, sau hơn tám ngày ở trên vũ trụ, ba phi hành gia trở về Trái Đất và splashdown xuống Thái Bình Dương.
Trên sóng trực tiếp trước khán giả toàn cầu về sự kiện đặt bước chân đầu tiên lên bề mặt Mặt Trăng, Armstrong đã phát biểu câu nói nổi tiếng, "Đây là bước đi nhỏ bé của [một] con người, nhưng là bước tiến khổng lồ của cả nhân loại". Apollo 11 đã khẳng định chiến thắng của Hoa Kỳ trong Cuộc đua vào vũ trụ, qua đó chứng tỏ ưu thế vượt trội của quốc gia này trong lĩnh vực du hành không gian. Sứ mệnh cũng hoàn thành mục tiêu mà Tổng thống John F. Kennedy đặt ra cho nước Mỹ vào năm 1961, "trước khi thập kỷ này kết thúc, phải đưa được người lên Mặt Trăng và mang anh ta trở về Trái Đất an toàn".

## Bối cảnh
Cuối thập niên 1950 đầu thập niên 1960, Hoa Kỳ tham gia vào Chiến tranh Lạnh, một cuộc cạnh tranh địa chính trị với Liên Xô. Ngày 4 tháng 10 năm 1957, Liên Xô phóng thành công vệ tinh nhân tạo đầu tiên mang tên Sputnik 1. Thành công bất ngờ này đã khơi dậy nỗi lo ngại và trí tưởng tượng trên khắp thế giới. Nó không chỉ chứng minh rằng Liên Xô có khả năng phóng vũ khí hạt nhân xuyên lục địa, mà còn thách thức những tuyên bố của Mỹ về ưu thế quân sự, kinh tế và công nghệ. Phi vụ phóng đã gây ra khủng hoảng Sputnik, đồng thời mở đầu Cuộc chạy đua vào vũ trụ nhằm chứng tỏ siêu cường nào sẽ đạt được khả năng du hành vũ trụ vượt trội. Đáp lại thách thức từ Sputnik, Tổng thống Dwight D. Eisenhower thành lập Cơ quan Hàng không và Vũ trụ Hoa Kỳ (NASA), đồng thời cho tiến hành Dự án Mercury, chương trình không gian có mục tiêu đưa con người lên quỹ đạo Trái Đất. Tuy nhiên vào ngày 12 tháng 4 năm 1961, phi hành gia Liên Xô Yuri Alekseyevich Gagarin đã trở thành người đầu tiên đi vào vũ trụ và bay vòng quanh Địa Cầu. Gần một tháng sau, vào ngày 5 tháng 5 năm 1961, Alan Shepard trở thành người Mỹ đầu tiên đi vào không gian thông qua một chuyến bay dưới quỹ đạo kéo dài 15 phút. Sau khi được thu hồi trên Đại Tây Dương, ông đã nhận cuộc gọi chúc mừng từ người kế nhiệm của Eisenhower là John F. Kennedy.
Do Liên Xô sở hữu tên lửa đẩy hạng nặng hơn, nên giữa các lựa chọn mà NASA đưa ra, Kennedy đã xác định một thách thức nằm ngoài khả năng của thế hệ tên lửa hiện có, thứ mà Hoa Kỳ và Liên Xô đều sẽ bắt đầu từ vị trí như nhau. Để đạt được mục tiêu này, nước Mỹ sẽ cần phải tiến hành một sứ mệnh có người lái lên vệ tinh tự nhiên của Trái Đất.
Ngày 25 tháng 5 năm 1961, Kennedy có bài phát biểu trước Quốc hội Hoa Kỳ về "Những Nhu cầu Cấp thiết của Quốc gia" (Urgent National Needs). Ông tuyên bố:
Tôi tin rằng quốc gia này nên cam kết đạt được mục tiêu, rằng trước khi thập kỷ này [1960] kết thúc, phải đưa được người lên Mặt Trăng và mang anh ta trở về Trái Đất an toàn. Sẽ không có một dự án không gian nào trong giai đoạn này khiến cho nhân loại ấn tượng hơn, hay có tầm quan trọng hơn trong công cuộc khám phá vũ trụ lâu dài; và cũng không có cái nào khó khăn và tốn kém như mục tiêu này. Chúng tôi đề xuất tăng tốc việc phát triển một phi thuyền Mặt Trăng phù hợp. Chúng tôi đề xuất phát triển các động cơ đẩy nhiên liệu lỏng và rắn thay thế, và chúng phải to hơn bất kỳ loại nào đang được phát triển, cho đến khi xác định được loại tốt nhất. Chúng tôi đề xuất bổ sung ngân quỹ cho các nghiên cứu phát triển động cơ khác và những cuộc thám hiểm không người lái – những cuộc thám hiểm đặc biệt quan trọng cho một mục đích mà quốc gia này sẽ không bao giờ bỏ qua: sự sống sót của người đầu tiên thực hiện chuyến bay táo bạo này. Nhưng nếu hiểu đúng thì, đây không phải chỉ là một người lên Mặt Trăng – nếu chúng ta cùng đồng lòng quyết định thì đó sẽ là cả một quốc gia. Vì tất cả chúng ta phải nỗ lực để đưa anh ấy đến đó.— Bài phát biểu của Kennedy trước Quốc hội

Ngày 12 tháng 9 năm 1962, trước đám đông khoảng 40.000 người tại sân vận động của Đại học Rice ở Houston, Texas, Kennedy đã có một bài phát biểu khác về nỗ lực không gian của Mỹ. Phần giữa của bài diễn văn được trích dẫn khá rộng rãi, với nội dung như sau:
Chưa có tranh chấp, thành kiến, hay xung đột quốc gia ngoài vũ trụ. Những mối nguy hiểm của nó là thù địch đối với tất cả chúng ta. Cuộc chinh phục của nó xứng đáng nhận được những điều tốt đẹp nhất của nhân loại, và cơ hội hợp tác hòa bình của nó có thể không bao giờ đến nữa. Nhưng một số người hỏi, tại sao lại là Mặt Trăng? Tại sao chọn đây là mục tiêu? Và họ cũng có thể hỏi, tại sao lại leo lên ngọn núi cao nhất? Tại sao lại bay qua Đại Tây Dương vào 35 năm trước? Tại sao đội Rice lại đấu với đội Texas? Chúng ta chọn lên Mặt Trăng. Chúng ta chọn lên Mặt Trăng... Chúng ta chọn lên Mặt Trăng trong thập kỷ này và làm những điều khác, không phải vì chúng dễ dàng, mà bởi vì chúng khó khăn; bởi vì mục tiêu đó sẽ phục vụ cho việc tổ chức cũng như đo lường nghị lực và kỹ năng tốt nhất của chúng ta, bởi vì thử thách đó là một thứ mà chúng ta sẵn sàng chấp nhận, một thứ mà chúng ta không muốn trì hoãn, và một thứ mà chúng ta dự định giành chiến thắng, và những điều khác nữa.

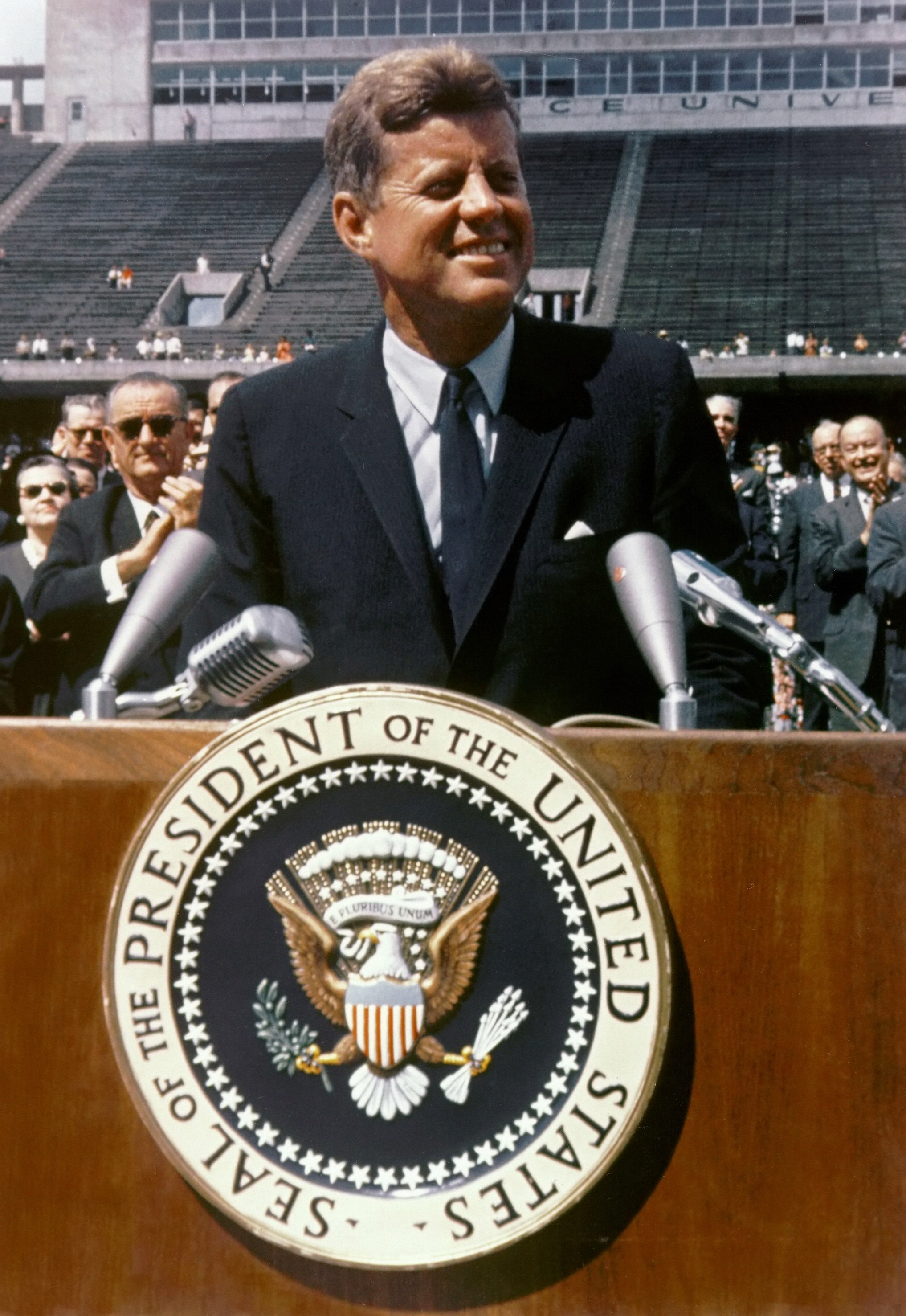
Tổng thống John F. Kennedy phát biểu tại Đại học Rice vào ngày 12 tháng 9 năm 1962

Mặc dù vậy, đề xuất này đã vấp phải sự phản đối của nhiều người Mỹ và bị Norbert Wiener, một nhà toán học tại Viện Công nghệ Massachusetts, gọi là "moondoggle". Nỗ lực đưa người lên Mặt Trăng của Kennedy có tên là Dự án Apollo. Khi gặp gỡ Thủ tướng Liên Xô Nikita Sergeyevich Khrushchyov vào tháng 6 năm 1961, ông đã đề xuất biến cuộc đổ bộ Mặt Trăng thành một dự án chung, nhưng Khrushchyov lại không chấp nhận lời đề nghị này. Kennedy có bài phát biểu trước Đại Hội đồng Liên Hợp Quốc vào ngày 20 tháng 9 năm 1963, tại đó ông lại đề xuất một chuyến thám hiểm chung lên Mặt Trăng. Tuy nhiên, ý tưởng đã bị hủy bỏ sau khi Kennedy qua đời.
Tháng 7 năm 1962, người đứng đầu NASA James E. Webb thông báo sử dụng chiến lược điểm hẹn quỹ đạo Mặt Trăng và tàu vũ trụ Apollo sẽ bao gồm ba thành phần chính:  một mô-đun chỉ huy với cabin dành cho ba hành gia, đây là phần duy nhất quay trở lại Trái Đất; một mô-đun dịch vụ cung cấp cho mô-đun chỉ huy lực đẩy, điện năng, oxy và nước; và một Mô-đun Mặt Trăng gồm hai tầng – tầng hạ cánh để đáp xuống Mặt Trăng và tầng cất cánh giúp đưa phi hành gia trở lại quỹ đạo Mặt Trăng. Thiết kế này có thể được phóng bằng một chiếc tên lửa Saturn V, vốn vẫn đang trong giai đoạn phát triển vào thời điểm ấy.
Các công nghệ và kỹ thuật mà Apollo sử dụng đều được phát triển từ Dự án Gemini. Chương trình Apollo có thể khởi động là nhờ NASA đã áp dụng những tiến bộ mới trong linh kiện bán dẫn, bao gồm transistor hiệu ứng trường kim loại-oxit bán dẫn (MOSFET) trong chương trình Interplanetary Monitoring Platform (IMP) và chíp vi mạch (IC) silicon cho Máy tính Dẫn đường Apollo (AGC).
Dự án Apollo đã đột ngột bị tạm ngừng do vụ hỏa hoạn Apollo 1 vào ngày 27 tháng 1 năm 1967, trong đó các phi hành gia Gus Grissom, Ed White và Roger B. Chaffee đều tử nạn, theo sau là một cuộc điều tra về tính an toàn của chương trình. Tháng 10 năm 1968, mô-đun chỉ huy được đánh giá trong sứ mệnh Apollo 7, và đến tháng 12 thì được thử nghiệm trên quỹ đạo Mặt Trăng trong nhiệm vụ Apollo 8. Tháng 3 năm 1969, Apollo 9 đưa LM vào kiểm tra trên quỹ đạo Trái Đất. Hai tháng sau, Apollo 10 tiến hành một "cuộc tổng duyệt" trên quỹ đạo Mặt Trăng. Đến tháng 7 năm 1969, mọi thứ đều đã sẵn sàng để Apollo 11 thực hiện bước cuối cùng: hạ cánh xuống Mặt Trăng.
Dù Liên Xô dường như đang giành chiến thắng trong Cuộc đua vào vũ trụ bằng cách đánh bại Hoa Kỳ và giành vị trí dẫn đầu, nhưng ưu thế này đã không còn sau khi Mỹ tiến hành chương trình Gemini và Liên Xô thất bại trong việc phát triển tên lửa đẩy N1, thứ có thể so sánh với Saturn V. Do đó, họ cố gắng tìm cách đánh bại Hoa Kỳ trong việc đưa vật chất Mặt Trăng trở về Trái Đất bằng tàu thăm dò không người lái. Ngày 13 tháng 7, ba ngày sau phi vụ phóng Apollo 11, Liên bang Xô viết tiến hành nhiệm vụ Luna 15, thành công đưa tàu vũ trụ lên quỹ đạo Mặt Trăng trước Apollo 11. Trong quá trình hạ cánh, một sự cố đã khiến Luna 15 rơi xuống Mare Crisium, khoảng hai giờ trước khi Armstrong và Aldrin cất cánh từ bề mặt để bắt đầu hành trình trở về nhà. Kính viễn vọng vô tuyến Nuffield Radio Astronomy Laboratories ở Anh đã ghi lại các tín hiệu từ Luna 15 trong quá trình hạ cánh và công bố những dữ liệu này vào tháng 7 năm 2009, nhân kỷ niệm 40 năm sứ mệnh Apollo 11.

## Nhân sự

### Phi hành đoàn chính
| Vai trò                   | Phi hành gia                                               | Phi hành gia                                               |
| ------------------------- | ---------------------------------------------------------- | ---------------------------------------------------------- |
| Chỉ huy                   | Neil A. Armstrong Chuyến bay thứ hai và cuối cùng          | Neil A. Armstrong Chuyến bay thứ hai và cuối cùng          |
| Phi công Mô-đun Chỉ huy   | Michael Collins Chuyến bay thứ hai và cuối cùng            | Michael Collins Chuyến bay thứ hai và cuối cùng            |
| Phi công Mô-đun Mặt Trăng | Edwin "Buzz" E. Aldrin Jr. Chuyến bay thứ hai và cuối cùng | Edwin "Buzz" E. Aldrin Jr. Chuyến bay thứ hai và cuối cùng |

Ngày 20 tháng 11 năm 1967, NASA công bố danh sách phi hành đoàn dự phòng cho sứ mệnh Apollo 9 theo phân công ban đầu, trong đó có Chỉ huy Neil Armstrong, Phi công Mô-đun Chỉ huy (CMP) Jim Lovell và Phi công Mô-đun Mặt Trăng (LMP) Buzz Aldrin. Lovell và Aldrin từng bay cùng nhau trước đó trên Gemini 12. Do sự chậm trễ trong thiết kế và sản xuất LM, hai nhiệm vụ Apollo 8 và Apollo 9 đã hoán đổi phi hành đoàn chính và dự phòng với nhau, trong đó đội của Armstrong đóng vai trò dự phòng trên Apollo 8. Theo trình tự luân phiên phi hành đoàn của chương trình, Armstrong sẽ là chỉ huy cho nhiệm vụ Apollo 11.
Tuy nhiên, CMP của Apollo 8 là Michael Collins lại bắt đầu gặp vấn đề về chân. Các bác sĩ chẩn đoán là do có một khối u xương nằm giữa đốt sống thứ năm và thứ sáu cần phải phẫu thuật. Lovell thay thế vị trí của Collins trong phi hành đoàn Apollo 8 và khi hồi phục, ông đã gia nhập đội của Armstrong với tư cách là CMP.  Apollo 11 là sứ mệnh thứ hai của Mỹ mà tất cả các thành viên phi hành đoàn đều có kinh nghiệm du hành vũ trụ trước đó (sứ mệnh đầu tiên là Apollo 10).
Deke Slayton từng cho Armstrong lựa chọn thay thế Aldrin bằng Lovell vì một số người cho rằng Aldrin khó làm việc cùng. Tuy không có vấn đề gì khi làm việc với Aldrin nhưng Armstrong đã suy nghĩ một ngày trước khi từ chối. Ông cho rằng Lovell xứng đáng được chỉ huy nhiệm vụ của riêng mình (về sau là Apollo 13).
Phi hành đoàn chính của Apollo 11 không hề có tinh thần vui vẻ và gần gũi như Apollo 12. Thay vào đó, họ chỉ tạo nên một mối quan hệ làm việc ở mức hòa nhã. Armstrong nổi tiếng là một người hờ hững. Vốn tự coi mình là người đơn độc, Collins thừa nhận đã từ chối những nỗ lực của Aldrin nhằm tạo ra một mối quan hệ thân mật hơn. Aldrin và Collins gọi tổ bay là "những người lạ tử tế". Armstrong không đồng ý với đánh giá này và cho biết "tất cả các phi hành đoàn mà tôi từng tham gia đều làm việc với nhau rất tốt".

### Phi hành đoàn dự phòng
| Vai trò                   | Phi hành gia        | Phi hành gia        |
| ------------------------- | ------------------- | ------------------- |
| Chỉ huy                   | James A. Lovell Jr. | James A. Lovell Jr. |
| Phi công Mô-đun Chỉ huy   | William A. Anders   | William A. Anders   |
| Phi công Mô-đun Mặt Trăng | Fred W. Haise Jr.   | Fred W. Haise Jr.   |

Phi hành đoàn dự phòng bao gồm Chỉ huy Lovell, CMP William Anders và LMP Haise. Anders từng bay cùng Lovell trên Apollo 8. Đầu năm 1969, Anders nhận một công việc tại Hội đồng Vũ trụ Quốc gia (National Aeronautics and Space Council) và sẽ bắt đầu làm từ tháng 8 cùng năm. Ông thông báo đến lúc đó mình sẽ giải nghệ nghiệp phi hành gia. Ken Mattingly đã được di chuyển từ đội hỗ trợ vào huấn luyện song song với Anders như CMP dự phòng trong trường hợp Apollo 11 bị trì hoãn vượt quá lịch phóng là tháng 7, vì khi ấy thì Anders sẽ không thể tiếp tục tham dự.
Theo trình tự luân phiên phi hành đoàn thông thường của chương trình Apollo, Lovell, Mattingly và Haise sẽ bay trên Apollo 14, nhưng do một vấn đề liên quan đến tổ bay của Apollo 13 và để có nhiều thời gian huấn luyện hơn cho Alan Shepard nên cả ba đều đã bị đẩy xuống Apollo 11. Mattingly sau đó được thay thế bằng Jack Swigert.

### Phi hành đoàn hỗ trợ
Trong các dự án Mercury và Gemini, mỗi sứ mệnh đều có một phi hành đoàn chính và dự phòng. Đối với Apollo, sẽ có thêm một phi hành đoàn hỗ trợ. Đội hỗ trợ giúp duy trì kế hoạch bay, các danh sách kiểm tra và quy tắc sứ mệnh, đồng thời đảm bảo đội chính và dự phòng sẽ được thông báo về mọi sự thay đổi. Họ đã phát triển các thủ tục cho thiết bị mô phỏng, đặc biệt là những tình huống khẩn cấp, giúp các tổ bay có thể tập trung thực hành và thành thạo. Đối với Apollo 11, phi hành đoàn hỗ trợ bao gồm Ken Mattingly, Ronald Evans và Bill Pogue.

### Liên lạc viên khoang vũ trụ

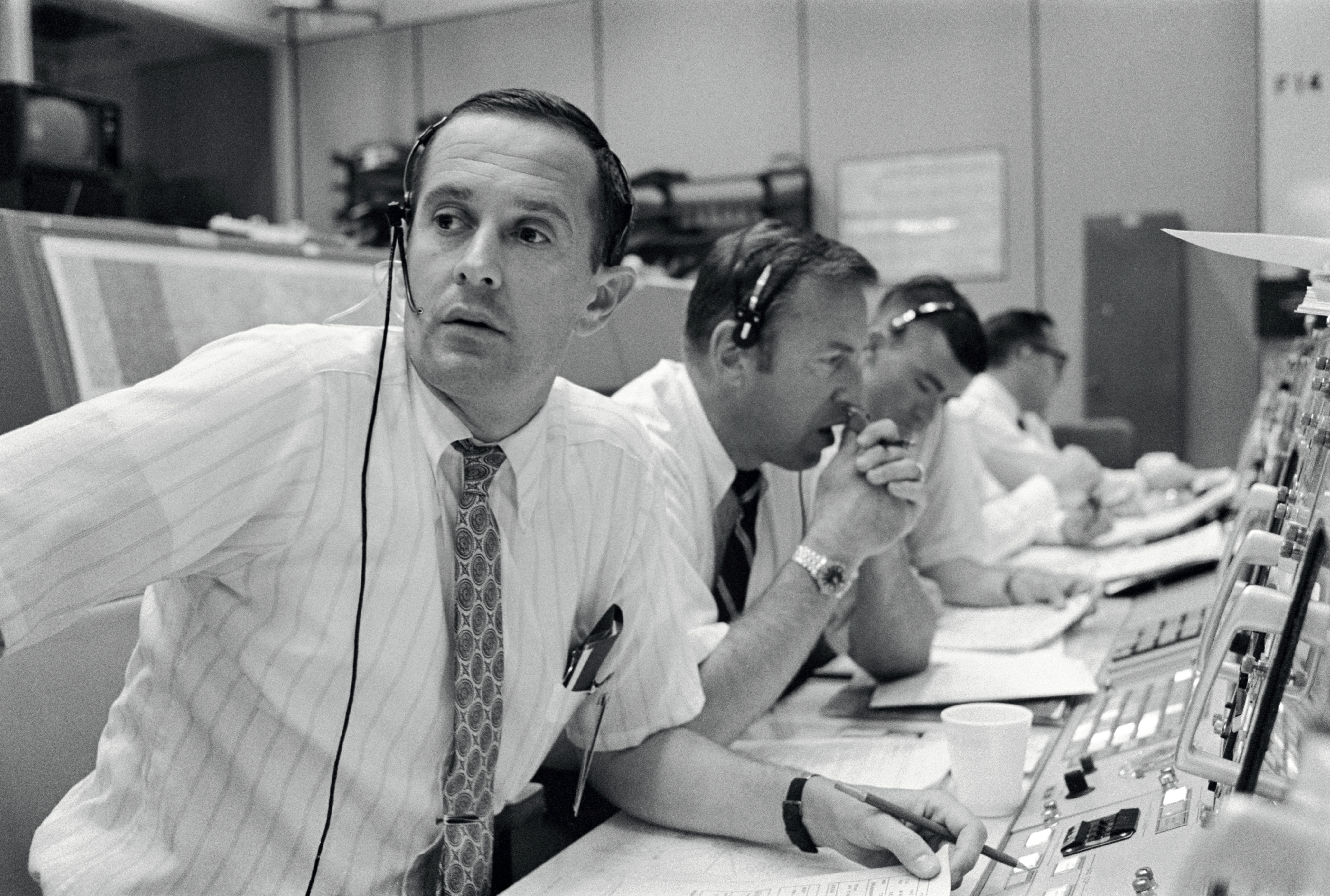
CAPCOM Charles Duke (trái) cùng với các thành viên đội dự phòng Jim Lovell và Fred Haise đang lắng nghe trong quá trình hạ cánh của Apollo 11

Liên lạc viên khoang vũ trụ (capsule communicator, viết tắt là CAPCOM) là một phi hành gia tại Trung tâm Kiểm soát Sứ mệnh ở Houston, Texas, người duy nhất liên lạc trực tiếp với tổ bay. Đối với Apollo 11, các CAPCOM là Charles Duke, Ronald Evans, Bruce McCandless II, James Lovell, William Anders, Ken Mattingly, Fred Haise, Don L. Lind, Owen K. Garriott và Harrison Schmitt.

### Giám đốc chuyến bay
Các giám đốc chuyến bay của sứ mệnh này gồm có:
| Tên                      | Ca | Đội    | Hoạt động                                 |
| ------------------------ | -- | ------ | ----------------------------------------- |
| Clifford E. Charlesworth | 1  | Green  | Phóng và hoạt động ngoài tàu vũ trụ (EVA) |
| Gerald D. Griffin        | 1  | Gold   | Dự phòng cho ca 1                         |
| Gene Kranz               | 2  | White  | Đổ bộ xuống Mặt Trăng                     |
| Glynn Lunney             | 3  | Black  | Cất cánh khỏi Mặt Trăng                   |
| Milton Windler           | 4  | Maroon | Lập kế hoạch                              |

### Nhân sự chủ chốt khác
Một số nhân sự khác đóng vai trò quan trọng trong sứ mệnh Apollo 11 có:
| Tên                   | Hoạt động |
| --------------------- | --- |
| Farouk El-Baz         | Nhà địa chất, nghiên cứu địa chất Mặt Trăng, xác định địa điểm hạ cánh, huấn luyện phi công                        |
| Kurt Debus            | Nhà khoa học tên lửa, giám sát việc xây dựng bệ phóng và cơ sở hạ tầng                                             |
| Jamye Flowers         | Thư ký cho các phi hành gia                                                                                        |
| Eleanor Foraker       | Thợ may thiết kế bộ đồ du hành vũ trụ                                                                              |
| Jack Garman           | Kỹ sư máy tính và kỹ thuật viên                                                                                    |
| Millicent Goldschmidt | Nhà vi sinh vật học đã thiết kế các kỹ thuật thu thập vật liệu vô trùng trên Mặt Trăng và đào tạo các phi hành gia |
| Eldon C. Hall         | Thiết kế phần cứng cho Máy tính Dẫn đường Apollo                                                                   |
| Margaret Hamilton     | Kỹ sư phần mềm cho máy tính trên tàu                                                                               |
| John Houbolt          | Lên kế hoạch đường bay                                                                                             |
| Gene Shoemaker        | Nhà địa chất, đào tạo địa chất thực địa cho các phi hành gia                                                       |
| Bill Tindall          | Các kỹ thuật điều phối nhiệm vụ (coordinated mission techniques)                                                   |

## Chuẩn bị

### Huy hiệu

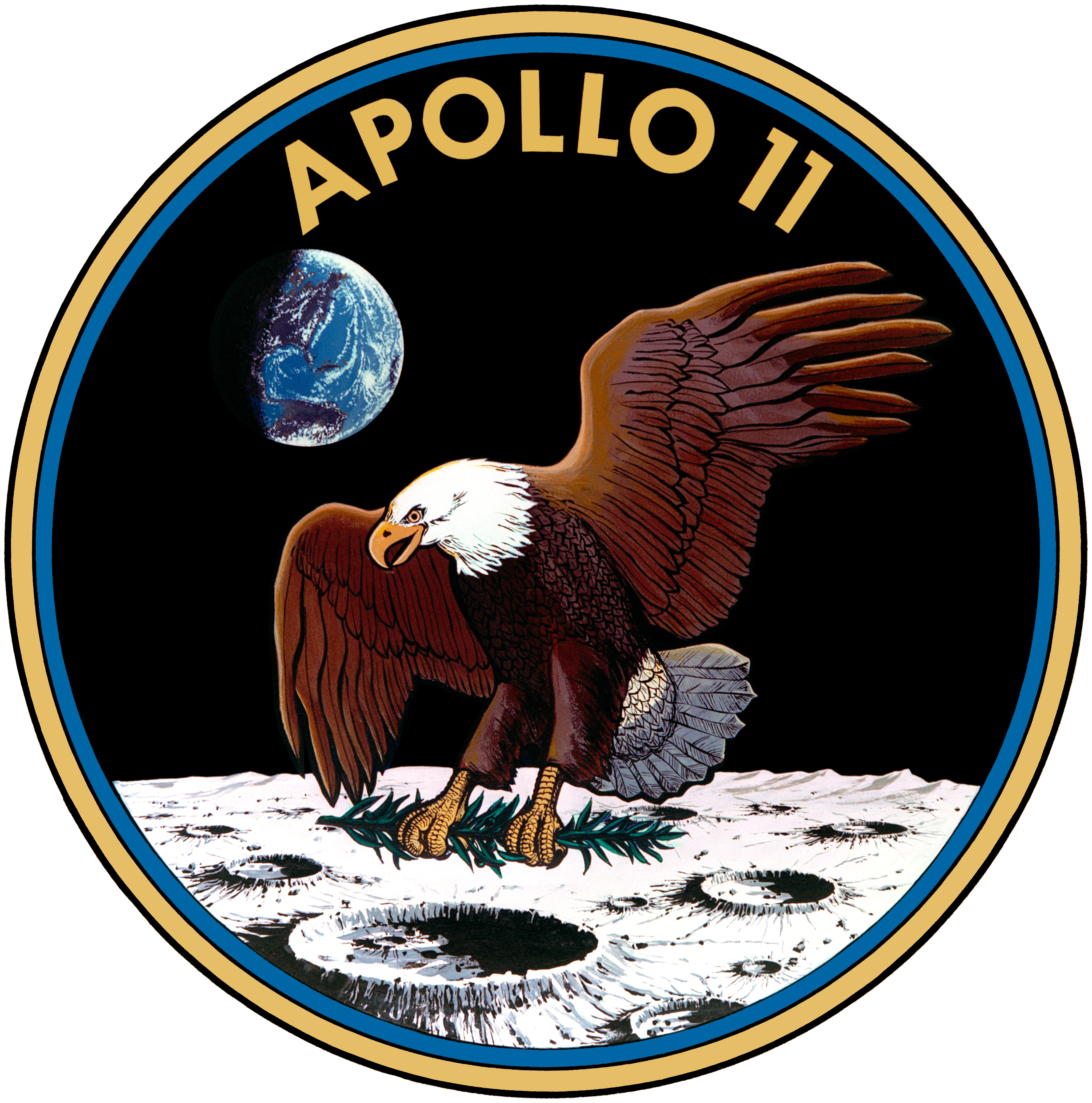
Huy hiệu của Apollo 11

Huy hiệu sứ mệnh Apollo 11 do Collins thiết kế. Ông mong muốn một biểu tượng cho "việc đổ bộ Mặt Trăng trong hòa bình của nước Mỹ". Theo gợi ý của Lovell, ông chọn đại bàng đầu trắng – quốc điểu Hoa Kỳ – làm biểu tượng. Một người hướng dẫn thiết bị mô phỏng là Tom Wilson kiến nghị nên đặt cành olive trong mỏ chim để đại diện cho sứ mệnh hòa bình này. Collins đã thêm vào đó khung cảnh Mặt Trăng, với Trái Đất nằm ở đằng xa. Ánh sáng Mặt Trời chiếu tới trong bức ảnh bị đặt ở hướng sai; phần tối lẽ ra nên nằm ở phía dưới thay vì bên trái của hành tinh xanh. Aldrin, Armstrong và Collins quyết định giữ lại màu sắc tự nhiên của chim đại bàng và Mặt Trăng, đồng thời khung viền sẽ có màu xanh dương và vàng. Armstrong quan ngại chữ "eleven" (mười một) có thể gây khó hiểu cho những người không nói tiếng Anh, nên họ đã chọn dòng chữ "Apollo 11". Họ cũng không đặt tên mình lên miếng vá, như vậy nó sẽ "đại diện cho tất cả những người đã làm việc để hướng tới mục tiêu đổ bộ xuống Mặt Trăng".
Phần ảnh minh họa do một nhân viên tại Trung tâm Tàu vũ trụ có Người lái (MSC) đảm nhận, sau đó được gửi tới các quan chức NASA để phê duyệt. Tuy nhiên, mẫu thiết kế ấy đã bị từ chối. Bob Gilruth, giám đốc MSC cho rằng móng vuốt của con đại bàng trông "quá hiếu chiến". Sau vài cuộc thảo luận, cành olive được dời xuống móng vuốt. Khi đồng đô la Eisenhower ra mắt vào năm 1971, mặt sau của nó đã dựa trên thiết kế con đại bàng từ miếng vá sứ mệnh. Thiết kế này cũng được sử dụng cho đồng đô la Susan B. Anthony vào năm 1979.

### Tín hiệu gọi

Buồng lái nguyên bản của mô-đun chỉ huy (CM) với ba chỗ ngồi, hiện được lưu giữ tại Bảo tàng Hàng không và Vũ trụ Quốc gia. Hình ảnh có độ phân giải rất cao này do Viện Smithsonian chụp vào năm 2007.

Sau khi phi hành đoàn Apollo 10 đặt tên cho tàu vũ trụ của họ là Charlie Brown và Snoopy, trợ lý giám đốc phụ trách vấn đề quan hệ công chúng Julian Scheer đã viết thư cho George Low, Quản lý Văn phòng Chương trình Tàu vũ trụ Apollo tại MSC, khuyến nghị tổ bay Apollo 11 nên bớt tùy tiện hơn trong việc đặt tên phi thuyền. Cái tên Snowcone (kem đá bào) đã được sử dụng cho CM và Haysack (đống rơm) cho LM trong cả truyền thông nội bộ và bên ngoài ở giai đoạn lên kế hoạch của sứ mệnh.
LM được đặt tên Eagle (đại bàng) theo chi tiết nổi bật trên huy hiệu nhiệm vụ. Thông qua gợi ý từ Scheer, tên gọi của CM sẽ là Columbia, dựa trên khẩu pháo khổng lồ Columbiad dùng để phóng phi thuyền (cũng từ Florida) trong tiểu thuyết năm 1865 Từ Trái Đất đến Mặt Trăng của Jules Verne. Nó cũng ám chỉ Columbia, một tên gọi lịch sử của Hoa Kỳ. Trong cuốn sách năm 1976, Collins cho rằng Columbia là chỉ Cristoforo Colombo.

### Vật lưu niệm

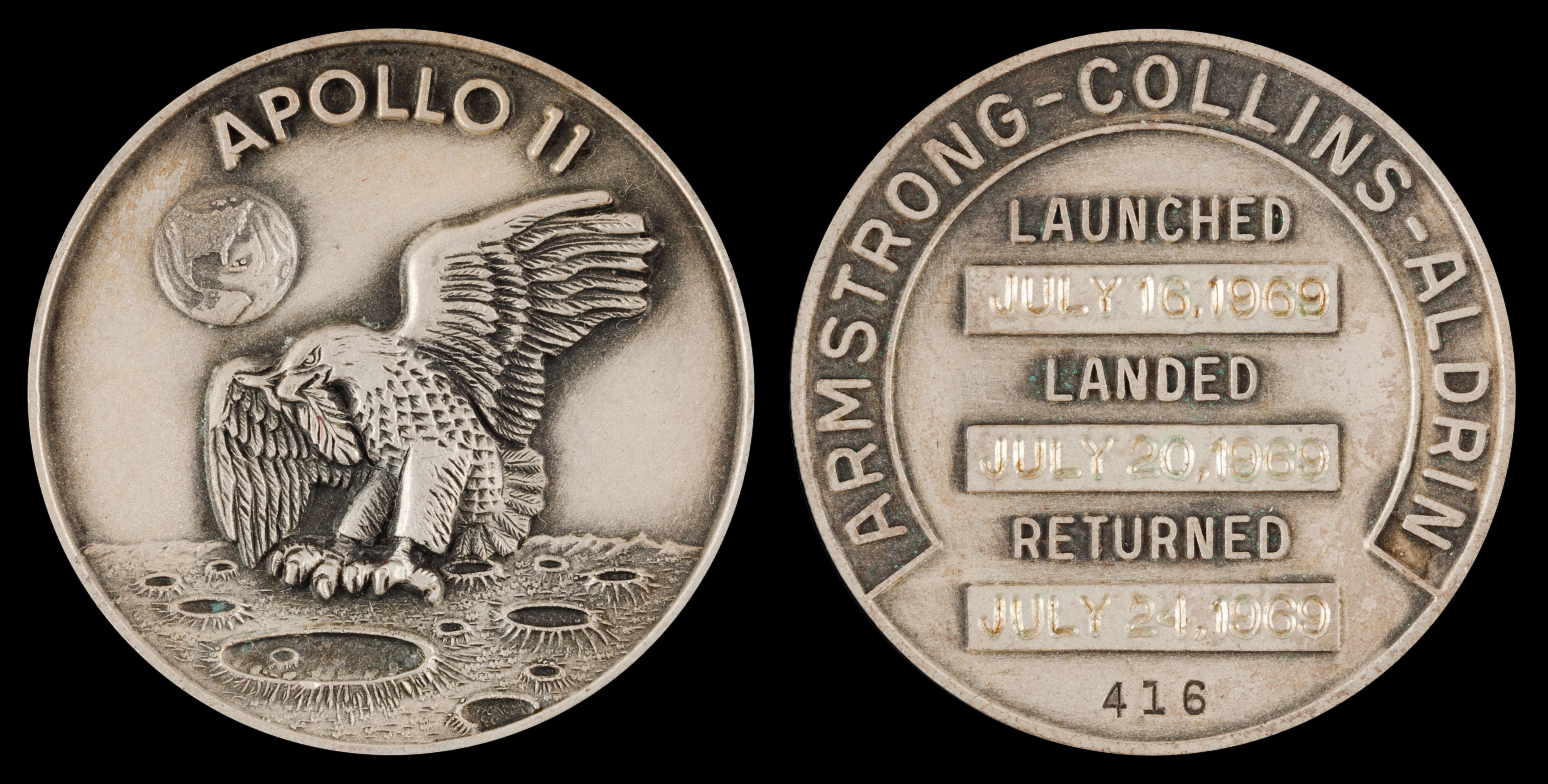
Huy chương Robbins bạc bay trên Apollo 11

Các phi hành gia đều mang theo bộ vật dụng cá nhân ưa thích (personal preference kit, viết tắt là PPK), những chiếc túi nhỏ đựng đồ dùng cá nhân quan trọng mà họ muốn đem theo trong sứ mệnh. 5 PPK 0,5 pound (0,23 kg) đã được mang lên Apollo 11: ba túi (mỗi phi hành gia mang một cái) cất trên Columbia trước khi phóng và hai túi trên Eagle.
PPK trên LM của Neil Armstrong chứa một mảnh gỗ từ cánh quạt và mảnh vải từ cánh máy bay Wright Flyer của anh em nhà Wright, cùng với một chiếc ghim phi hành gia có đính kim cương mà các góa phụ của tổ bay Apollo 1 đã tặng cho Slayton. Chiếc ghim này dự định sẽ bay trên sứ mệnh xấu số ấy và sau đó mới đưa cho ông, nhưng sau thảm kịch trên bệ phóng và tang lễ của các phi hành gia tử nạn, các góa phụ quyết định trao chiếc ghim cho Slayton. Armstrong là người mang nó lên Apollo 11.

### Lựa chọn địa điểm
Ngày 8 tháng 2 năm 1968, Hội đồng Lựa chọn Địa điểm Apollo (Apollo Site Selection Board) của NASA thông báo năm bãi đáp tiềm năng. Đây là thành quả của hai năm nghiên cứu dựa trên việc chụp ảnh độ phân giải cao bề mặt Mặt Trăng bởi năm tàu thăm dò không người lái của chương trình Lunar Orbiter và thông tin về các điều kiện bề mặt thu được từ chương trình Surveyor. Các kính thiên văn tốt nhất trên Trái Đất không thể xử lý được những đặc điểm với độ phân giải mà Dự án Apollo yêu cầu. Bãi đáp mục tiêu phải nằm gần xích đạo Mặt Trăng để giảm thiểu đến mức tối đa lượng thuốc phóng cần thiết, không có chướng ngại vật nhằm tối thiểu hóa các thao tác, và cần phải phẳng để rút gọn nhiệm vụ của radar hạ cánh. Giá trị khoa học không được xem xét đến trong trường hợp này.
Phần lớn những khu vực trông có vẻ hứa hẹn trên những bức ảnh chụp từ Trái Đất hóa ra lại hoàn toàn không phù hợp. Yêu cầu ban đầu là bãi đáp không được có hố thiên thạch đã phải nới lỏng vì không tìm thấy địa điểm nào như vậy. Có năm địa điểm triển vọng: Site 1 và 2 nằm ở Biển Tĩnh Lặng (Mare Tranquillitatis); Site 3 ở Central Bay (Sinus Medii); Site 4 và 5 ở Đại Dương Bão Tố (Oceanus Procellarum). Việc lựa chọn bãi đáp cuối cùng dựa trên bảy tiêu chí sau:
- Địa điểm này cần phải bằng phẳng với tương đối ít hố va chạm;
- đường đến đó không có đồi lớn, vách đá cao hoặc hố sâu có thể gây nhầm lẫn cho radar hạ cánh và khiến nó đưa ra số ghi không chính xác;
- có thể tiếp cận được với lượng thuốc phóng tối thiểu;
- cho phép trì hoãn trong quá trình đếm ngược trước khi phóng;
- cung cấp cho tàu vũ trụ Apollo một quỹ đạo free-return, quỹ đạo cho phép nó lướt quanh Mặt Trăng và trở về Trái Đất an toàn mà không cần phải đốt cháy động cơ nếu có vấn đề phát sinh trên đường đến Mặt Trăng;
- với tầm nhìn tốt trong quá trình tiếp cận hạ cánh, nghĩa là Mặt Trời sẽ ở khoảng từ 7 đến 20 độ phía sau LM; và
- mức dốc chung nhỏ hơn hai độ ở khu vực hạ cánh.[83]

Yêu cầu về góc Mặt Trời đã giới hạn ngày phóng thành chỉ một ngày mỗi tháng. Việc hạ cánh ngay sau bình minh được lựa chọn để hạn chế mức nhiệt độ khắc nghiệt mà các phi hành gia có thể phải trải qua. Hội đồng Lựa chọn Địa điểm Apollo đã chọn Site 2, với Sites 3 và 5 là các địa điểm dự phòng trong trường hợp phi vụ phóng bị trì hoãn. Tháng 5 năm 1969, mô-đun Mặt Trăng của Apollo 10 bay cách Site 2 15 kilômét (9,3 mi) và báo cáo rằng đây là một bãi đáp thích hợp.

### Lựa chọn người đặt bước chân đầu tiên
Trong buổi họp báo đầu tiên ngay sau khi công bố phi hành đoàn Apollo 11, câu hỏi thứ nhất chính là, "Ai trong số những quý ông đây sẽ là người đầu tiên đặt chân lên bề mặt Mặt Trăng?". Slayton trả lời vấn đề đó vẫn chưa được quyết định, sau đó Armstrong thêm vào rằng chuyện này "không phải dựa trên mong muốn cá nhân".
Một trong những phiên bản đầu tiên của danh sách kiểm tra thoát hiểm yêu cầu phi công mô-đun Mặt Trăng phải rời khỏi tàu vũ trụ trước người chỉ huy, tương tự như những gì đã được thực hiện trong các sứ mệnh Gemini, nơi người chỉ huy không bao giờ tiến hành việc đi bộ ngoài không gian. Các phóng viên từng viết vào đầu năm 1969 rằng Aldrin sẽ là người đầu tiên bước đi trên Mặt Trăng. Sau khi nghe nói Armstrong sẽ là người đầu tiên vì Armstrong là thường dân, Aldrin trở nên vô cùng tức giận. Ông đã cố gắng thuyết phục các phi công mô-đun Mặt Trăng khác nhưng họ chỉ phản ứng lại một cách hoài nghi và cho rằng đây là một chiến dịch vận động hành lang. Nhằm cố gắng ngăn chặn xung đột giữa các bộ phận, Slayton giải thích với Aldrin rằng vì Armstrong là chỉ huy nên ông ấy sẽ làm người đầu tiên. Quyết định được công bố trong một cuộc họp báo vào ngày 14 tháng 4 năm 1969.
Trong nhiều thập kỷ, Aldrin tin rằng quyết định cuối cùng phần lớn phụ thuộc vào vị trí cửa sập của mô-đun Mặt Trăng. Do phải mặc vào bộ đồ du hành và tàu vũ trụ thì lại quá nhỏ, việc thao tác để đi ra khỏi phi thuyền sẽ rất khó khăn. Tổ bay đã tiến hành một tình huống mô phỏng trong đó Aldrin là người rời tàu trước, nhưng ông đã làm hỏng thiết bị mô phỏng khi đang cố thoát ra. Dù chừng ấy là đủ để những người lập kế hoạch sứ mệnh đưa ra quyết định, cả Aldrin và Armstrong đều không hay biết gì về lựa chọn này cho đến cuối mùa xuân. Slayton nói với Armstrong rằng kế hoạch là để ông rời khỏi tàu vũ trụ trước, nếu ông đồng ý. Armstrong đáp, "Đúng, cách đó được đấy".
Phương tiện truyền thông cáo buộc Armstrong đã sử dụng đặc quyền của người chỉ huy để bước khỏi tàu vũ trụ trước. Trong cuốn tự truyện năm 2001 của mình, Chris Kraft tiết lộ một cuộc họp đã diễn ra giữa Gilruth, Slayton, Low và chính ông để đảm bảo Aldrin sẽ không phải là người đầu tiên đi bộ trên Mặt Trăng. Họ tranh luận rằng người này cần phải điềm tĩnh và ít nói như Charles Lindbergh. Họ quyết định thay đổi kế hoạch bay để viên chỉ huy là người đầu tiên bước ra khỏi tàu vũ trụ.

### Trước ngày phóng

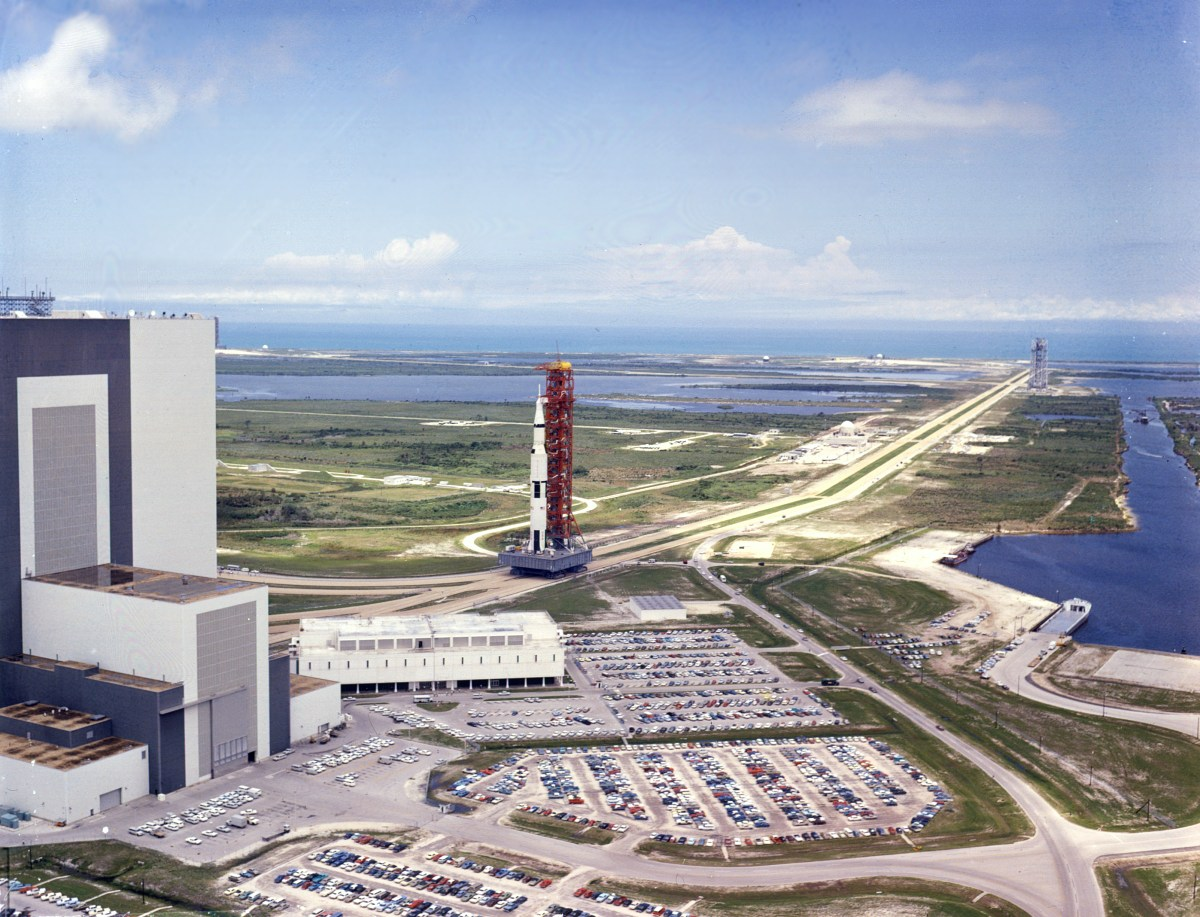
Saturn V SA-506, chiếc tên lửa mang phi thuyền Apollo 11, đang rời Tòa nhà Lắp ráp Phương tiện đi đến Tổ hợp Phóng 39.

Tầng cất cánh của LM-5 Eagle đến Trung tâm Vũ trụ Kennedy vào ngày 8 tháng 1 năm 1969, còn tầng hạ cánh đến nơi bốn ngày sau đó. CSM-107 Columbia thì có mặt vào ngày 23 tháng 1. Đã có một số khác biệt giữa Eagle và LM-4 Snoopy của Apollo 10; Eagle sở hữu một ăng-ten vô tuyến VHF giúp giao tiếp với các phi hành gia trong quá trình EVA trên bề mặt Mặt Trăng; động cơ cất cánh nhẹ hơn; thiết bị hạ cánh được bảo vệ nhiệt tốt hơn; và một gói chứa các dụng cụ thí nghiệm khoa học gọi là Early Apollo Scientific Experiments Package (EASEP). Thay đổi duy nhất trong cấu hình của mô-đun chỉ huy là việc loại bỏ một số lớp cách nhiệt ở cửa sập phía trước. CSM được ghép lại vào ngày 29 tháng 1, sau đó di chuyển từ tòa nhà Operations and Checkout Building tới Tòa nhà Lắp ráp Phương tiện vào ngày 14 tháng 4.
Tầng thứ ba S-IVB của Saturn V AS-506 đến nơi vào ngày 18 tháng 1, theo sau là tầng thứ hai S-II vào ngày 6 tháng 2, tầng thứ nhất S-IC vào ngày 20 tháng 2, và cấu trúc Saturn V Instrument Unit vào ngày 27 tháng 2. Lúc 12:30 ngày 20 tháng 5, kết cấu nặng 5.443 tấn (5.357 tấn Anh; 6.000 tấn Mỹ) này rời khỏi Tòa nhà Lắp ráp Phương tiện trên xe vận chuyển bánh xích (crawler-transporter), hướng tới Tổ hợp Phóng 39A thuộc Tổ hợp Phóng 39, vào thời điểm mà Apollo 10 vẫn còn đang trên đường tới Mặt Trăng. Một buổi thử nghiệm đếm ngược đã bắt đầu vào ngày 26 tháng 6 và kết thúc vào ngày 2 tháng 7. Tổ hợp phóng được chiếu sáng bằng đèn pha vào đêm ngày 15 tháng 7 khi xe vận chuyển bánh xích mang mobile service structure trở lại khu vực đậu. Sáng sớm hôm sau, bể nhiên liệu của các tầng S-II và S-IVB đã được đổ đầy hydro lỏng. Việc đổ nhiên liệu hoàn tất ba giờ trước khi phóng. Các hoạt động phóng được tự động hóa một phần, với 43 chương trình viết bằng ngôn ngữ lập trình ATOLL.
Ngay sau 4 giờ sáng, Slayton đến đánh thức phi hành đoàn. Họ tắm rửa, cạo râu và dùng một bữa ăn sáng truyền thống gồm bít tết với trứng cùng Slayton và đội dự phòng. Các phi hành gia sau đó mặc vào bộ đồ du hành và bắt đầu hít thở oxy nguyên chất. 6:30 sáng, họ đi đến Tổ hợp Phóng 39. 3 tiếng 10 phút trước khi phóng, Haise bước vào Columbia. Ông cùng với một kỹ thuật viên giúp Armstrong đến chỗ ghế dài bên trái lúc 6:54. Năm phút sau, Collins bước vào ghế dài bên phải. Cuối cùng, Aldrin là người ngồi ở ghế dài trung tâm. Haise rời đi lúc 2 tiếng 10 phút trước khi phóng. Khoảng một giờ sau, đội ngũ closeout cũng rời khỏi tổ hợp phóng sau khi chốt cửa sập và cabin được thanh lọc, điều áp. Quá trình đếm ngược bắt đầu tự động lúc 3 phút 27 giây trước khi phóng. Hơn 450 nhân viên đã có mặt tại các bảng điều khiển trong phòng đốt cháy (firing room).

## Sứ mệnh

### Phi vụ phóng và chuyến bay tới quỹ đạo Mặt Trăng

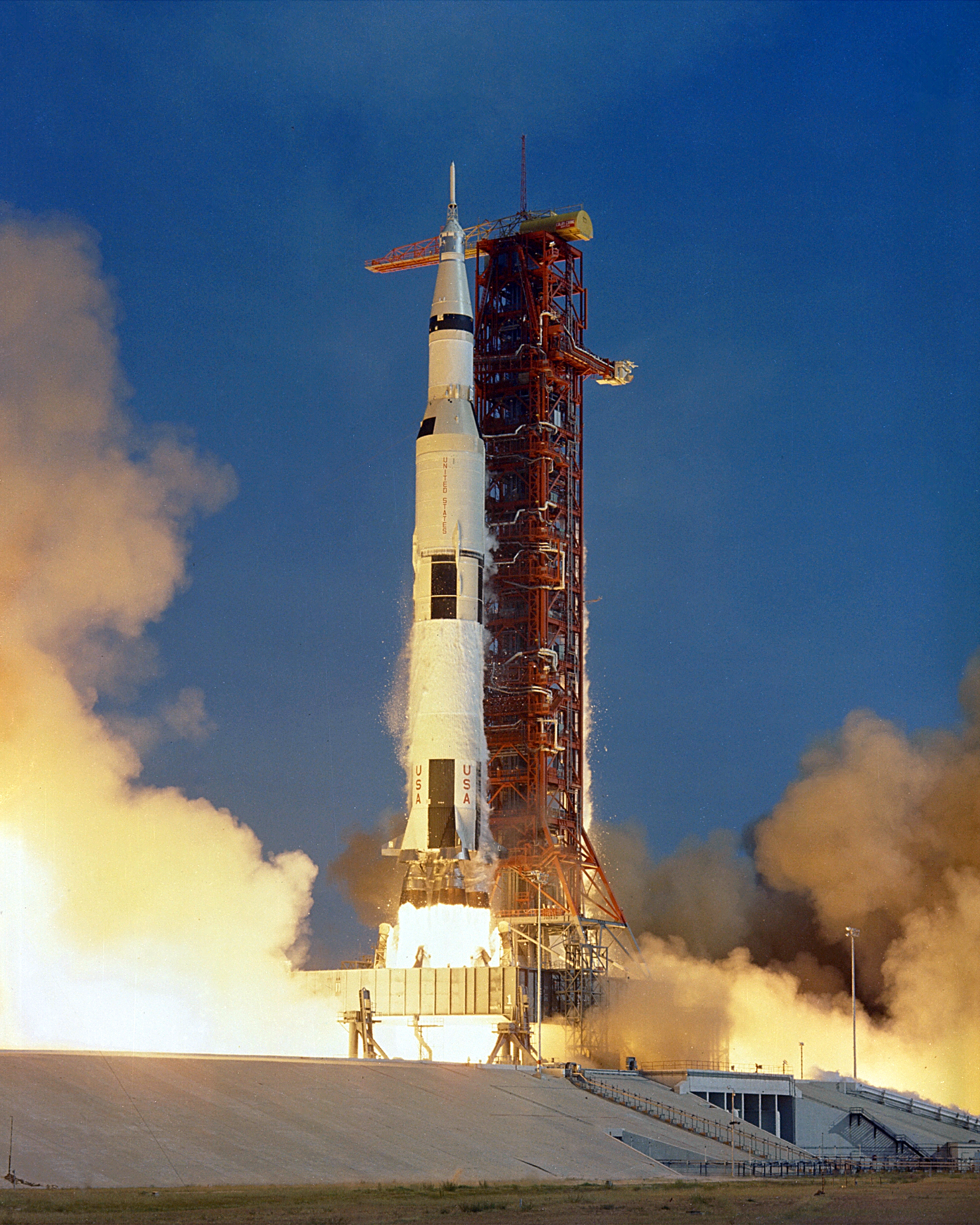
Phương tiện phóng Saturn V của Apollo 11 cất cánh mang theo các phi hành gia Neil A. Armstrong, Michael Collins và Edwin E. Aldrin Jr. vào 9:32 EDT ngày 16 tháng 7 năm 1969.

Ước tính có khoảng một triệu khán giả đã theo dõi phi vụ phóng tàu Apollo 11 từ các xa lộ và bãi biển gần đó. Những nhân vật nổi bật có mặt bao gồm Tham mưu trưởng Lục quân Hoa Kỳ, Tướng William Westmoreland, bốn thành viên nội các, 19 thống đốc bang, 40 thị trưởng, 60 đại sứ và 200 nghị sĩ quốc hội. Phó Tổng thống Spiro Agnew thì theo dõi vụ phóng cùng vợ chồng cựu Tổng thống Lyndon B. Johnson. Ngoài ra còn có khoảng 3.500 đại diện truyền thông xuất hiện, trong đó hai phần ba đến từ Mỹ và phần còn lại đến từ 55 quốc gia khác. Buổi phóng tàu được truyền hình trực tiếp ở 33 quốc gia, với lượng người xem chỉ tính riêng ở Mỹ là 25 triệu. Nhiều người trên khắp thế giới còn lắng nghe qua các chương trình phát thanh. Tổng thống Richard Nixon theo dõi từ văn phòng ở Nhà Trắng cùng với cùng với sĩ quan liên lạc NASA, phi hành gia Apollo Frank Borman.
Saturn V AS-506 phóng Apollo 11 lên vào 13:32:00 UTC (9:32:00 EDT) ngày 16 tháng 7 năm 1969. 13,2 giây sau khi phóng, phương tiện bắt đầu quay để di chuyển theo góc phương vị là 72,058°. Động cơ tầng thứ nhất tắt hoàn toàn lúc khoảng 2 phút 42 giây, tiếp đến tầng S-IC tách ra và động cơ S-II đánh lửa. Các động cơ tầng thứ hai sau đó ngắt và tách ra ở 9 phút 8 giây, cho phép động cơ S-IVB đánh lửa lần đầu tiên sau đó vài giây.
12 phút trong chuyến bay, Apollo 11 tiến vào quỹ đạo Trái Đất gần tròn ở độ cao 100,4 hải lý (185,9 km) nhân 98,9 hải lý (183,2 km). Sau 1,5 quỹ đạo, lần đánh lửa thứ hai của động cơ S-IVB đã đẩy tàu vũ trụ vào đường bay hướng tới vệ tinh tự nhiên của Trái Đất với việc đốt cháy phóng chuyển tiếp Mặt Trăng (TLI) lúc 16:22:13 UTC. Qua 30 phút, thao tác đổi chỗ, ghép nối và tách rời (transposition, docking, and extraction) được tiến hành. Thao tác này bao gồm việc Columbia tách khỏi tầng S-IVB đã qua sử dụng, quay đầu lại, sau đó ghép nối với Eagle vẫn còn gắn vào tầng tên lửa. Khi LM được tách ra, tổ hợp phi thuyền liền hướng về phía Mặt Trăng trong khi tầng tên lửa bay trên một quỹ đạo vượt qua vệ tinh tự nhiên của Trái Đất. Điều này là nhằm tránh để tầng thứ ba va chạm với tàu vũ trụ, Trái Đất hay Mặt Trăng. Do hiệu ứng slingshot khi đi qua Mặt Trăng nên nó đã bị đẩy vào quỹ đạo quanh Mặt Trời.
17:21:50 UTC ngày 19 tháng 7, Apollo 11 bay qua phía sau Mặt Trăng và khởi động động cơ service propulsion để đi vào quỹ đạo thiên thể này. Trong 30 quỹ đạo tiếp theo, phi hành đoàn trông thấy quang cảnh thoáng qua của bãi đáp ở phía nam Biển Tĩnh Lặng, nằm cách hố va chạm Sabine D 12 dặm (19 km) về phía tây nam. Địa điểm này được chọn một phần là nhờ kết quả thu về từ các tàu đổ bộ tự động Ranger 8 và Surveyor 5 cũng như tàu lập bản đồ Lunar Orbiter, vốn cho thấy nó tương đối bằng phẳng và nhẵn. Một nguyên nhân nữa là Site 2 không có khả năng gây ra thách thức cho việc đổ bộ hay những chuyến EVA. Nơi này nằm cách bãi đáp của Surveyor 5 khoảng 25 kilômét (16 mi) về phía đông nam và cách điểm va chạm của Ranger 8 khoảng 68 kilômét (42 mi) về phía tây nam.

### Bay xuống Mặt Trăng

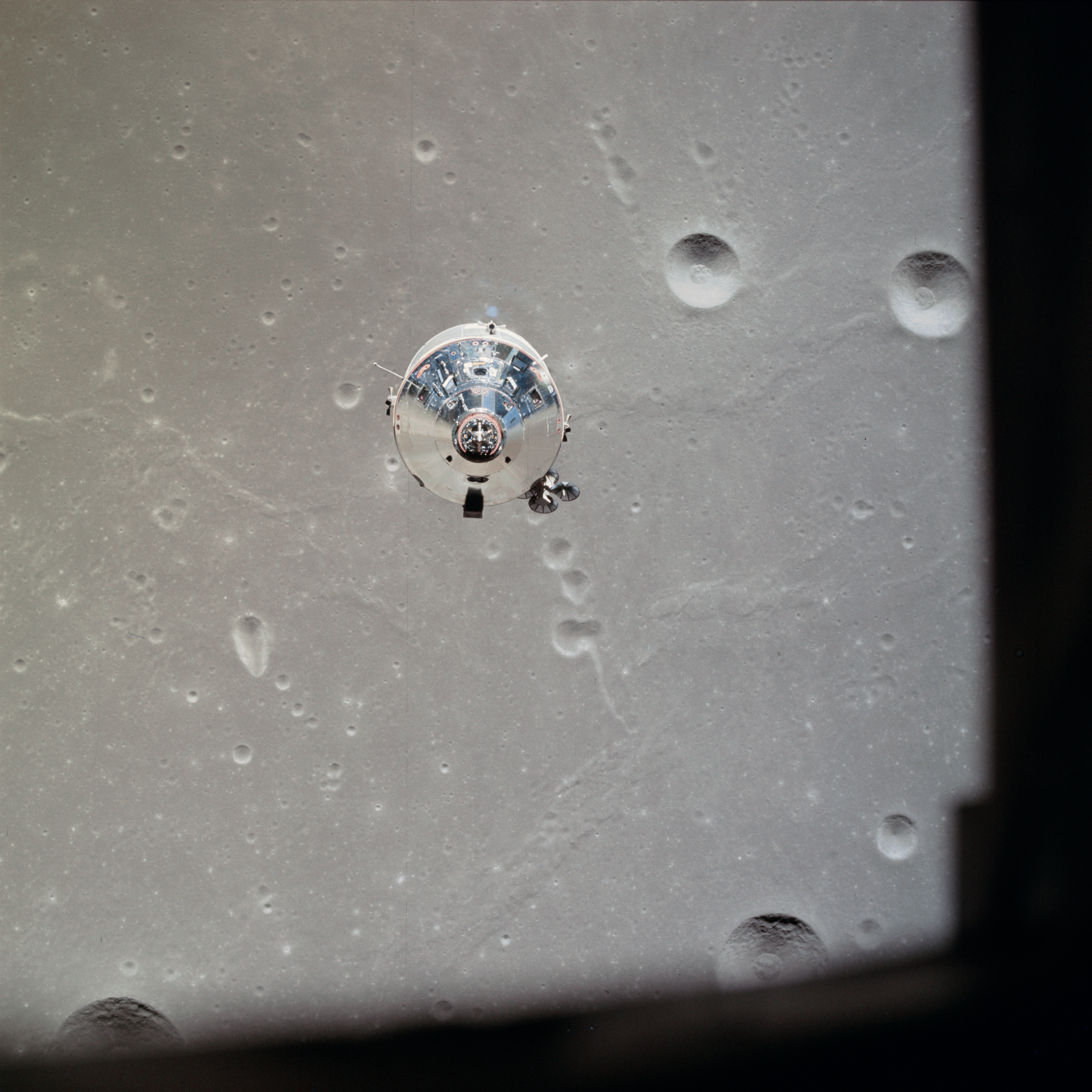
Columbia trên quỹ đạo Mặt Trăng, chụp từ Eagle

12:52:00 UTC ngày 20 tháng 7, Aldrin, Armstrong đi vào Eagle và chuẩn bị những bước cuối cùng để bay xuống Mặt Trăng. Lúc 17:44:00, Eagle tách khỏi Columbia còn Collins một mình ở lại trên CM. Ông kiểm tra Eagle khi nó quay tròn trước mặt để đảm bảo con tàu không bị hư hại và chân đáp được triển khai đúng cách. Armstrong đã thốt lên: "Eagle [đại bàng] có cánh này!".
Khi quá trình bay xuống bắt đầu, Armstrong và Aldrin nhận ra mình đã vượt qua điểm mốc trên bề mặt sớm hơn hai đến ba giây, đồng thời báo cáo lại rằng họ đã đi quá xa; họ sẽ hạ cánh cách mục tiêu nhiều dặm về phía tây. Eagle thì đang bay rất nhanh. Vấn đề có thể là do mascon – nồng độ khối lượng lớn trong một hoặc nhiều vùng chứa dị thường trọng lực của lớp vỏ Mặt Trăng, có khả năng làm thay đổi quỹ đạo của Eagle. Giám đốc Chuyến bay Gene Kranz suy đoán nguyên nhân do áp suất khí tăng cao trong đường hầm ghép nối hoặc là kết quả của việc Eagle xoay tròn.

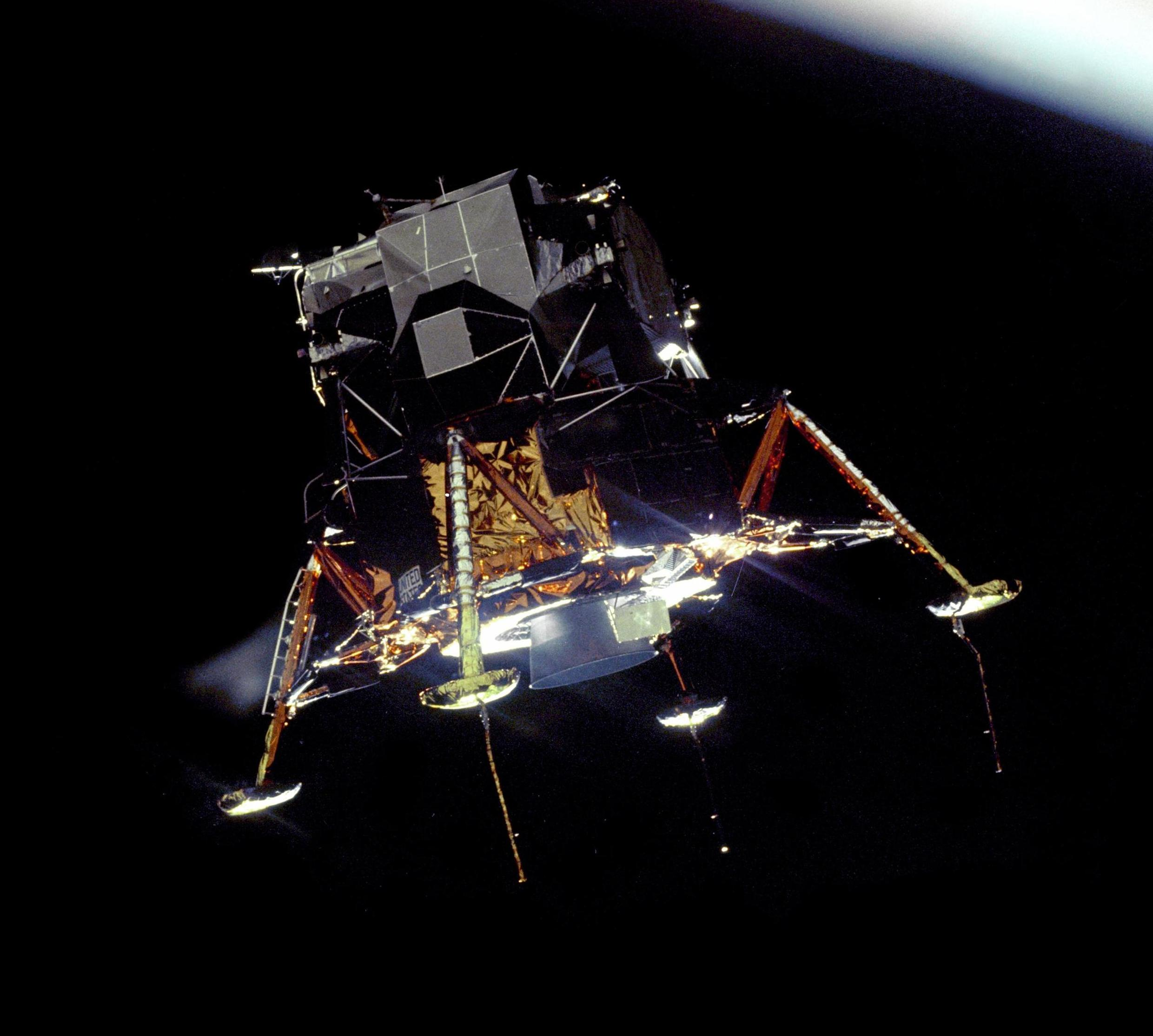
Eagle trên quỹ đạo Mặt Trăng, chụp từ Columbia

Năm phút sau khi đốt cháy để hạ cánh, tại độ cao 6.000 foot (1.800 m) phía trên bề mặt Mặt Trăng, máy tính dẫn đường của LM (LGC) khiến phi hành đoàn bối rối với các cảnh báo chương trình 1201 và 1202. Bên trong Trung tâm Kiểm soát Sứ mệnh, kỹ sư máy tính Jack Garman nói với nhân viên kiểm soát chuyến bay Steve Bales rằng có thể an toàn tiếp tục hạ cánh; thông điệp sau đó được chuyển tới phi hành đoàn. Các cảnh báo của chương trình chỉ ra lỗi "executive overflows", nghĩa là máy tính dẫn đường không thể hoàn thành tất cả nhiệm vụ theo thời gian thực và phải hoãn lại một vài trong số đó. Margaret Hamilton, Giám đốc Bộ phận Lập trình Máy tính Chuyến bay Apollo (Director of Apollo Flight Computer Programming) tại Phòng thí nghiệm Draper Charles Stark của MIT về sau nhớ lại:
Trách máy tính vì những sự cố trên Apollo 11 thì khác nào đổ lỗi cho người đã phát hiện ra đám cháy và gọi cứu hỏa. Thật ra, máy tính được lập trình để làm nhiều hơn là phát hiện tình trạng lỗi. Một bộ các chương trình phục hồi đã được tích hợp vào phần mềm. Trong trường hợp này, việc của phần mềm là loại bỏ các tác vụ có mức độ ưu tiên thấp và thiết lập lại các tác vụ quan trọng hơn. Thay vì ép buộc phải hủy bỏ thì máy tính đã ngăn chặn việc hủy bỏ. Nếu máy tính không nhận ra vấn đề này và thực hiện hành động phục hồi, tôi không nghĩ Apollo 11 có thể hạ cánh thành công xuống Mặt Trăng như vậy đâu.

Trong sứ mệnh, nguyên nhân được xác định là do công tắc của radar cuộc hẹn (rendezvous) ở sai vị trí, khiến máy tính xử lý dữ liệu từ cả radar cuộc hẹn và radar hạ cánh cùng một lúc. Về sau, kỹ sư phần mềm Don Eyles kết luận trong bài báo tại hội nghị Guidance and Control Conference năm 2005 rằng vấn đề nằm ở một lỗi thiết kế phần cứng đã được phát hiện trước đó trong quá trình thử nghiệm LM không người lái đầu tiên trên Apollo 5.

### Đổ bộ
Khi Armstrong nhìn ra bên ngoài lần nữa, ông thấy mục tiêu hạ cánh của máy tính nằm ở khu vực rải rác đá ngay phía bắc và phía đông một hố va chạm có đường kính 300 foot  (91 m) (về sau được xác định là hố va chạm West), vì vậy ông đã chuyển sang chế độ điều khiển bán tự động. Armstrong cân nhắc hạ cánh ở vị trí thấp hơn bãi đá để có thể thu thập các mẫu địa chất từ đó nhưng không được vì vận tốc theo phương ngang của họ quá cao. Trong suốt quá trình hạ cánh, Aldrin đã đọc dữ liệu dẫn đường để Armstrong lái Eagle. Lúc này ở độ cao 107 foot (33 m) so với bề mặt, Armstrong nhận ra nguồn cung cấp thuốc phóng đang cạn kiệt và quyết định đáp xuống tại nơi đầu tiên mà ông thấy có thể hạ cánh.
Armstrong tìm thấy một khoảng đất trống và điều khiển tàu vũ trụ hướng tới đó. Khi đến gần hơn, lúc này cách mặt đất 250 foot (76 m), ông phát hiện ra địa điểm hạ cánh mới của mình có một miệng hố. Ông né qua miệng hố và tìm thấy một khoảng đất bằng phẳng khác. Lúc này họ cách bề mặt 100 foot (30 m) và chỉ còn đủ nhiên liệu trong 90 giây nữa. Bụi Mặt Trăng do động cơ của LM gây ra bắt đầu làm suy yếu khả năng xác định chuyển động của tàu vũ trụ. Armstrong đã tập trung vào một số tảng đá lớn nhô ra khỏi đám mây bụi trong quá trình đi xuống để có thể xác định tốc độ của tàu vũ trụ.

Một đốm sáng hiện lên báo cho Aldrin biết rằng ít nhất một trong những ống dò (probe) dài 67 inch (170 cm) treo trên chân đế của Eagle đã chạm vào bề mặt vài phút trước khi hạ cánh. Ông thốt lên: "Đèn tiếp xúc!". Theo lẽ, Armstrong phải tắt động cơ ngay lập tức vì các kỹ sư nghi ngờ áp suất do khí thải động cơ dội lại từ bề mặt Mặt Trăng có thể khiến động cơ phát nổ, nhưng nam phi hành gia đã quên thực hiện. Ba giây sau, Eagle hạ cánh và lúc này Armstrong mới tắt động cơ. Aldrin ngay lập tức nói "Được rồi, dừng động cơ. ACA – kéo cần gạt (out of detent)". Armstrong xác nhận: "Kéo cần gạt. Tự động". Aldrin tiếp lời: "Điều khiển chế độ – cả hai đều tự động. Tắt chế độ ghi đè lệnh của động cơ hạ cánh. Tay gạt động cơ (engine arm) – đã tắt. Đã nhập 413".

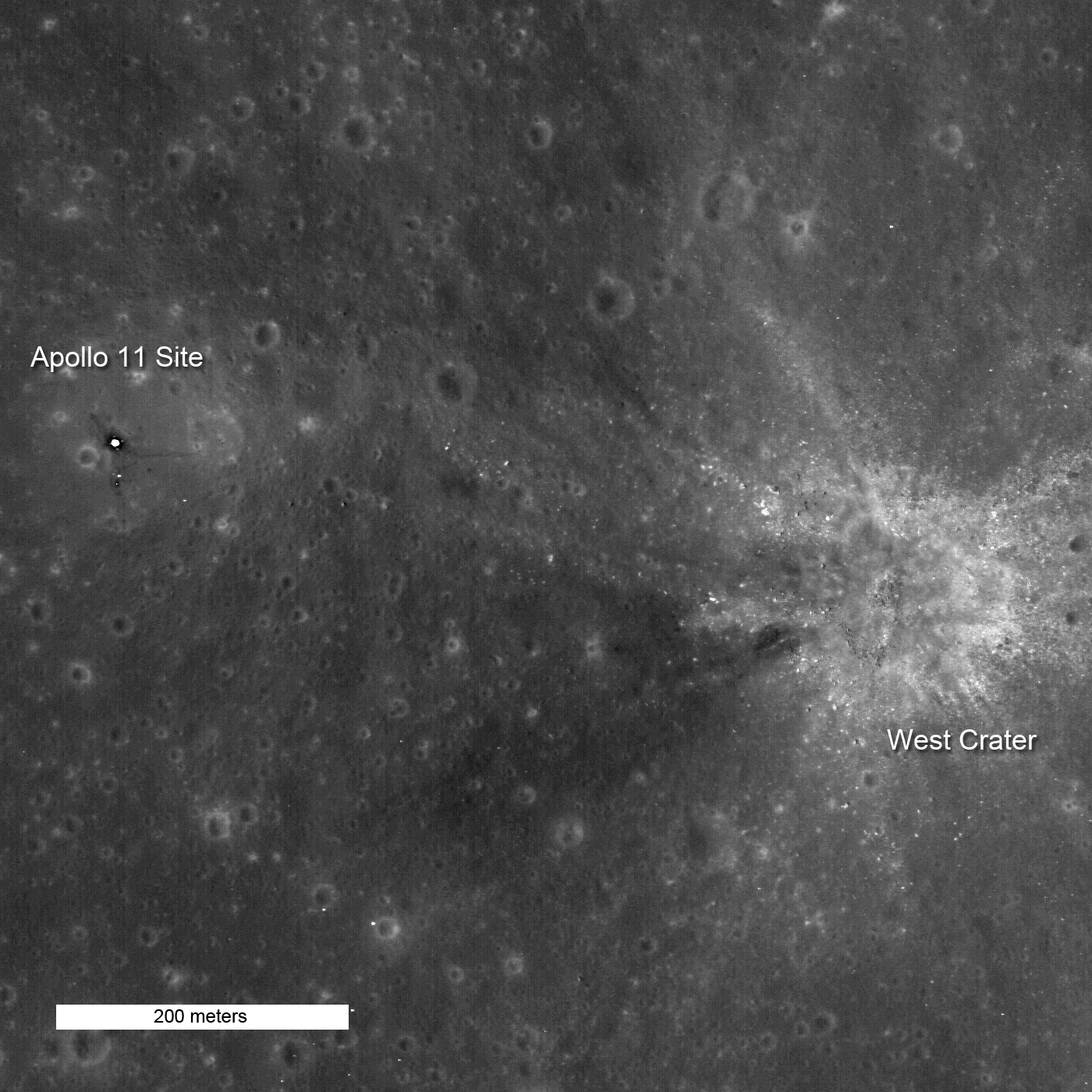
Địa điểm hạ cánh so với hố va chạm West

ACA chính là Bộ phận Kiểm soát Hướng (Attitude Control Assembly) – cần điều khiển của LM. Tín hiệu đầu ra được truyền đến LGC để ra lệnh cho động cơ của hệ thống điều khiển phản lực (RCS) khai hỏa. "Out of Detent" có nghĩa là cần điều khiển đã di chuyển ra khỏi vị trí trung tâm; nó được định tâm bằng lò xo giống như đèn báo quẹo trong xe hơi. Địa chỉ 413 của Hệ thống Hướng dẫn Hủy bỏ (Abort Guidance System, hay AGS) chứa biến số cho biết LM đã hạ cánh.
Eagle đáp đất lúc 20:17:40 UTC Chủ nhật ngày 20 tháng 7 với lượng nhiên liệu còn lại là 216 pound (98 kg). Thông tin từ quá trình hạ cánh cho phi hành đoàn và những người điều khiển nhiệm vụ thấy rằng, LM có đủ nhiên liệu cho 25 giây bay bằng động cơ nữa trước khi việc hủy bỏ mà không chạm đất (touchdown) xảy ra nguy hiểm, nhưng phân tích sau nhiệm vụ cho thấy con số thực tế có khả năng lên đến 50 giây. Apollo 11 đổ bộ với ít nhiên liệu hơn hầu hết các sứ mệnh kế tiếp và hai phi hành gia đã gặp phải cảnh báo nhiên liệu sắp cạn sớm. Sau đó người ta phát hiện ra rằng đây là kết quả của việc thuốc phóng óc ách (slosh) nhiều hơn dự kiến, làm lộ ra một cảm biến nhiên liệu. Trong những nhiệm vụ tiếp theo, các vách ngăn chống óc ách đã được thêm vào bể chứa để ngăn chặn vấn đề này.
Armstrong xác nhận việc Aldrin hoàn thành danh sách kiểm tra hậu hạ cánh với câu nói "Tay gạt động cơ đã tắt", trước khi trả lời CAPCOM Charles Duke, "Houston, đây là Tranquility Base. Eagle đã hạ cánh". Việc Armstrong bất ngờ thay đổi tín hiệu gọi từ "Eagle" sang "Tranquility Base" là nhằm nhấn mạnh với những người đang lắng nghe rằng cuộc hạ cánh đã hoàn tất và thành công. Duke bày tỏ sự nhẹ nhõm tại Trung tâm Kiểm soát Sứ mệnh: "Rõ, Twan – à nhầm Tranquility, bọn tôi từ mặt đất nghe rõ. Bọn tôi nín thở đến tái mặt luôn rồi. Bây giờ mới thở lại được. Cảm ơn các anh nhiều lắm".
Hai tiếng rưỡi sau khi đổ bộ, trước khi bắt đầu công tác chuẩn bị cho chuyến EVA, Aldrin phát thanh về Trái Đất:
Đây là phi công LM. Tôi muốn nhân cơ hội này thỉnh cầu bất kỳ người nào đang lắng nghe, dù bạn là ai hay ở đâu đi chăng nữa, hãy tạm ngừng trong giây lát để chiêm ngưỡng những sự kiện đã xảy ra trong ít tiếng vừa qua và bày tỏ lòng biết ơn theo cách của riêng mình.

Sau đó, ông bí mật rước lễ. Vào thời điểm ấy, NASA vẫn đang trong một vụ kiện do nhân vật vô thần Madalyn Murray O'Hair (người phản đối việc phi hành đoàn Apollo 8 đọc Sách Sáng Thế) đệ trình, yêu cầu phi hành gia của họ kiềm chế phát sóng các hoạt động tôn giáo khi ở trong không gian. Vì lý do này, Aldrin đã quyết định không đề cập trực tiếp đến việc rước lễ trên Mặt Trăng. Aldrin là một trưởng lão tại nhà thờ Giáo hội Trưởng nhiệm Webster, còn bộ dụng cụ làm lễ của ông là do mục sư Dean Woodruff chuẩn bị. Nhà thờ này sở hữu chiếc cốc thánh được sử dụng trên Mặt Trăng và họ kỷ niệm sự kiện này hàng năm vào Chủ nhật gần ngày 20 tháng 7 nhất. Lịch trình nhiệm vụ yêu cầu các phi hành gia phải ngủ năm tiếng sau khi hạ cánh, nhưng họ đã bắt đầu chuẩn bị sớm cho EVA vì nghĩ rằng mình sẽ không thể ngủ được.

### Các hoạt động trên bề mặt Mặt Trăng
Các bước chuẩn bị để Neil Armstrong và Buzz Aldrin đi bộ trên Mặt Trăng bắt đầu lúc 23:43 UTC. Công tác này mất đến ba tiếng rưỡi thay vì hai tiếng như dự kiến. Trong quá trình huấn luyện ở Trái Đất, mọi thứ cần thiết đều đã được sắp xếp gọn gàng từ trước, nhưng trên Mặt Trăng, cabin còn chứa một lượng lớn các vật dụng khác chẳng hạn như danh sách kiểm tra, túi thực phẩm và dụng cụ. Sáu giờ ba mươi chín phút sau khi hạ cánh, Armstrong và Aldrin sẵn sàng bước ra ngoài. Eagle cũng được cho giảm áp suất.
Cửa sập Eagle mở ra lúc 02:39:33. Armstrong ban đầu gặp một số khó khăn khi chui qua cửa sập với hệ thống hỗ trợ sự sống di động (PLSS) đeo trên người. Một số nhịp tim cao nhất được ghi nhận từ các phi hành gia Apollo chính là trong quá trình ra vào LM. Lúc 02:51, Armstrong bắt đầu đi xuống bề mặt Mặt Trăng. Bộ điều khiển từ xa trên ngực khiến viên chỉ huy không thể nhìn thấy chân mình. Sau khi trèo xuống chín bậc thang, Armstrong kéo một chiếc vòng chữ D để triển khai bộ phận xếp thiết bị mô-đun (modularized equipment stowage assembly, hay MESA) được gấp vào bên hông Eagle và kích hoạt camera truyền hình.
Apollo 11 sử dụng công nghệ truyền hình quét chậm (slow-scan television, hay SSTV), vốn không tương thích với truyền hình phát sóng (broadcast TV). Vì vậy, các phi hành gia đã cho hiển thị video bằng màn hình đặc biệt và dùng camera truyền hình thông thường để quay màn hình này (có thể xem đây là chương trình phát sóng của một chương trình phát sóng), khiến cho chất lượng hình ảnh bị giảm đáng kể. Tín hiệu được thu tại Đài quan sát Goldstone ở Hoa Kỳ, với độ trung thực tốt hơn tại một trạm khác là Honeysuckle Creek Tracking Station gần Canberra, Úc. Vài phút sau, dữ liệu tiếp sóng được chuyển sang kính thiên văn vô tuyến Parkes nhạy hơn ở Úc. Bất chấp một số khó khăn về kỹ thuật và thời tiết, những hình ảnh đen trắng về chuyến EVA đầu tiên trên Mặt Trăng vẫn được thu và phát tới ít nhất 600 triệu người trên Trái Đất. Các bản sao của video này ở định dạng phát sóng đã được lưu lại và phổ biến rộng rãi, nhưng các bản ghi về buổi phát hình quét chậm gốc từ bề mặt Mặt Trăng có khả năng đã bị phá hủy trong quá trình tái sử dụng băng từ theo thủ tục tại NASA.
Sau khi mô tả bụi trên bề mặt là "rất mịn" và "gần giống như bột", lúc 02:56:15, sáu tiếng rưỡi sau khi hạ cánh, Armstrong bước xuống bệ đáp của Eagle và tuyên bố: "Đây là bước đi nhỏ bé của [một] con người, nhưng là bước tiến khổng lồ của cả nhân loại".
Armstrong định nói "Đây là bước đi nhỏ bé của một con người", nhưng chữ "một" không thể nghe rõ trong đường truyền nên ban đầu, nó đã không được những người quan sát buổi phát sóng trực tiếp tường thuật lại. Về sau khi được hỏi về câu trích dẫn ấy, Armstrong tin rằng mình đã nói "của một con người", từ đó các phiên bản in ấn sau này của câu nói trên đều bao gồm chữ "một" trong dấu ngoặc vuông. Một lời giải thích cho sự thiếu vắng này có thể là do giọng của nam phi hành gia khiến ông nói lắp các từ "của một"; lý do khác là do tính chất gián đoạn của các kết nối âm thanh và video đến Trái Đất ít nhiều gây ra bởi những cơn bão gần Đài quan sát Parkes. Một phân tích kỹ thuật số gần đây về đoạn băng cho thấy chữ "một" có thể đã được nói ra nhưng bị nhiễu. Các phân tích khác chỉ ra rằng những tuyên bố về việc nhiễu và nói lắp đều là "bịa đặt để giữ thể diện", và chính Armstrong về sau cũng thừa nhận đã nói nhầm câu đó.
Khoảng bảy phút sau khi đặt chân lên bề mặt Mặt Trăng, Armstrong thu thập mẫu đất dự phòng bằng chiếc bao đựng mẫu gắn trên một cây que. Sau đó, ông gấp bao lại và nhét vào túi ở đùi phải. Điều này là nhằm đảm bảo sẽ có đất Mặt Trăng được mang về trong trường hợp khẩn cấp buộc các phi hành gia phải từ bỏ EVA và quay trở lại LM. Mười hai phút sau khi thu thập mẫu, Armstrong tháo camera truyền hình ra khỏi MESA và thực hiện quét toàn cảnh, sau đó gắn nó vào chân máy quay. Cáp camera truyền hình vẫn còn cuộn lại một phần và có nguy cơ gây vấp ngã trong suốt EVA. Việc chụp ảnh tĩnh được thực hiện bằng máy ảnh Hasselblad, vốn có thể cầm tay hoặc gắn trên bộ đồ du hành vũ trụ Apollo của Armstrong. Aldrin đã cùng Armstrong đi bộ trên bề mặt. Ông mô tả quang cảnh bằng cụm từ đơn giản: "Sự hiu quạnh tráng lệ".

Armstrong cho biết việc di chuyển dưới trọng lực Mặt Trăng, vốn chỉ bằng một phần sáu lực hấp dẫn của Trái Đất, "có lẽ còn dễ hơn cả khi mô phỏng... Hoàn toàn không có khó khăn gì khi di chuyển xung quanh". Aldrin đã cùng ông xuống bề mặt và thử nghiệm các phương pháp di chuyển, bao gồm cả nhảy bằng hai chân kiểu kangaroo. Dù ba lô PLSS gây ra xu hướng nghiêng về phía sau nhưng không phi hành gia nào gặp vấn đề nghiêm trọng trong việc giữ thăng bằng. Các phi hành gia báo cáo rằng họ cần phải lập kế hoạch di chuyển trước sáu hoặc bảy bước. Đất mịn nơi đó khá trơn. Aldrin nhận xét việc di chuyển từ chỗ có ánh sáng Mặt Trời vào bóng của Eagle không làm thay đổi nhiệt độ bên trong bộ đồ, nhưng do chiếc nón phi hành gia ấm hơn dưới nắng nên ông cảm thấy mát khi ở trong chỗ râm. MESA không cung cấp được nền tảng làm việc ổn định và còn nằm trong chỗ tối, phần nào làm chậm tiến độ nhiệm vụ. Khi làm việc, các phi hành gia đi bộ trên Mặt Trăng đã đá tung đống bụi xám khiến cho phần bên ngoài bộ đồ du hành bị vấy bẩn.

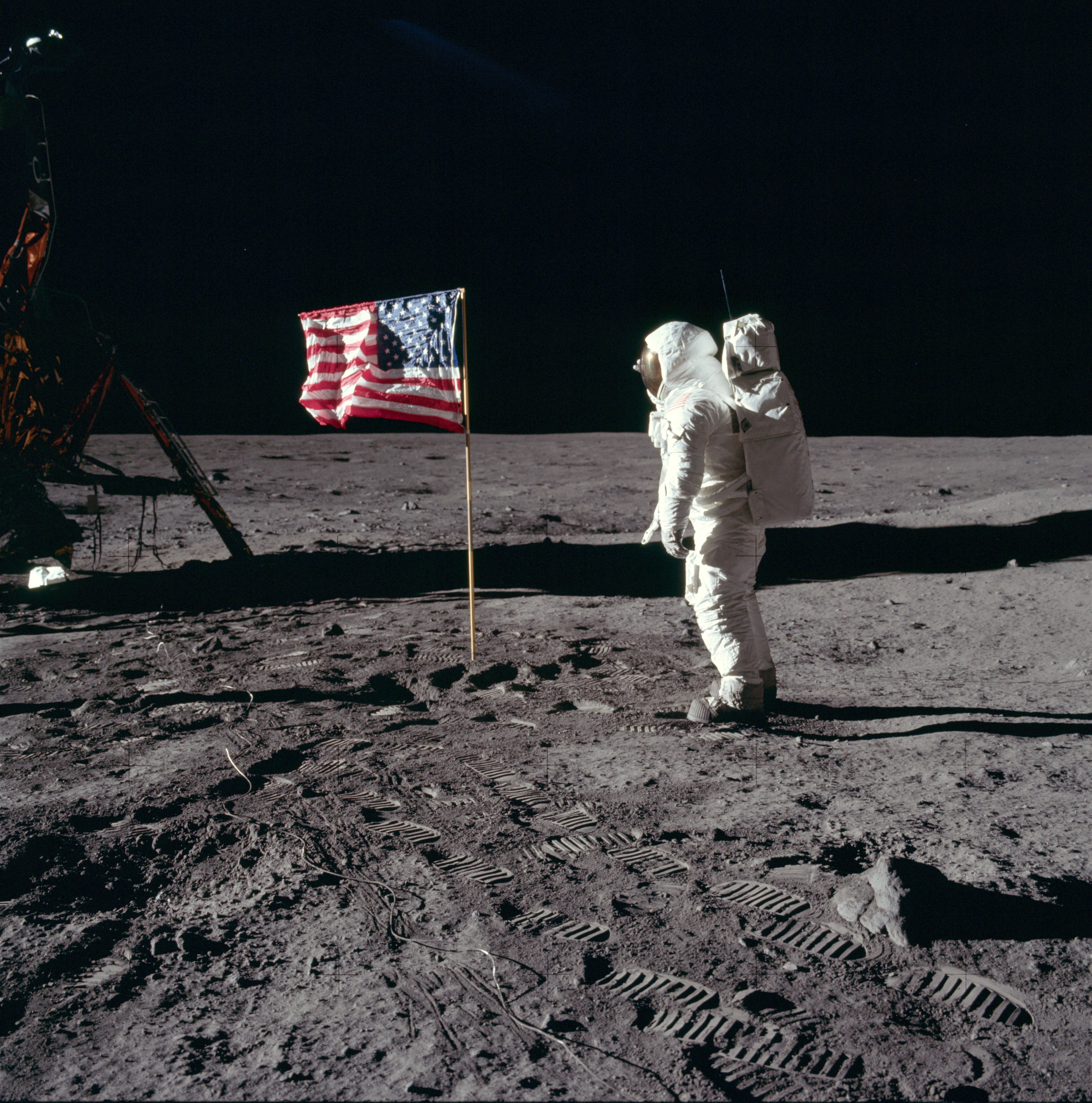
Aldrin đứng chào lá cờ Hoa Kỳ được dựng trên bề mặt Mặt Trăng.

Trước góc quay trọn vẹn của camera truyền hình, hai phi hành gia cắm Lunar Flag Assembly (tạm dịch là "Kết cấu Cờ Mặt Trăng") gồm lá quốc kỳ Mỹ lên bề mặt Nguyệt Cầu. Alrin nhớ lại, "Trong số những việc phải làm trên Mặt Trăng, việc mà tôi muốn thực hiện trôi chảy nhất chính là dựng lá cờ lên". Tuy nhiên, các phi hành gia đã vật lộn với thanh lồng nhau (telescoping rod) và chỉ có thể cắm nó xuống khoảng 2 inch (5 cm) dưới bề mặt cứng. Dù lo sợ lá cờ có thể đổ xuống trước mặt người xem truyền hình, Aldrin vẫn "chào quả quyết kiểu West Point". Trước khi nam phi hành gia kịp chụp ảnh Armstrong cùng với lá cờ, Tổng thống Richard Nixon đã nói chuyện với họ qua đường truyền vô tuyến điện thoại. Ban đầu, vị tổng thống chuẩn bị sẵn một bài phát biểu dài để đọc trong cuộc gọi, nhưng Frank Borman, người có mặt tại Nhà Trắng với tư cách là nhân viên liên lạc của NASA trong sứ mệnh Apollo 11, đã thuyết phục Nixon chỉ nên nói ngắn gọn.
Nixon: Xin chào, Neil và Buzz. Tôi đang nói chuyện với các anh qua điện thoại từ Phòng Bầu dục tại Nhà Trắng. Và đây chắc chắn sẽ là cuộc điện thoại mang tính lịch sử nhất từng được thực hiện từ Nhà Trắng. Tôi không thể diễn tả hết niềm tự hào nơi chúng tôi về những gì mà các anh đã làm. Đối với mỗi người Mỹ, đây hẳn phải là ngày đáng tự hào nhất trong đời. Và tôi tin rằng mọi người trên khắp thế giới cũng sẽ cùng với người Mỹ công nhận chiến tích to lớn này. Nhờ các anh, bầu trời đã trở thành một phần của thế giới loài người. Việc nói chuyện với các anh đang ở trên Biển Tĩnh Lặng giúp truyền cảm hứng để chúng tôi nỗ lực gấp đôi nhằm mang lại hòa bình và bình yên cho Trái Đất. Trong một khoảnh khắc vô giá của toàn bộ lịch sử nhân loại, tất cả mọi người trên Trái Đất này đã thực sự hòa làm một: họ có chung một niềm tự hào về những gì các anh đã làm, và chúng tôi có chung một lời cầu nguyện rằng các anh sẽ trở về Trái Đất an toàn.
Armstrong: Cảm ơn, Ngài Tổng thống. Đây quả là một vinh dự và đặc ân lớn lao khi chúng tôi có mặt tại nơi này, đại diện cho không chỉ Hoa Kỳ mà còn cho những người yêu chuộng hòa bình đến từ mọi quốc gia, đại diện cho sự quan tâm và tò mò, và đại diện cho những người có tầm nhìn về tương lai. Thật vinh dự cho chúng tôi khi được có mặt ở đây ngày hôm nay.
Nixon: Cảm ơn anh, và tôi mong rằng, tất cả chúng ta mong rằng sẽ được thấy các anh trên tàu Hornet vào thứ Năm.

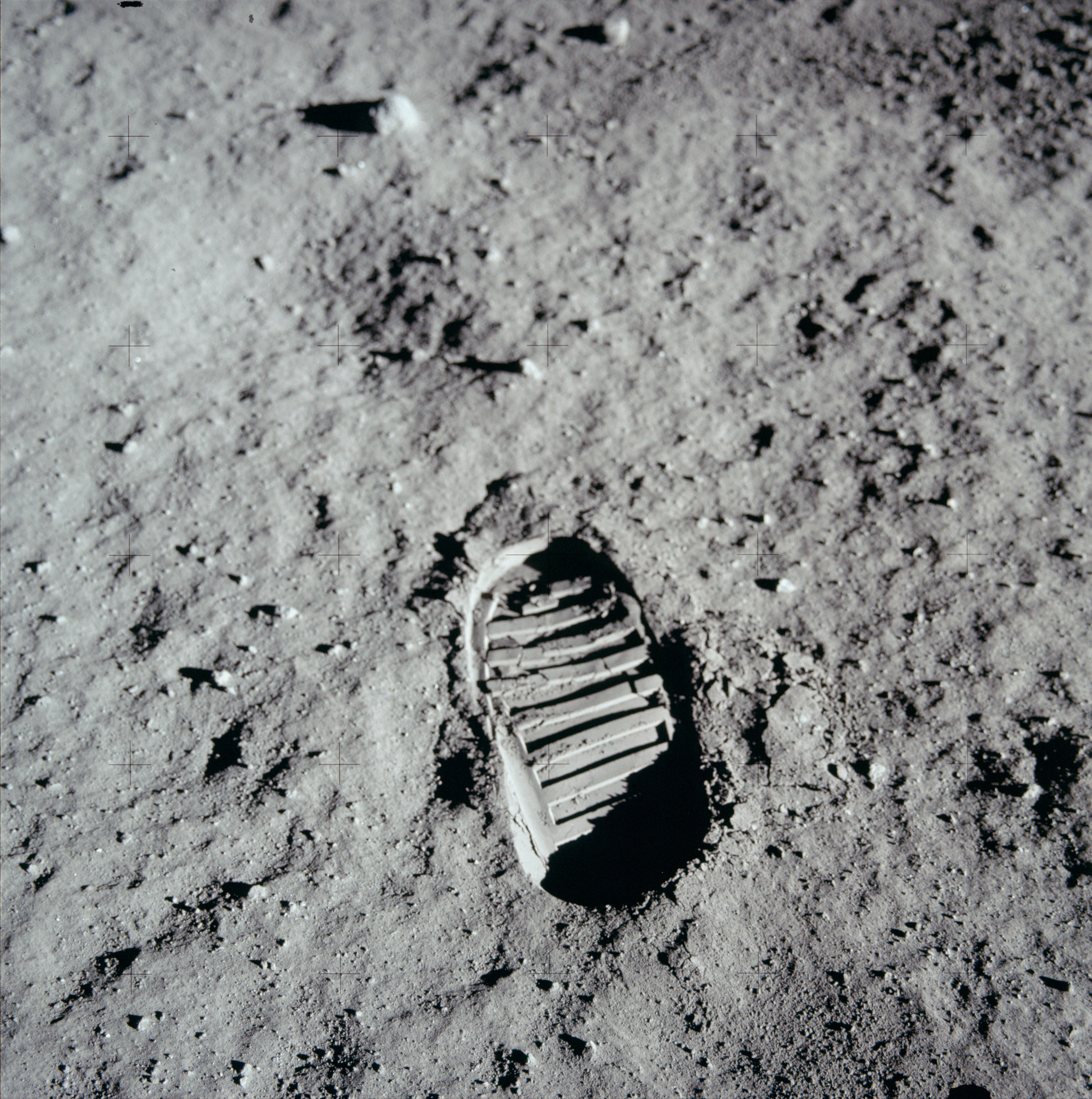
Dấu giày của Aldrin; đây là một phần trong thí nghiệm kiểm tra các đặc tính trên lớp đất mặt của Mặt Trăng.

Các phi hành gia đã triển khai EASEP, bao gồm một Passive Seismic Experiment Package (gói thí nghiệm đo địa chấn thụ động) để đo chấn động Mặt Trăng và một mảng retroreflector dùng cho các thí nghiệm Lunar Laser Ranging (đo khoảng cách tới Mặt Trăng bằng tia laser). Armstrong sau đó đi bộ 196 foot (60 m) từ LM để chụp ảnh ở vành hố va chạm Little West trong lúc Aldrin thu thập hai mẫu lõi khoan. Ông sử dụng búa đá (rock hammer) để đập vào các ống nhưng không thể xuyên sâu quá 6 inch (15 cm); đây là lần duy nhất chiếc búa này được sử dụng trên Apollo 11. Tiếp theo, các phi hành gia thu thập mẫu đá bằng cái xúc đất và cây kẹp gắn trên tay cầm mở rộng. Nhiều hoạt động trên bề mặt mất nhiều thời gian hơn dự kiến, vì vậy họ phải dừng ghi chép việc thu thập mẫu giữa chừng. Aldrin đã xúc 6 kilôgam (13 lb) đất vào hộp đựng đá để nén chặt chúng lại. Có hai loại đá được tìm thấy trong các mẫu địa chất: bazan và dăm kết. Người ta cũng phát hiện ba loại khoáng chất mới là armalcolit, tranquillityit và pyroxferroit trong mẫu đá. Armalcolit được đặt tên theo Armstrong, Aldrin và Collins. Về sau chúng đều được phát hiện ở trên Trái Đất.
Khi ở trên bề mặt, Armstrong đã để lộ ra một tấm bảng (plaque) gắn trên thang của LM. Nó có hai hình vẽ Trái Đất (ở Tây Bán cầu và Đông Bán cầu), những dòng chữ khắc và chữ ký của các phi hành gia cũng như Tổng thống Nixon. Dòng chữ khắc có nội dung:
Nơi người Trái Đất đặt bước chân đầu tiên lên Mặt Trăng vào tháng 7 năm 1969, A. D. Chúng tôi đại diện cho nhân loại đến đây trong hòa bình.

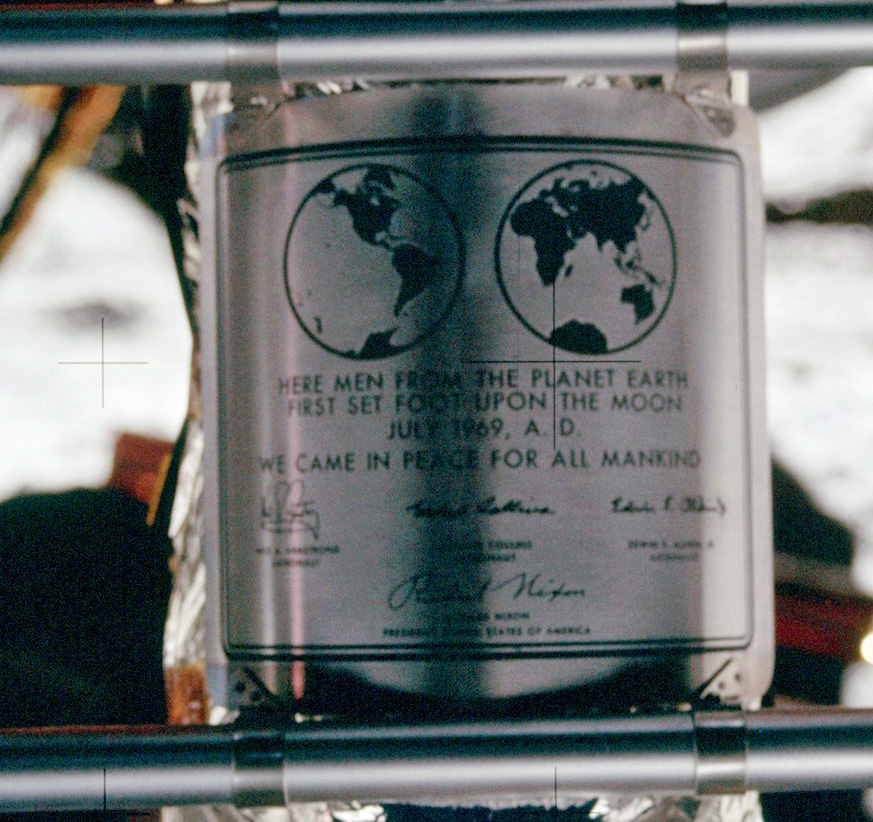
Tấm bảng để lại trên thang của Eagle

Theo yêu cầu của chính quyền Nixon nhằm bổ sung vào một thứ gì đó liên quan đến Chúa trời, NASA đã đưa ngày tháng mơ hồ này vào để có thể thêm chữ A.D., viết tắt của Anno Domini ("năm của Chúa chúng ta").
Kiểm soát Sứ mệnh đã cảnh báo Armstrong rằng tỷ lệ trao đổi chất của ông đang cao và ông nên giảm tốc độ lại. Viên chỉ huy di chuyển nhanh chóng từ nhiệm vụ này sang nhiệm vụ khác khi thời gian dần trôi qua. Vì tỷ lệ trao đổi chất của cả hai phi hành gia vẫn thấp hơn dự kiến trong suốt chuyến đi, Houston đã gia hạn thêm cho họ 15 phút. Trong một buổi phỏng vấn vào năm 2010, Armstrong giải thích rằng việc NASA giới hạn thời gian và khoảng cách của chuyến đi bộ đầu tiên trên Mặt Trăng là vì không có bằng chứng thực nghiệm nào về lượng nước làm mát mà ba lô PLSS của các phi hành gia sẽ tiêu thụ để xử lý lượng nhiệt mà cơ thể họ tỏa ra khi làm việc trên đó.

### Cất cánh khỏi Mặt Trăng
Aldrin là người đầu tiên bước vào Eagle. Các phi hành gia đã gặp một chút khó khăn khi nâng phim và hai hộp đựng mẫu chứa 21,55 kilôgam (47,5 lb) vật liệu từ bề mặt Mặt Trăng lên cửa sập LM bằng thiết bị ròng rọc cáp dẹt gọi là Băng tải Thiết bị Mặt Trăng (Lunar Equipment Conveyor, hay LEC). Công cụ này không hoạt động hiệu quả nên các sứ mệnh về sau chuộng cách nâng thiết bị và mẫu vật lên LM bằng tay hơn. Armstrong nhắc nhở Aldrin về một bọc đồ lưu niệm trong túi trên tay áo, tức thì Aldrin ném cái bọc xuống. Tiếp đó, Armstrong nhảy lên bậc thang thứ ba rồi trèo vào Eagle. Sau khi chuyển sang hệ thống hỗ trợ sự sống của mô-đun, các nhà thám hiểm bắt đầu giảm tải trọng cho tầng cất cánh để quay trở lại quỹ đạo Mặt Trăng bằng cách vứt bỏ ba lô PLSS, giày đi trên Mặt Trăng, máy ảnh Hasselblad rỗng và các thiết bị khác. Cửa sập đóng lại lúc 05:11:13, sau đó họ điều áp cho LM rồi chìm vào giấc ngủ.

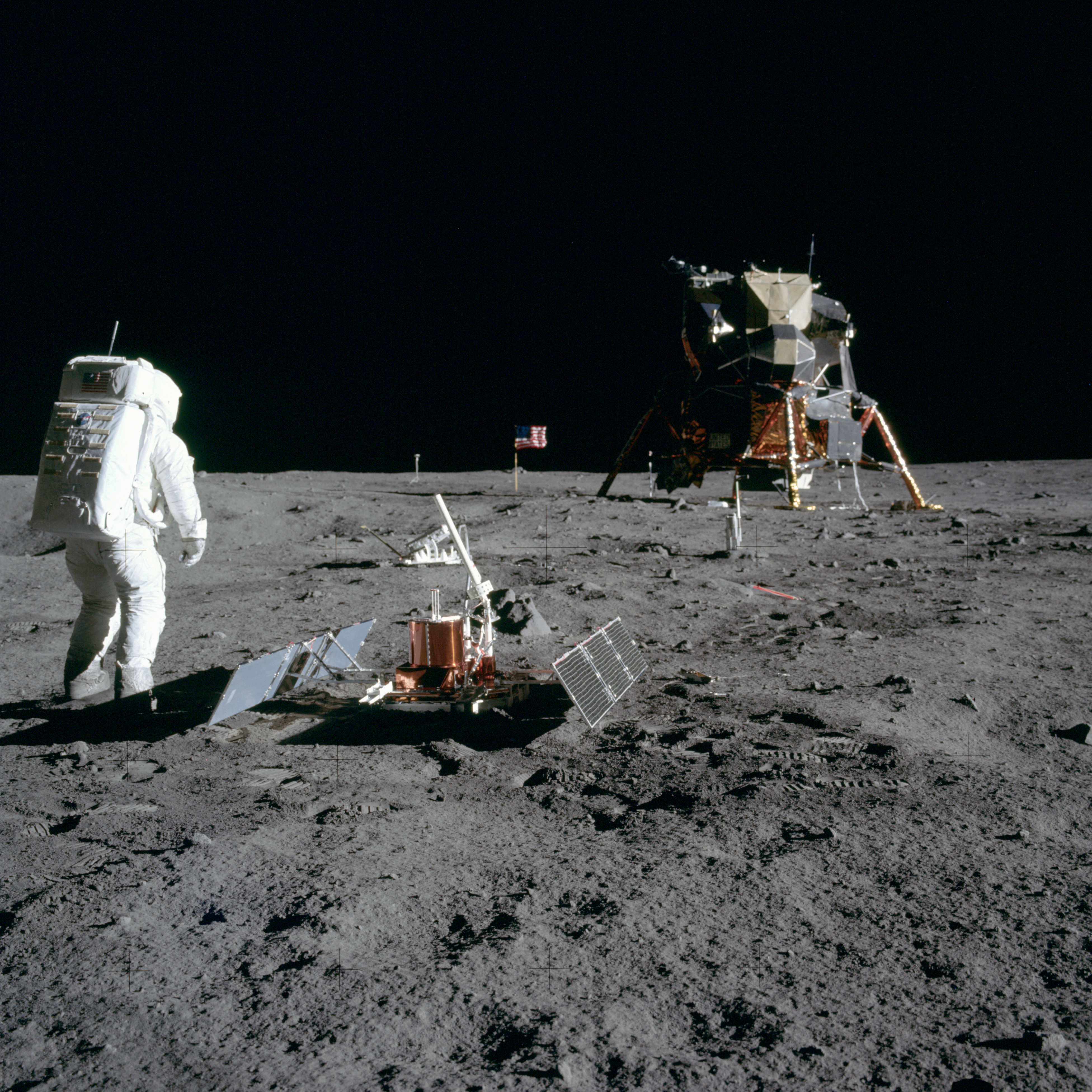
Aldrin đứng kế bên gói thí nghiệm Passive Seismic Experiment Package với Mô-đun Mặt Trăng Eagle ở phía sau.

Người soạn bài phát biểu cho tổng thống là William Safire đã chuẩn bị sẵn một thông báo gọi là In Event of Moon Disaster (tạm dịch: Trong Trường hợp Xảy ra Thảm họa Mặt Trăng) để Nixon đọc trong trường hợp các phi hành gia Apollo 11 bị mắc kẹt trên đó. Trong bản ghi nhớ gửi cho Chánh văn phòng Nhà Trắng của Nixon là H. R. Haldeman, Safire đề xuất một nghi thức mà chính quyền có thể làm để phản ứng với thảm họa như vậy. Theo kế hoạch, Trung tâm Kiểm soát Sứ mệnh phải "ngưng mọi liên lạc" với LM, và một giáo sĩ sẽ "phó thác linh hồn họ cho nơi sâu thẳm nhất của biển cả" trong một nghi lễ công khai giống như mai táng trên biển. Dòng cuối cùng của văn bản có ám chỉ đến bài thơ "The Soldier" của Rupert Brooke vào thời Đệ nhất thế chiến. Kịch bản bài phát biểu không nhắc đến Collins; vì ông vẫn ở lại Columbia trên quỹ đạo quanh Mặt Trăng nên người ta hy vọng viên phi công CM có thể đưa mô-đun trở về Trái Đất trong trường hợp nhiệm vụ thất bại.
Khi di chuyển bên trong cabin, Aldrin đã vô tình làm hỏng cầu dao kích hoạt động cơ chính để cất cánh khỏi Mặt Trăng. Có một số lo ngại rằng điều này sẽ ngăn cản việc khởi động động cơ và khiến họ bị mắc kẹt trên đó, nhưng phi hành gia chỉ cần dùng đầu không dẫn điện của bút dạ Duro là có thể kích hoạt công tắc.
Sau hơn 21 tiếng rưỡi trên bề mặt, ngoài các thiết bị khoa học, hai nhà du hành còn để lại: một miếng vá sứ mệnh Apollo 1 để tưởng nhớ các phi hành gia Roger Chaffee, Gus Grissom và Edward White, những người đã thiệt mạng khi mô-đun chỉ huy bốc cháy trong một cuộc thử nghiệm vào tháng 1 năm 1967; hai huy chương tưởng niệm các nhà du hành vũ trụ Liên Xô Vladimir Mikhailovich Komarov và Yuri Alekseyevich Gagarin, hai ông lần lượt mất vào năm 1967 và 1968; một chiếc túi tưởng niệm chứa bản sao bằng vàng của cành ô liu như một biểu tượng hòa bình truyền thống; và một đĩa thông điệp silicon mang theo những phát biểu thiện chí của các tổng thống Eisenhower, Kennedy, Johnson và Nixon cùng thông điệp từ các nhà lãnh đạo của 73 quốc gia trên thế giới. Chiếc đĩa cũng chứa danh sách các nhà lãnh đạo của Quốc hội Hoa Kỳ, danh sách thành viên của bốn ủy ban Hạ viện và Thượng viện chịu trách nhiệm về pháp chế của NASA, và tên của ban quản lý cấp cao trước đây và hiện tại của cơ quan vũ trụ này.
Sau khoảng bảy giờ nghỉ ngơi, phi hành đoàn được Houston đánh thức để chuẩn bị cho chuyến bay trở về. Vào thời điểm ấy, họ không hề biết rằng, cách đó vài trăm kilômét, tàu thăm dò Luna 15 của Liên Xô đang chuẩn bị hạ cánh và va chạm. Thông qua một cuộc trao đổi dữ liệu thiện chí nhưng đề phòng và đầy tính đột phá, các chuyên gia biết được rằng con tàu hiện đang quay quanh quỹ đạo Mặt Trăng. Nhưng bộ phận kiểm soát sứ mệnh của Luna 15 lại bất ngờ đẩy nhanh nhiệm vụ lấy mẫu bằng robot: họ bắt đầu quá trình hạ cánh nhằm cố gắng quay về trước Apollo 11. Chỉ hai giờ trước khi Apollo 11 phóng, Luna 15 rơi xuống lúc 15:50 UTC. Các nhà thiên văn học Anh đã theo dõi Luna 15 và ghi lại tình hình, trong đó một người bình luận: "Phải nói rằng, đây thực sự là một vở kịch đỉnh cao", đẩy Cuộc đua không gian lên đến đỉnh điểm.
Khoảng hai giờ sau, lúc 17:54:00 UTC, phi hành đoàn Apollo 11 trên bề mặt đã bay lên an toàn bằng tầng cất cánh của Eagle để tái hợp với Collins đang ở trong Columbia trên quỹ đạo Mặt Trăng. Đoạn phim được quay từ tầng cất cánh của LM sau khi bay lên khỏi Mặt Trăng cho thấy lá cờ Hoa Kỳ, vốn cắm cách tầng hạ cánh khoảng 25 foot (7,6 m), tung bay dữ dội trong luồng khí thải của động cơ tầng cất cánh. Aldrin ngước lên đúng lúc chứng kiến lá cờ bị ngã: "Tầng cất cánh của LM tách ra... Lúc đó tôi đang tập trung vào máy tính còn Neil thì nghiên cứu thiết bị báo độ cao, nhưng tôi ngước lên đủ lâu để thấy lá cờ đổ xuống". Nhận thấy điều này, các sứ mệnh Apollo tiếp theo đã cắm cờ của họ cách xa LM.

### Columbiatrên quỹ đạo Mặt Trăng
Trong thời gian bay một mình quanh Mặt Trăng, Collins không hề cảm thấy cô đơn. Mặc dù có người nói "kể từ thời Adam, chưa con người nào từng trải qua sự cô đơn đến vậy", Collins vẫn cảm thấy mình thực sự là một phần của sứ mệnh này. Trong cuốn tự truyện, ông viết: "chuyến mạo hiểm này được thiết kế dành cho ba người, và tôi coi vị trí thứ ba của mình cũng cần thiết như hai người kia". Trong 48 phút của mỗi quỹ đạo khi Collins ở ngoài phạm vi liên lạc với Trái Đất lúc Columbia đi qua nửa không nhìn thấy của Mặt Trăng, cảm giác ông kể lại không phải nỗi sợ hãi hay cô đơn mà là "tỉnh táo, mong chờ, thỏa mãn, tự tin, gần như rối rít".
Một trong những nhiệm vụ đầu tiên của Collins là xác định mô-đun Mặt Trăng trên bề mặt. Để Collins biết nơi cần tìm, Kiểm soát Sứ mệnh liên lạc qua radio rằng họ nghĩ LM đã hạ cánh lệch mục tiêu khoảng 4 dặm (6,4 km). Mỗi lần nam phi hành gia bay qua địa điểm mà họ nghi ngờ, ông đều cố gắng tìm kiếm mô-đun nhưng vô ích. Trong những quỹ đạo đầu tiên ở phía sau Mặt Trăng, Collins đã thực hiện các hoạt động bảo trì như đổ nước dư thừa do các pin nhiên liệu tạo ra và chuẩn bị cabin để Armstrong và Aldrin quay trở lại.
Ngay trước khi đến vùng tối trên quỹ đạo thứ ba, Trung tâm Kiểm soát Sứ mệnh thông báo với Collins có vấn đề về nhiệt độ chất làm mát. Nếu nó quá lạnh, một số khu vực của Columbia có thể bị đóng băng. Kiểm soát Sứ mệnh khuyên ông nên điều khiển thủ công và thực hiện Quy trình Sự cố Hệ thống Kiểm soát Môi trường 17 (Environmental Control System Malfunction Procedure 17). Thay vì làm vậy, Collins đã chuyển công tắc hệ thống từ chế độ tự động sang thủ công rồi lại trở về chế độ tự động, sau đó tiếp tục các công việc dọn dẹp bình thường nhưng vẫn để ý đến nhiệt độ. Khi Columbia quay trở lại gần mặt trước, ông báo cáo tới Trái Đất rằng vấn đề đã được giải quyết. Trong vài quỹ đạo tiếp theo, ông mô tả khoảng thời gian ở phía sau Mặt Trăng của mình là khá "thư giãn". Sau khi Aldrin và Armstrong hoàn thành EVA, Collins đi ngủ để lấy sức cho cuộc gặp gỡ. Dù kế hoạch bay yêu cầu Eagle phải lên gặp Columbia, Collins vẫn sẵn sàng cho tình huống bất trắc mà trong đó ông sẽ phải lái Columbia xuống để đón Eagle.

### Trở về

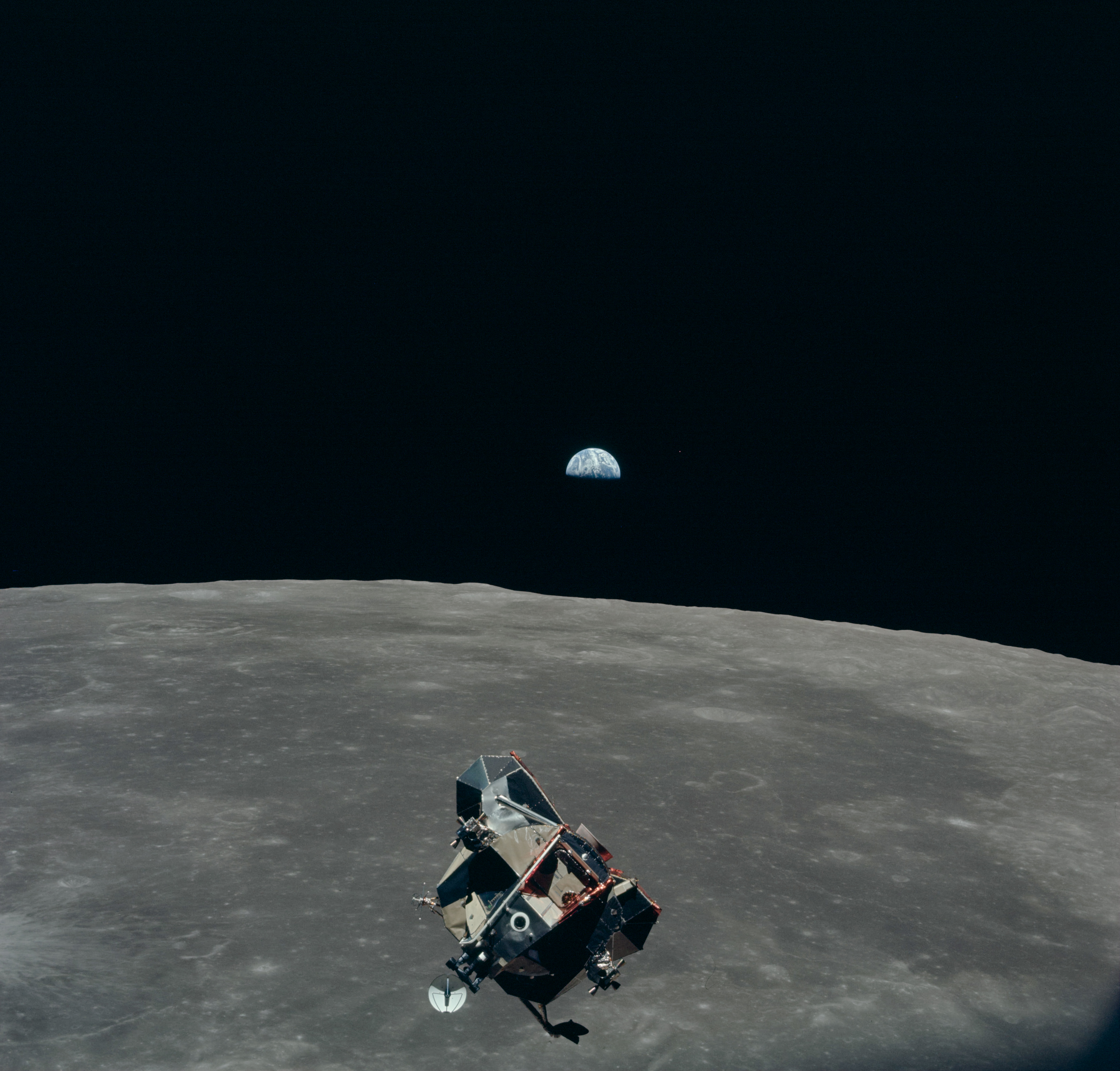
Tầng cất cánh của Eagle đang tiếp cận Columbia

21:24 UTC ngày 21 tháng 7, Eagle gặp Columbia, kế đó hai tàu ghép nối với nhau lúc 21:35. Sáu phút sau, tầng cất cánh của Eagle bị vứt bỏ trên quỹ đạo Mặt Trăng. Ngay trước chuyến bay Apollo 12, người ta nhận thấy Eagle có khả năng vẫn đang quay quanh vệ tinh tự nhiên của Trái Đất. Các báo cáo sau đó từ NASA đề cập rằng quỹ đạo của Eagle đã phân rã, dẫn đến việc bị va chạm ở một "vị trí không xác định" trên bề mặt Mặt Trăng. Tuy nhiên vào năm 2021, một số tính toán cho thấy tàu đổ bộ này có thể vẫn còn ở trên quỹ đạo.
Ngày 23 tháng 7, vào đêm trước khi hạ cánh xuống biển, ba phi hành gia đã thực hiện một chương trình truyền hình, trong đó Collins bình luận: "Tất cả điều này chỉ có thể đạt được bằng máu, mồ hôi và nước mắt của rất nhiều người... Các bạn chỉ thấy có ba chúng tôi, nhưng dưới mặt đất là hàng ngàn hàng ngàn con người khác, và tôi muốn nói với tất cả những người đó rằng, 'Cảm ơn rất nhiều'". Aldrin nói thêm: "Đây còn hơn cả ba con người trong một sứ mệnh lên Mặt Trăng; hơn cả nỗ lực của một chính phủ và ngành công nghiệp; thậm chí còn hơn cả nỗ lực của một quốc gia. Chúng tôi cảm thấy rằng đây là biểu tượng cho sự tò mò không ngừng của toàn nhân loại trong việc khám phá những điều chưa ai biết đến...". Cuối cùng, Armstrong kết luận:
Trách nhiệm cho chuyến bay này trước hết nằm ở lịch sử và những con người phi thường của ngành khoa học đã đi trước trong nỗ lực này; tiếp theo là nhân dân Mỹ, những người đã thể hiện mong muốn của mình thông qua sự quyết chí; kế đến là bốn chính quyền và Quốc hội tương ứng vì đã hiện thực hóa ý chí đó; sau nữa là cơ quan và các đội ngũ thuộc ngành công nghiệp đã xây nên tàu vũ trụ của chúng tôi, Saturn, Columbia, Eagle, và bộ EMU nhỏ, bộ đồ du hành vũ trụ cùng với ba lô đóng vai trò như chiếc phi thuyền nhỏ bé của chúng tôi trên bề mặt Mặt Trăng. Chúng tôi đặc biệt cảm ơn tất cả những người Mỹ đã chế tạo tàu vũ trụ; những người xây dựng, thiết kế, thử nghiệm và dồn hết tâm huyết cùng khả năng của mình vào những con tàu ấy. Chúng tôi xin gửi lời cảm ơn đặc biệt đến những người đó, và đến tất cả những người khác đang lắng nghe và theo dõi tối nay, cầu Chúa phù hộ các bạn. Chúc ngủ ngon từ Apollo 11.

Ở chặng về, một ổ trục ăng-ten tại trạm theo dõi Guam bị lỗi, gây nguy cơ mất liên lạc trong giai đoạn cuối cùng của hành trình trở về Trái Đất. Do không thể thay thế ổ trục trong thời gian ngắn như vậy, giám đốc trạm là Charles Force liền kêu cậu con trai mười tuổi Greg dùng đôi tay nhỏ nhắn của mình với vào và đổ mỡ. Armstrong về sau đã gửi lời cảm ơn cậu bé.

### Hạ cánh xuống biển và cách ly

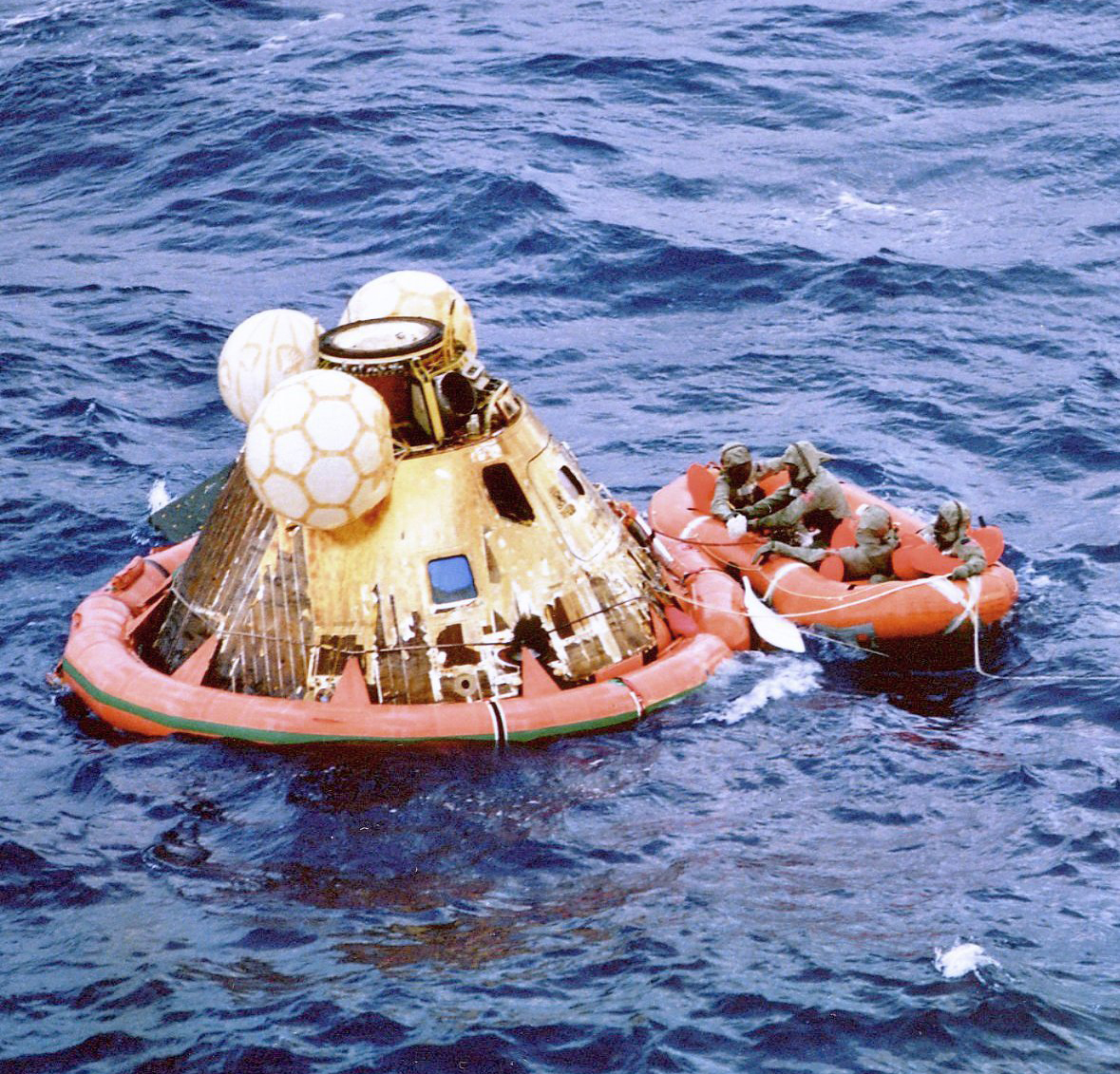
Columbia nổi trên đại dương khi thợ lặn Hải quân đến hỗ trợ các phi hành gia.

Ngày 5 tháng 6, tàu sân bay USS Hornet do Carl J. Seiberlich chỉ huy được chọn làm tàu thu hồi chính (primary recovery ship, hay PRS) của Apollo 11, thay thế cho con tàu chị em của nó là USS Princeton vốn đã thu hồi Apollo 10 vào ngày 26 tháng 5. Hornet lúc đó đang đậu tại cảng nhà ở Long Beach, California. Khi đến Trân Châu Cảng vào ngày 5 tháng 7, Hornet đưa lên tàu các trực thăng Sikorsky SH-3 Sea King của HS-4, một đơn vị chuyên thu hồi phi thuyền Apollo, các thợ lặn chuyên dụng của UDT, một nhóm thu hồi gồm 35 người của NASA và khoảng 120 đại diện truyền thông. Để có chỗ trống, phần lớn phi đội của Hornet đã bị bỏ lại ở Long Beach. Các thiết bị thu hồi đặc biệt cũng được đem theo, bao gồm một mô-đun chỉ huy mẫu dùng cho mục đích huấn luyện.
Ngày 12 tháng 7, khi Apollo 11 vẫn còn trên bệ phóng, Hornet rời Trân Châu Cảng đến khu vực thu hồi ở trung tâm Thái Bình Dương, xung quanh tọa độ 10°36′B 172°24′Đ / 10,6°B 172,4°Đ. Một đoàn gồm Nixon, Borman, Ngoại trưởng William P. Rogers và Cố vấn An ninh Quốc gia Henry Kissinger bay đến đảo Johnston trên Không lực Một. Tiếp đó, họ lên trực thăng Marine One và bay tới tàu chỉ huy USS Arlington. Sau một đêm trên tàu, họ lại bay trong vài giờ đến Hornet bằng Marine One để dự lễ. Khi tới Hornet, đoàn được chào đón bởi Tổng tư lệnh Bộ Tư lệnh Thái Bình Dương (CINCPAC), Đô đốc John S. McCain Jr. và Trưởng quản lý NASA Thomas O. Paine.
Vệ tinh thời tiết vào thời điểm ấy vẫn chưa phổ biến, nhưng Đại úy Không quân Hoa Kỳ Hank Brandli là người có quyền truy cập vào các hình ảnh vệ tinh do thám tuyệt mật. Ông nhận thấy một mặt trận bão đang hướng đến khu vực thu hồi của Apollo. Tầm nhìn kém có thể khiến việc định vị capsule trở nên khó khăn, và gió mạnh ở tầng trên "sẽ xé toạc dù của họ thành từng mảnh", theo Brandli. Brandli lập tức cảnh báo Hạm trưởng Willard S. Houston Jr., chỉ huy Fleet Weather Center tại Trân Châu Cảng. Dựa trên khuyến nghị của họ, Chuẩn đô đốc Donald C. Davis, chỉ huy Lực lượng Thu hồi cho Chuyến bay Không gian Có người lái, Thái Bình Dương (Manned Spaceflight Recovery Forces, Pacific), đã khuyên NASA thay đổi khu vực thu hồi. Cuối cùng, một địa điểm mới được chọn nằm cách đó 215 hải lý (398 km) về phía đông bắc.
Sự việc trên đã làm thay đổi kế hoạch chuyến bay, dẫn tới một trình tự chương trình máy tính khác chưa từng thử nghiệm qua trước đây được đưa vào sử dụng. Ở cách tái thâm nhập thông thường, theo sau sự kiện quỹ đạo P64 là P67. Đối với việc tái thâm nhập kiểu skip-out (tạm dịch là "nhảy ra"), P65 và P66 được sử dụng để xử lý các bộ phận thoát ra và thâm nhập của cú nhảy (skip). Trong trường hợp này, do họ kéo dài thời gian tái thâm nhập nhưng không thực sự skip-out nên P66 đã không được gọi ra mà thay vào đó, P65 chuyển trực tiếp sang P67. Phi hành đoàn cũng được cảnh báo rằng họ sẽ không ở tư thế full-lift (đầu hướng xuống) khi bắt đầu P67. Chương trình đầu tiên tạo ra gia tốc khiến các phi hành gia chịu mức 6,5 trọng lực tiêu chuẩn (64 m/s2); chương trình thứ hai là 6,0 trọng lực tiêu chuẩn (59 m/s2).
Trước buổi bình minh ngày 24 tháng 7, Hornet phóng lên bốn trực thăng Sea King và ba trực thăng Grumman E-1 Tracer. Hai chiếc E-1 được chỉ định làm "máy bay chỉ huy trên không" (air boss) trong khi chiếc thứ ba hoạt động như máy bay chuyển tiếp thông tin liên lạc. Hai chiếc Sea King chở theo thợ lặn và thiết bị thu hồi. Chiếc thứ ba chở thiết bị chụp ảnh, còn chiếc thứ tư chở người bơi đã khử trùng và bác sĩ phẫu thuật bay. Lúc 16:44 UTC (tức 05:44 giờ địa phương), dù hãm (drogue parachute) của Columbia được triển khai. Bảy phút sau, mô-đun chỉ huy đâm mạnh xuống nước ở tọa độ 13°19′B 169°9′T / 13,317°B 169,15°T, cách đảo Wake 2.660 km (1.440 nmi) về phía đông, cách đảo san hô Johnston 380 km (210 nmi) về phía nam và cách Hornet 24 km (13 nmi). Dưới những đám mây tan ở độ cao 1.500 foot (460 m) tại địa điểm thu hồi, nhiệt độ nước biển là 82 °F (28 °C), sóng cao 6 foot (1,8 m), tốc độ gió đạt 17 hải lý trên giờ (31 km/h; 20 mph) và đang thổi vào từ phía đông, với tầm nhìn xa khoảng 10 hải lý (19 km; 12 mi). Máy bay trinh sát bay đến địa điểm hạ cánh ban đầu đã báo cáo các điều kiện giống như Brandli và Houston dự đoán.
Trong quá trình splashdown, Columbia hạ cánh ở tư thế lộn ngược nhưng sau đó được chỉnh lại trong vòng mười phút nhờ các túi nổi do phi hành đoàn kích hoạt. Một thợ lặn từ trực thăng của Hải quân đang bay lượn phía trên đã buộc vào mỏ neo biển (sea anchor) giúp ngăn mô-đun trôi dạt. Những thợ lặn khác gắn thêm vòng phao (floatation collar) nhằm ổn định phi thuyền để đưa phi hành gia ra ngoài.
Đội thợ lặn sau đó trao bộ đồ cách ly sinh học (biological isolation garment, hay BIG) cho phi hành đoàn và hỗ trợ họ lên bè cứu sinh. Dù khả năng mang về mầm bệnh từ bề mặt Mặt Trăng là không nhiều, NASA vẫn thực hiện những biện pháp phòng ngừa tại địa điểm thu hồi. Họ chà xát các phi hành gia bằng dung dịch natri hypochlorit, còn Columbia được lau bằng povidone-iodine để loại bỏ hoàn toàn chỗ bụi Mặt Trăng có thể có. Các phi hành gia sau đó di chuyển lên trực thăng cứu hộ. Họ mặc bộ đồ BIG cho tới khi đến được cơ sở cách ly trên tàu Hornet. Chiếc bè chứa vật liệu khử trùng đã bị đánh chìm một cách có chủ đích.
Sau khi hạ cánh trên Hornet lúc 17:53 UTC, trực thăng được đưa xuống bằng thang máy vào khoang chứa. Từ đó, các phi hành gia đi bộ thêm 30 foot (9,1 m) đến cơ sở cách ly di động (mobile quarantine facility, hay MQF), nơi họ sẽ bắt đầu giai đoạn cách ly trong 21 ngày. NASA vẫn thực hiện thủ tục này trong hai sứ mệnh Apollo nữa là Apollo 12 và Apollo 14 trước khi Mặt Trăng được chứng minh là không có sự sống và quá trình cách ly bị hủy bỏ. Nixon đã tới chào đón các phi hành gia trở về Trái Đất. Ông nói với họ: "Thế giới chưa bao giờ sát lại gần nhau hơn lúc này, đều là nhờ các anh đấy".
Sau khi Nixon rời đi, Hornet di chuyển tới bên cạnh mô-đun Columbia nặng 5 tấn Mỹ (4,5 t). Phi thuyền được cần cẩu của tàu nâng lên, đặt trên xe đẩy (dolly) và di chuyển đến gần MQF. Cuối cùng, nó được nối với MQF bằng một đường hầm linh hoạt, cho phép lấy ra mẫu vật Mặt Trăng, phim, băng dữ liệu và các vật phẩm khác. Theo kế hoạch, Hornet chở những nhà du hành quay trở lại Trân Châu Cảng. Máy bay Lockheed C-141 Starlifter có mặt để đưa MQF đến Trung tâm Tàu vũ trụ có Người lái. Phi hành đoàn tới cơ sở Lunar Receiving Laboratory (LRL) lúc 10:00 UTC ngày 28 tháng 7. Riêng Columbia được mang đến đảo Ford để vô hiệu hóa rồi di chuyển sang Căn cứ Không quân Hickham, sau đó bay đến Houston trên máy bay Douglas C-133 Cargomaster và xuất hiện ở LRV vào ngày 30 tháng 7.
Theo Luật Phơi nhiễm Ngoài Trái Đất (Extra-Terrestrial Exposure Law), một bộ quy định do NASA ban hành vào ngày 16 tháng 7 để pháp điển hóa giao thức kiểm dịch, ba nhà du hành vũ trụ tiếp tục bị cách ly. Sau ba tuần (đầu tiên là trên phi thuyền Apollo, kế đó là trong xe kéo trên Hornet và cuối cùng là Lunar Receiving Laboratory), các phi hành gia được xác nhận là khỏe mạnh. Ngày 10 tháng 8 năm 1969, Ủy ban Liên cơ quan về Sự ô nhiễm bị Mang về (Interagency Committee on Back Contamination) họp tại Atlanta và dỡ bỏ lệnh cách ly đối với các phi hành gia, những người đã cùng họ cách ly (bác sĩ NASA William Carpentier và kỹ sư dự án MQF John Hirasaki) và chính Columbia. Những thiết bị rời rạc của tàu vũ trụ vẫn bị giữ riêng cho đến khi các mẫu vật từ Mặt Trăng được trả về để nghiên cứu.

### Lễ chào mừng

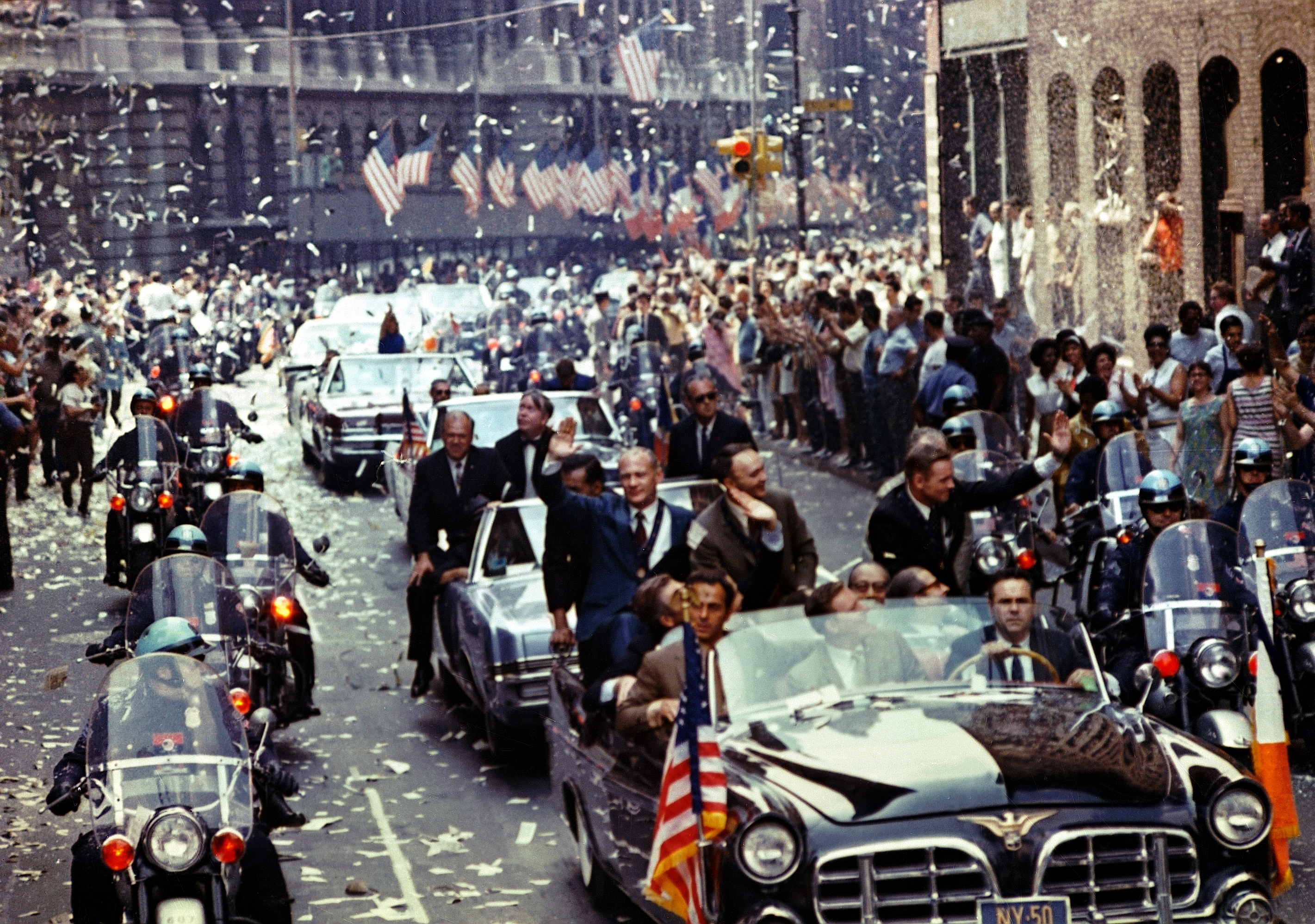
Cuộc diễu hành đầy giấy vụn ở Thành phố New York

Vào ngày 13 tháng 8, ba phi hành gia tham dự cuộc diễu hành vinh danh họ ở New York và Chicago, với khoảng sáu triệu người có mặt. Tối cùng ngày tại Los Angeles, một bữa tiệc chiêu đãi cấp nhà nước được tổ chức để ăn mừng chuyến bay, trong đó có sự tham dự của các thành viên Quốc hội, 44 thống đốc, Chánh án Tòa án Tối cao Hoa Kỳ Warren E. Burger và người tiền nhiệm, Earl Warren cùng các đại sứ từ 83 quốc gia tại khách sạn Century Plaza Hotel. Nixon và Agnew đã trao tặng Huân chương Tự do Tổng thống để vinh danh ba phi hành gia.
Ngày 16 tháng 9 năm 1969, Armstrong, Aldrin và Collins có bài phát biểu trước phiên họp chung của Quốc hội. Tại đó, phi hành đoàn trao tặng hai lá cờ Hoa Kỳ mà họ đã mang theo lên bề mặt Mặt Trăng, một cho Hạ viện và một cho Thượng viện. Quốc kỳ Samoa thuộc Mỹ trên Apollo 11 thì trưng bày tại Bảo tàng Jean P. Haydon Museum ở Pago Pago, thủ đô của Samoa thuộc Mỹ.
Lễ chào mừng này đánh dấu sự khởi đầu của chuyến đi vòng quanh thế giới kéo dài 38 ngày, đưa các phi hành gia tới 22 quốc gia và gặp gỡ nhiều nhà lãnh đạo thế giới. Chuyến đi kéo dài từ ngày 29 tháng 9 đến ngày 5 tháng 11, với hành trình bắt đầu ở Thành phố México và kết thúc ở Tokyo. Các điểm dừng trong chuyến tham quan theo thứ tự là: Thành phố Mexico, Bogotá, Buenos Aires, Rio de Janeiro, Las Palmas de Gran Canaria, Madrid, Paris, Amsterdam, Bruxelles, Oslo, Köln, Berlin, Luân Đôn, Roma, Beograd, Ankara, Kinshasa, Tehran, Mumbai, Dhaka, Băng Cốc, Darwin, Sydney, Guam, Seoul, Tokyo và Honolulu.
Nhiều quốc gia cũng vinh danh cuộc đổ bộ đầu tiên của con người lên Mặt Trăng bằng các bài viết đặc biệt trên tạp chí. Một số nước còn phát hành tem bưu chính hoặc tiền xu kỷ niệm Apollo 11.

## Di sản

### Ý nghĩa văn hóa

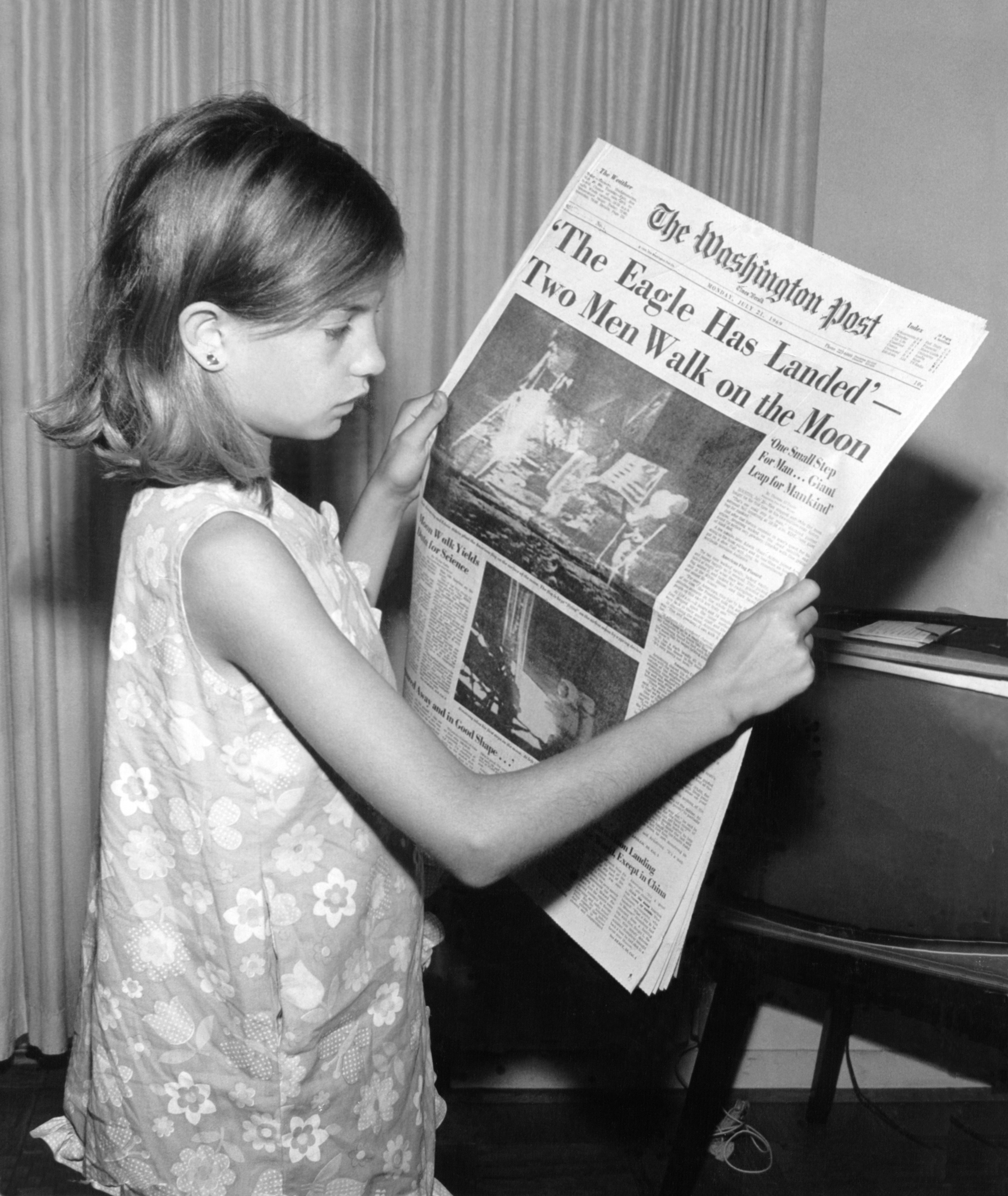
Một cô bé cầm tờ The Washington Post với dòng chữ "'Eagle đã hạ cánh' – Hai con người bước đi trên Mặt Trăng"

Việc con người đi bộ trên Mặt Trăng và trở về Trái Đất an toàn đã hoàn thành mục tiêu mà Kennedy đặt ra vào tám năm trước. Trên màn hình tại Trung tâm Kiểm soát Sứ mệnh trong cuộc đổ bộ Apollo 11, bài phát biểu của Kennedy xuất hiện, theo sau là dòng chữ "NHIỆM VỤ HOÀN THÀNH, tháng 7 năm 1969". Thành công của Apollo 11 đã chứng minh sự vượt trội về mặt công nghệ của Hoa Kỳ; và qua đó, giúp Hoa Kỳ giành chiến thắng trong Cuộc đua vào vũ trụ.
Nhiều cụm từ mới cũng bắt đầu xuất hiện rộng rãi trong cộng đồng nói tiếng Anh. "If they can send a man to the Moon, why can't they ...?" đã trở thành một châm ngôn phổ biến sau Apollo 11. Những câu nói của Armstrong trên bề mặt Mặt Trăng còn phái sinh nhiều bản giễu nhại khác nhau.
Trong khi hầu hết mọi người đều ăn mừng thành tựu này, những người Mỹ bị phân biệt đối xử lại coi đây là biểu tượng của sự chia rẽ ở xứ cờ hoa, đơn cử như cuộc biểu tình do Ralph Abernathy dẫn đầu bên ngoài Trung tâm Vũ trụ Kennedy vào đêm trước ngày phóng Apollo 11. Trưởng quản lý NASA Thomas Paine đã đích thân đến gặp Abernathy tại sự kiện này, cả hai đều hy vọng chương trình không gian có thể thúc đẩy tiến bộ trong các lĩnh vực khác, chẳng hạn như xóa nghèo ở Mỹ. Sau đó, những người biểu tình yêu cầu và được Paine tiếp đón như khán giả tại buổi phóng. Kinh ngạc trước cảnh tượng này, Abernathy đã cầu nguyện cho các phi hành gia. Sự bất bình đẳng về chủng tộc và tài chính khiến người dân thất vọng, họ tự hỏi tại sao lại không dùng số tiền chi cho chương trình Apollo để chăm sóc con người trên Trái Đất. Bài thơ "Whitey on the Moon" (1970) của Gil Scott-Heron minh họa cho sự bất bình đẳng về chủng tộc ở Hoa Kỳ đã trở nên nổi bật trong Cuộc đua vào không gian. Bài thơ mở đầu bằng:
| A rat done bit my sister Nell. (with Whitey on the moon) Her face and arms began to swell. (and Whitey's on the moon) I can't pay no doctor bill. (but Whitey's on the moon) Ten years from now I'll be paying still. (while Whitey's on the moon) [...] | Em gái tôi, Nell, bị chuột cắn (còn gã da trắng đang ở mặt trăng) Đầu và tay nó sưng vù vù (và gã da trắng đang ở mặt trăng) Tôi không trả nổi tiền viện phí (nhưng gã da trắng đang ở mặt trăng) Mười năm vẫn chưa trả hết (khi gã da trắng đang ở mặt trăng) [...] |

Hai mươi phần trăm dân số toàn cầu đã chứng kiến khoảnh khắc con người lần đầu tiên đặt chân lên Mặt Trăng. Trong khi Apollo 11 thu hút sự chú ý của toàn thế giới, các sứ mệnh Apollo tiếp theo lại không nhận được mối quan tâm như vậy từ nước Mỹ. Một lời giải thích khả thi là sự thay đổi về tính phức tạp. Đưa ai đó lên Mặt Trăng là một mục tiêu có thể hiểu, nhưng địa chất Mặt Trăng lại quá trừu tượng đối với người bình thường. Một lý do nữa là mục tiêu đưa con người lên Mặt Trăng của Kennedy đã hoàn thành. Chính mục tiêu được xác định rõ ràng đã giúp Dự án Apollo thành công đến vậy, nhưng sau đó, không dễ để biện minh cho việc tiếp tục các sứ mệnh lên Nguyệt Cầu.
Mặc dù hầu hết người Mỹ đều tự hào về những thành tựu của quốc gia trong lĩnh vực thám hiểm không gian, chỉ có duy nhất một lần vào cuối thập niên 1960, cuộc thăm dò Gallup Poll chỉ ra phần lớn người dân nước này ủng hộ "làm nhiều hơn" trong không gian thay vì "làm ít hơn". Đến năm 1973, 59 phần trăm số người được hỏi ủng hộ việc cắt giảm chi tiêu cho hoạt động thám hiểm ngoài Trái Đất. Cuộc đua vào vũ trụ thì đã phân định còn căng thẳng Chiến tranh Lạnh đang dịu đi khi Mỹ – Xô bước vào kỷ nguyên détente. Đây cũng là thời điểm lạm phát gia tăng, gây áp lực buộc chính phủ phải cắt giảm chi tiêu. Thứ duy nhất cứu chương trình không gian này là thành tựu to lớn mà nó đạt được trong số các chương trình khác của quốc gia. Caspar Weinberger, phó giám đốc Cục quản lý Hành chính và Ngân sách Hoa Kỳ, cảnh báo việc cắt giảm mạnh tay có thể phát đi tín hiệu rằng "những năm tháng tươi đẹp nhất của chúng ta đã qua".
Sau sứ mệnh Apollo 11, các quan chức Liên Xô tuyên bố việc đưa con người lên Mặt Trăng là quá nguy hiểm và không cần thiết. Vào thời điểm ấy, Liên Xô đang cố gắng thu thập các mẫu vật Mặt Trăng bằng robot. Nước này đã công khai phủ nhận sự tồn tại của cuộc đua lên Mặt Trăng và cho biết họ không có nỗ lực đưa người lên đó. Phát biểu vào tháng 7 năm 1969, kỹ sư Mstislav Vsevolodovich Keldysh nói rằng "Chúng tôi đang tập trung toàn lực vào việc tạo ra các hệ thống vệ tinh lớn". Năm 1989, Liên Xô thừa nhận đã cố gắng đưa người lên Mặt Trăng nhưng thất bại do những khó khăn về công nghệ. Phản ứng của công chúng ở Liên Xô lúc Apollo 11 thành công rất trái chiều. Việc chính phủ hạn chế công bố thông tin về cuộc đổ bộ cũng khiến cho phản ứng phần nào bị ảnh hưởng. Một bộ phận dân chúng không chú ý đến thành tựu này của Mỹ, còn một bộ phận khác thì trở nên tức giận.

### Tàu vũ trụ

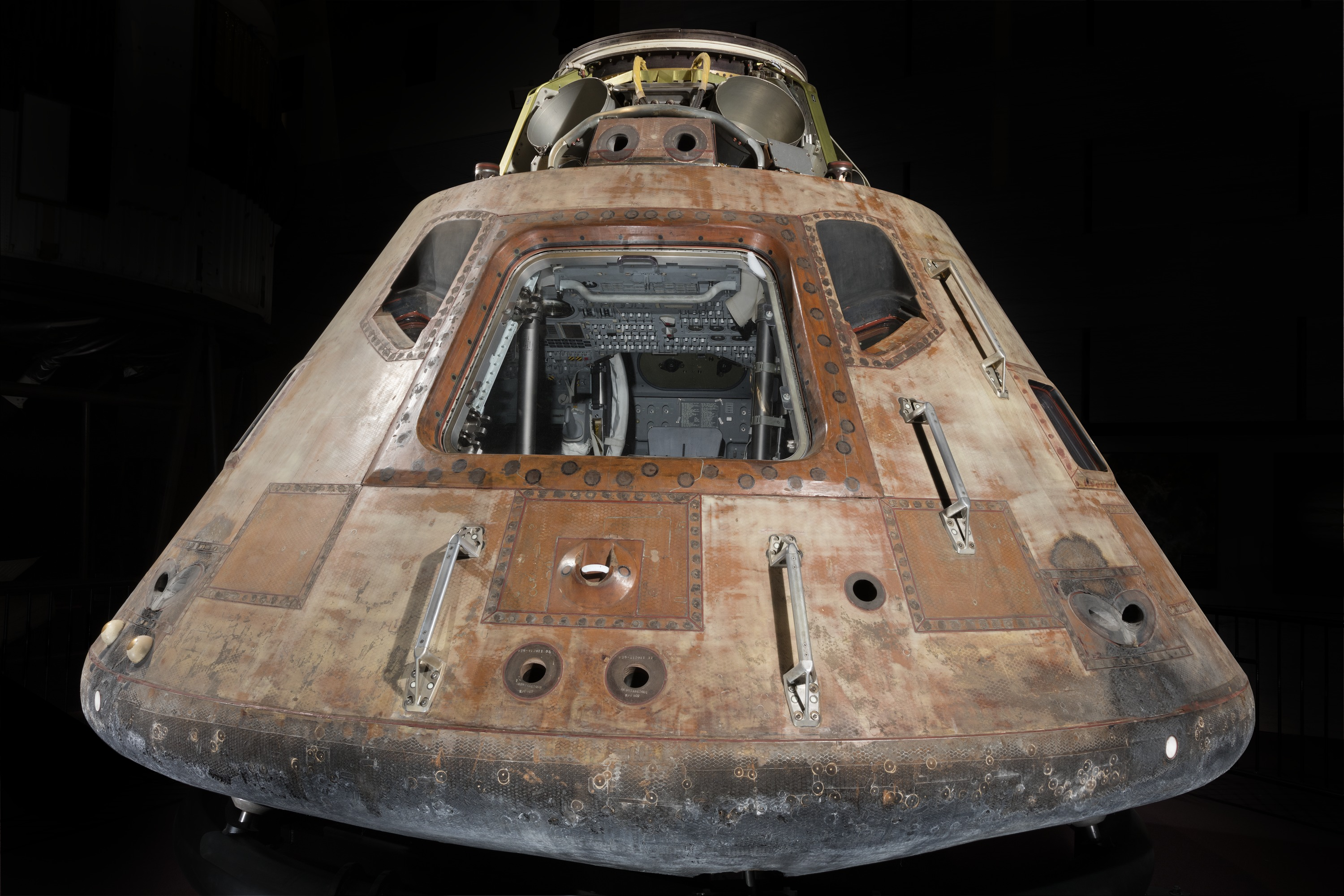
Columbia trưng bày ở phòng triển lãm Milestones of Flight tại Bảo tàng Hàng không và Vũ trụ Quốc gia

Mô-đun chỉ huy Columbia đã thực hiện chuyến đi vòng quanh Hoa Kỳ tới 49 thủ phủ bang, Đặc khu Columbia và Anchorage, Alaska. Năm 1971, nó được chuyển đến Viện Smithsonian và trưng bày tại Bảo tàng Hàng không và Vũ trụ Quốc gia (NASM) ở Washington, DC. Phi thuyền nằm trong phòng triển lãm Milestones of Flight trước lối vào ở đường Jefferson Drive, chung sảnh chính với các phương tiện bay tiên phong khác như Wright Flyer, Spirit of St. Louis, Bell X-1, North American X-15 và Friendship 7.
Năm 2017, Columbia được đưa đến nhà chứa máy bay Mary Baker Engen Restoration Hangar của NASM tại Steven F. Udvar-Hazy Center ở Chantilly, Virginia để chuẩn bị cho chuyến tham quan có tên Destination Moon: The Apollo 11 Mission tới bốn thành phố khác nhau. Các điểm trong hành trình bao gồm Trung tâm Vũ trụ Houston từ ngày 14 tháng 10 năm 2017 đến ngày 18 tháng 3 năm 2018, Trung tâm Khoa học Saint Louis từ ngày 14 tháng 4 đến ngày 3 tháng 9 năm 2018, Senator John Heinz History Center ở Pittsburgh từ ngày 29 tháng 9 năm 2018 đến ngày 18 tháng 2 năm 2019, và địa điểm cuối cùng là Bảo tàng Museum of Flight ở Seattle từ ngày 16 tháng 3 đến ngày 2 tháng 9 năm 2019. Do công tác cải tạo liên tục tại Smithsonian, Columbia vẫn chưa được trả về mà tiếp tục di chuyển đến Trung tâm Bảo tàng Cincinnati. Lễ cắt băng khai trương triển lãm này diễn ra vào ngày 29 tháng 9 năm 2019.
Trong suốt 40 năm, bộ đồ du hành vũ trụ của Armstrong và Aldrin được trưng bày tại triển lãm Apollo to the Moon của NASM đến khi khu vực này bị đóng cửa vĩnh viễn vào ngày 3 tháng 12 năm 2018 để thay bằng triển lãm mới dự kiến ra mắt năm 2022. Một buổi trưng bày đặc biệt về bộ đồ của Armstrong đã diễn ra nhân kỷ niệm 50 năm Apollo 11 vào tháng 7 năm 2019. Riêng xe kéo cách ly, vòng phao và túi nổi thì nằm trong khu nhà phụ Steven F. Udvar-Hazy Center của Viện Smithsonian gần Sân bay quốc tế Washington Dulles ở Chantilly, Virginia, nơi chúng được trưng bày cùng với một mô-đun Mặt Trăng thử nghiệm.

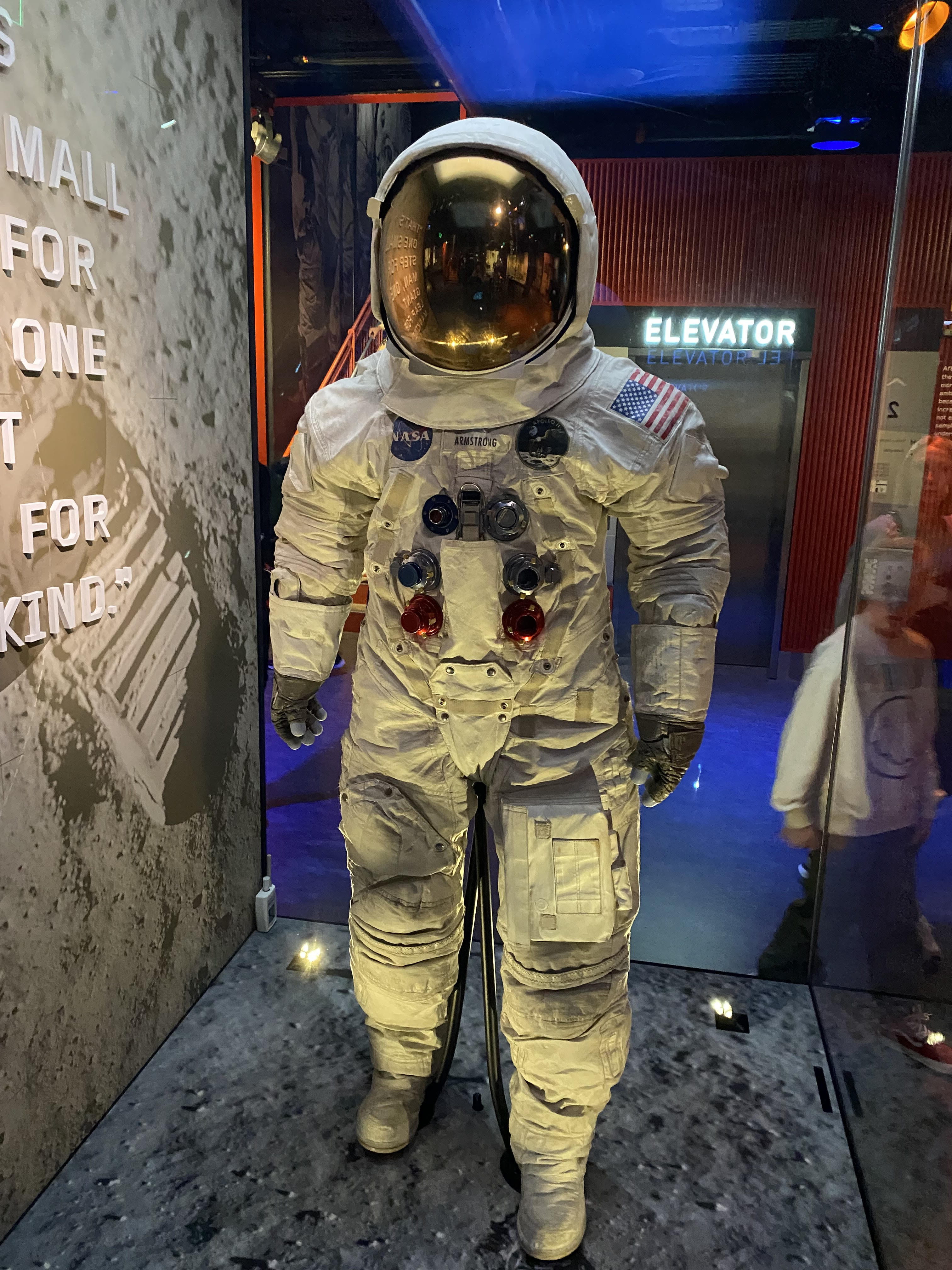
Bộ đồ du hành vũ trụ của Armstrong trưng bày trong khu triển lãm mới tại Bảo tàng Hàng không và Vũ trụ Quốc gia

Tầng hạ cánh của LM Eagle vẫn còn ở trên vệ tinh tự nhiên của Trái Đất. Năm 2009, tàu quỹ đạo Lunar Reconnaissance Orbiter đã lần đầu tiên chụp ảnh các địa điểm hạ cánh của Apollo trên bề mặt Mặt Trăng với độ phân giải đủ cao để nhận thấy tầng hạ cánh của các LM, thiết bị khoa học và cả vết chân của các phi hành gia. Tầng cất cánh đã không được theo dõi kể từ sau khi bị vứt bỏ. Giới chuyên gia cho rằng phần còn lại của nó đang nằm ở một vị trí không xác định trên bề mặt. Trường hấp dẫn không đồng đều của Mặt Trăng làm cho quỹ đạo tầm thấp trở nên bất ổn định sau một khoảng thời gian, khiến vật thể quay quanh nó rơi xuống và va chạm. Tuy nhiên, sử dụng một chương trình do NASA phát triển và dữ liệu trọng lực Mặt Trăng có độ phân giải cao, một bài báo công bố vào năm 2021 chỉ ra rằng Eagle có thể vẫn ở trên quỹ đạo đến tận năm 2020. Với các các yếu tố quỹ đạo do NASA công bố, các nhà nghiên cứu đã sử dụng một phương pháp Monte Carlo để tạo ra những bộ tham số từ các yếu tố trên, bao gồm cả các yếu tố bất định. Tất cả mô phỏng của quỹ đạo đều dự đoán rằng Eagle sẽ không bao giờ va chạm với bề mặt Mặt Trăng.
Tháng 3 năm 2012, một nhóm chuyên gia do nhà sáng lập Amazon Jeff Bezos tài trợ định vị thành công các động cơ F-1 của tầng S-IC đã phóng Apollo 11 vào không gian. Chúng được tìm thấy dưới đáy Đại Tây Dương bằng công nghệ quét sonar tiên tiến. Nhóm của ông mang các bộ phận của hai trong số năm động cơ lên mặt đất. Tháng 7 năm 2013, nhân viên bảo quản phát hiện số sê-ri dưới lớp gỉ sét trên một trong những động cơ trục vớt từ Đại Tây Dương, cuối cùng được NASA xác nhận là từ Apollo 11. Tầng thứ ba S-IVB vẫn còn trên quỹ đạo quanh Mặt Trời, gần với quỹ đạo Trái Đất.

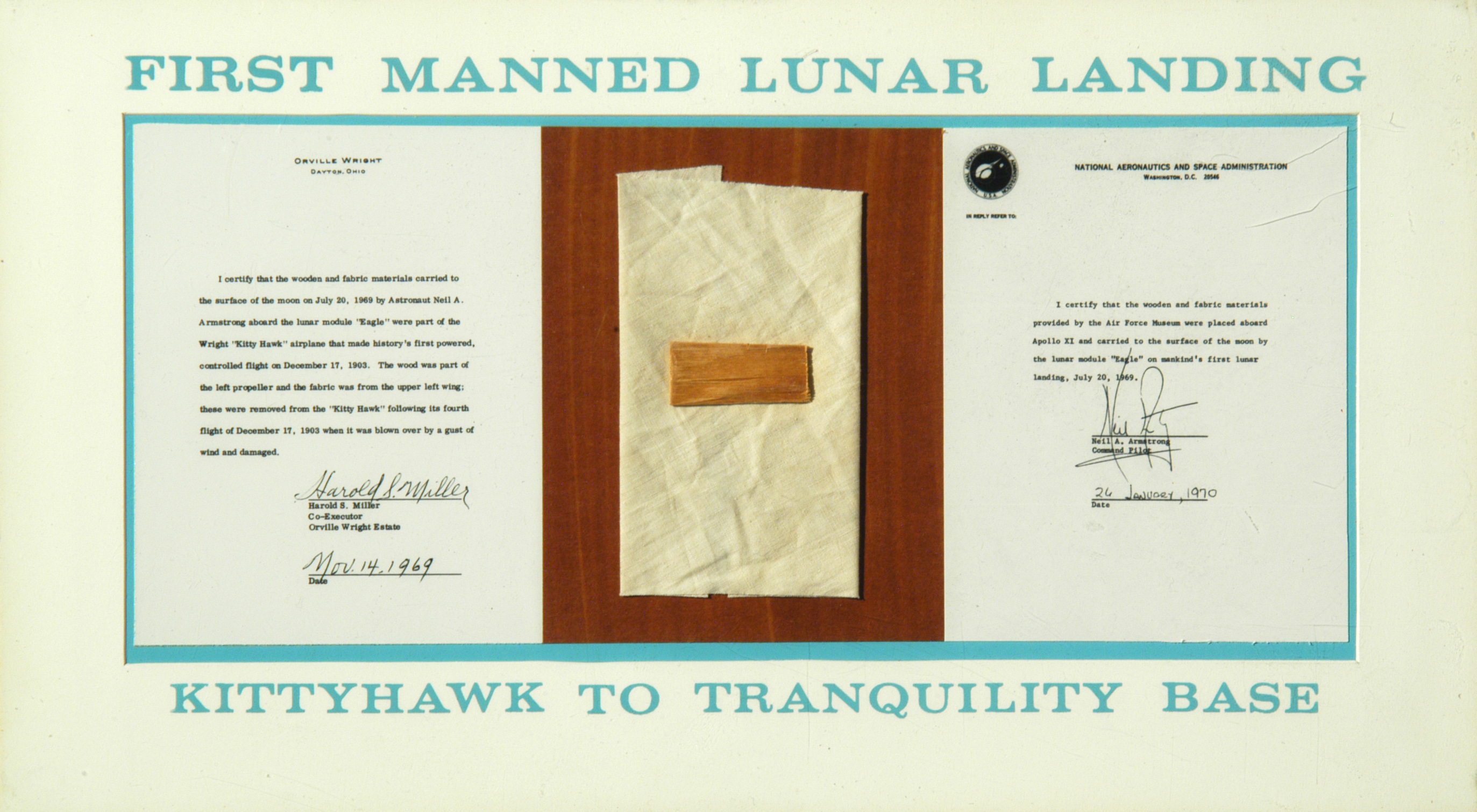
Những mảnh vải và gỗ từ chiếc máy bay đầu tiên Wright Flyer đã bay tới Mặt Trăng trên LM Eagle của Apollo 11 và được trưng bày tại Đài tưởng niệm Wright Brothers National Memorial.

### Đá Mặt Trăng
Kho lưu trữ chính cho các viên đá Mặt Trăng Apollo là Lunar Sample Laboratory Facility tại Trung tâm Vũ trụ Lyndon B. Johnson ở Houston, Texas. Để bảo quản an toàn, một bộ sưu tập nhỏ hơn cũng được lưu trữ tại White Sands Test Facility gần Las Cruces, New Mexico. Hầu hết các viên đá đều giữ trong nitơ để ngăn ẩm. Người ta chỉ xử lý chúng một cách gián tiếp bằng các công cụ đặc biệt. Hơn 100 phòng thí nghiệm trên toàn thế giới tiến hành nghiên cứu các mẫu vật này, với khoảng 500 mẫu được gửi tới các nhà nghiên cứu mỗi năm.
Tháng 11 năm 1969, Nixon yêu cầu NASA chuẩn bị khoảng 250 tấm trưng bày mẫu vật Mặt Trăng của Apollo 11 cho 135 quốc gia, 50 tiểu bang và các vùng lãnh thổ thuộc Hoa Kỳ cũng như Liên Hợp Quốc. Mỗi tấm đều có bụi Mặt Trăng từ Apollo 11 và cờ, bao gồm cả cờ Liên Xô, mà Apollo 11 mang theo. Các viên nhỏ cỡ hạt gạo chính là bốn mẩu đất Mặt Trăng, nặng khoảng 50 mg và được bọc trong một nút acrylic trong suốt có kích thước bằng đồng nửa đô la của Hoa Kỳ. Nút acrylic này phóng đại các hạt bụi Mặt Trăng, khiến chúng trông to hơn. Nixon đã tặng những mẫu vật Mặt Trăng của Apollo 11 như một món quà thiện chí vào năm 1970.

### Kết quả thí nghiệm
Thí nghiệm Passive Seismic Experiment đo địa chấn thụ động tiếp tục vận hành cho đến khi uplink mệnh lệnh (command uplink) bị lỗi vào ngày 25 tháng 8 năm 1969. Tính đến  năm 2018, thí nghiệm Lunar Laser Ranging đo khoảng cách đến Mặt Trăng bằng tia laser vẫn còn hoạt động.

### Camera trong chuyến đi bộ trên Mặt Trăng
Chiếc camera Hasselblad dùng trong chuyến đi bộ Mặt Trăng có thể đã thất lạc hoặc bị bỏ lại trên bề mặt.

### Vật kỷ niệm từ Armstrong
Năm 2015, ba năm sau khi Armstrong qua đời, góa phụ của ông đã liên lạc với Bảo tàng Hàng không và Vũ trụ Quốc gia để thông báo về việc tìm thấy một chiếc túi vải màu trắng trong tủ quần áo của cố phi hành gia. Chiếc túi chứa nhiều vật dụng đáng lẽ phải được để lại trong Mô-đun Mặt Trăng Eagle, bao gồm cả Data Acquisition Camera (tạm dịch: Camera Thu thập Dữ liệu) 16 mm dùng để chụp ảnh lần hạ cánh đầu tiên lên Mặt Trăng. Chiếc camera này hiện đang được trưng bày tại NASM.

### Sự kiện kỷ niệm

#### Kỷ niệm 40 năm

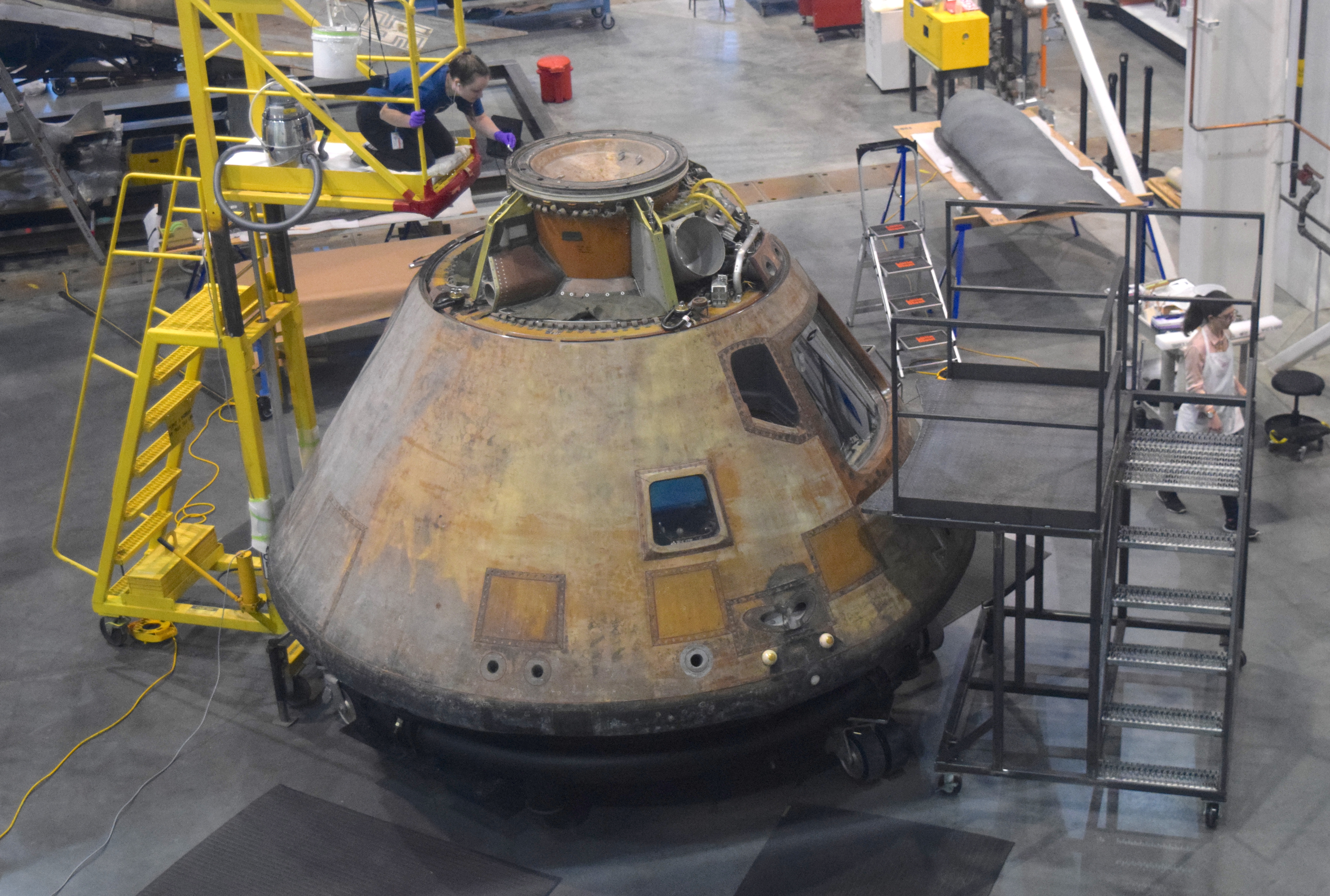
Columbia tại nhà chứa máy bay Mary Baker Engen Restoration Hangar

Vào ngày 15 tháng 7 năm 2009, Life.com phát hành một bộ sưu tập ảnh chưa từng được công bố trước đây về các nhà du hành vũ trụ do nhiếp ảnh gia Ralph Morse của Life chụp trước khi phóng Apollo 11. Từ ngày 16 đến ngày 24 tháng 7 năm 2009, NASA phát trực tiếp đoạn âm thanh gốc từ nhiệm vụ trên website của cơ quan theo thời gian thực tuơng ứng với 40 năm về trước. Họ đang trong quá trình khôi phục lại các cảnh quay video và đã phát hành bản xem trước với những khoảnh khắc quan trọng. Tháng 7 năm 2010, các bản ghi âm giọng nói không đối đất (air-to-ground) cũng như cảnh quay thực hiện tại Trung tâm Kiểm soát Sứ mệnh trong quá trình hạ cánh bằng động cơ và đổ bộ của Apollo 11 đã được đồng bộ lại và phát hành lần đầu tiên. Thư viện và Bảo tàng Tổng thống John F. Kennedy cũng thiết lập một website Adobe Flash để phát lại các chương trình truyền hình của Apollo 11 từ khi phóng đến khi đáp xuống Mặt Trăng.
Ngày 20 tháng 7 năm 2009, Armstrong, Aldrin và Collins diện kiến Tổng thống Barack Obama tại Nhà Trắng. Tại buổi gặp gỡ, Obama phát biểu, "Chúng tôi hy vọng rằng ngay lúc này, đang có một thế hệ trẻ em khác ngước nhìn lên bầu trời và sẽ trở thành những Armstrong, Collins và Aldrin tiếp theo". Ông nói thêm, "Chúng tôi mong rằng có thể đảm bảo NASA sẽ luôn ở bên khi chúng muốn thực hiện chuyến hành trình của mình". Ngày 7 tháng 8 năm 2009, một đạo luật của Quốc hội đã trao tặng ba phi hành gia Huân chương Vàng Quốc hội, danh hiệu dân sự cao quý nhất tại Hoa Kỳ. Dự luật được bảo trợ bởi Thượng nghị sĩ Florida Bill Nelson và Dân biểu Florida Alan Grayson.
Một nhóm các nhà khoa học người Anh được phỏng vấn trong khuôn khổ sự kiện kỷ niệm đã phản ánh về tầm quan trọng của cuộc đổ bộ lên Mặt Trăng:
Nó được tiến hành theo một cách thật sự tuyệt vời với việc chấp nhận rủi ro... điều đó sẽ không thể tưởng tượng nỗi trong một thế giới e ngại những rủi ro như ngày nay... Chương trình Apollo có thể coi là thành tựu kỹ thuật vĩ đại nhất của nhân loại cho đến bây giờ... không có thứ gì kể từ thời Apollo có thể sánh được với sự phấn khích tạo nên bởi các phi hành gia đó – Armstrong, Aldrin và 10 con người theo sau.

#### Kỷ niệm 50 năm
Ngày 10 tháng 6 năm 2015, Nghị sĩ Bill Posey trình bày nghị quyết H.R. 2726 tại phiên họp thứ 114 của Hạ viện Hoa Kỳ, chỉ đạo Cục đúc tiền kim loại Hoa Kỳ thiết kế và bán tiền xu kỷ niệm nhân sự kiện 50 năm sứ mệnh Apollo 11. Ngày 24 tháng 1 năm 2019, những đồng xu này đã được phát hành cho công chúng trên website của Cục.
Bộ phim tài liệu Apollo 11 với cảnh quay được phục hồi của sự kiện năm 1969 đã ra mắt với định dạng IMAX vào ngày 1 tháng 3 năm 2019 và chiếu rộng rãi tại các rạp vào ngày 8 tháng 3.
Bảo tàng Hàng không và Vũ trụ Quốc gia của Viện Smithsonian và NASA cùng tài trợ cho lễ hội "Apollo 50 Festival" tại National Mall ở Washington, D.C. Lễ hội ngoài trời này kéo dài ba ngày (từ ngày 18 đến ngày 20 tháng 7 năm 2019) với các hoạt động và triển lãm thực tế, buổi trình diễn trực tiếp, cùng sự góp mặt của những diễn giả như Adam Savage và các nhà khoa học NASA.

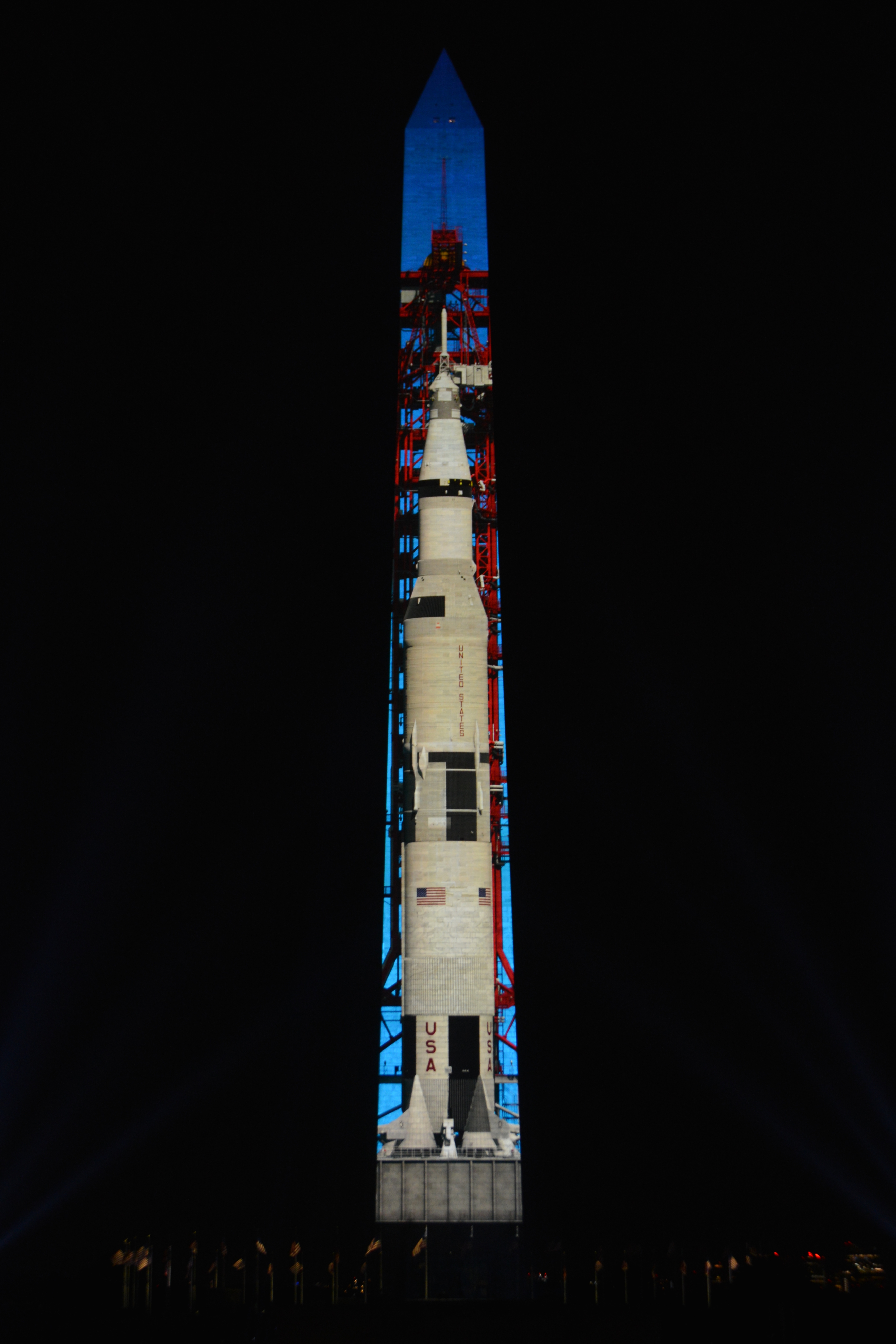
Tên lửa Saturn V được chiếu lên Tượng đài Washington trong chương trình kỷ niệm 50 năm Apollo 11

Trong khuôn khổ lễ hội, hình ảnh tên lửa Saturn V cao 363 foot (111 m) được chiếu lên mặt phía đông của Tượng đài Washington cao 555 foot (169 m) từ ngày 16 tháng 7 đến ngày 20 tháng 7, trong khoảng thời gian từ 9:30 tối đến 11:30 tối (EDT). Chương trình cũng bao gồm một màn trình diễn dài 17 phút kết hợp video full-motion chiếu trên Tượng đài Washington để tái hiện quá trình lắp ráp và phóng tên lửa Saturn V. Buổi trình chiếu còn kết hợp thêm bản sao chiếc đồng hồ đếm ngược rộng 40 foot (12 m) của Trung tâm Vũ trụ Kennedy và hai màn hình video lớn hiển thị cảnh quay lưu trữ để tái hiện khoảng thời gian đến khi diễn ra cuộc đổ bộ lên Mặt Trăng. Có ba buổi biểu diễn mỗi đêm từ ngày 19 đến ngày 20 tháng 7, trong đó buổi biểu diễn cuối cùng vào thứ Bảy được hoãn lại một chút để phân đoạn Armstrong đặt bước chân đầu tiên lên Mặt Trăng sẽ diễn ra vào đúng 50 năm sau sự kiện thực tế.
Ngày 19 tháng 7 năm 2019, Google Doodle vinh danh cuộc đổ bộ lên Mặt Trăng của Apollo 11 kèm theo liên kết đến video hoạt hình trên YouTube với giọng lồng tiếng của phi hành gia Michael Collins. Cùng ngày, Aldrin, Collins, Armstrong và các con trai của họ đã được Tổng thống Donald Trump tiếp đón tại Phòng Bầu dục.

### Trích dẫn
Ở một số nguồn sau đây, thời gian được hiển thị theo định dạng giờ:phút:giây (ví dụ 109:24:15) theo thời gian Ground Elapsed Time (GET) của nhiệm vụ, dựa trên thời điểm phóng chính thức lúc 13:32:00 ngày 16 tháng 7 năm 1969 UTC (000:00:00 GET).
1. ↑  Byrne., Dave (ngày 8 tháng 7 năm 2019). "Apollo 11 Image Library". hq.nasa.gov. Lưu trữ bản gốc ngày 24 tháng 2 năm 2020. Truy cập ngày 10 tháng 6 năm 2021.
2. ↑  "Apollo 11 Command and Service Module (CSM)". NASA Space Science Data Coordinated Archive. Lưu trữ bản gốc ngày 10 tháng 2 năm 2021. Truy cập ngày 20 tháng 11 năm 2019.
3. ↑  "Apollo 11 Lunar Module / EASEP". NASA Space Science Data Coordinated Archive. Lưu trữ bản gốc ngày 3 tháng 8 năm 2019. Truy cập ngày 20 tháng 11 năm 2019.
4. 1 2  "Apollo 11 Press Kit" (PDF). history.nasa.gov. Bản gốc (PDF) lưu trữ ngày 6 tháng 1 năm 2023. Truy cập ngày 16 tháng 12 năm 2022.
5. ↑  "Ground Ignition Weights". history.nasa.gov. Truy cập ngày 31 tháng 5 năm 2022.
6. 1 2 3 4 5 6  Loff, Sarah (ngày 17 tháng 4 năm 2015). "Apollo 11 Mission Overview". NASA. Lưu trữ bản gốc ngày 9 tháng 2 năm 2018. Truy cập ngày 22 tháng 9 năm 2018.
7. 1 2 3 4 5  "Apollo 11 Mission Summary". Smithsonian Air and Space Museum. Lưu trữ bản gốc ngày 9 tháng 2 năm 2021. Truy cập ngày 6 tháng 9 năm 2019.
8. 1 2 3 4 5 6  Orloff 2000, tr. 106.
9. 1 2 3 4 5 6  Orloff 2000, tr. 109.
10. 1 2 3 4 5  Jones, Eric M., biên tập (1995). "The First Lunar Landing". Apollo 11 Lunar Surface Journal. NASA. Lưu trữ bản gốc ngày 27 tháng 12 năm 2016. Truy cập ngày 13 tháng 6 năm 2013.
11. ↑  Orloff 2000, tr. 97.
12. ↑  Williams, David R. (ngày 11 tháng 12 năm 2003). "Apollo Landing Site Coordinates". NASA Space Science Data Coordinated Archive. NASA. Lưu trữ bản gốc ngày 25 tháng 12 năm 2018. Truy cập ngày 18 tháng 10 năm 2021.
13. 1 2 3 4  Orloff 2000, tr. 107.
14. ↑  Jones, Eric (ngày 8 tháng 4 năm 2018). "One Small Step". Apollo 11 Lunar Surface Journal. Lưu trữ bản gốc ngày 3 tháng 9 năm 2019. Truy cập ngày 6 tháng 9 năm 2019.
15. 1 2 3 4 5 6 7  Jones, Eric M., biên tập (1995). "One Small Step". Apollo 11 Lunar Surface Journal. NASA. Lưu trữ bản gốc ngày 8 tháng 8 năm 2019. Truy cập ngày 13 tháng 6 năm 2013.
16. ↑  Stenger, Richard (ngày 25 tháng 5 năm 2001). "Man on the Moon: Kennedy speech ignited the dream". CNN. Bản gốc lưu trữ ngày 6 tháng 6 năm 2010. Truy cập ngày 30 tháng 12 năm 2018.
17. ↑  Logsdon 1976, tr. 134.
18. ↑  Logsdon 1976, tr. 13–15.
19. ↑  Brooks, Grimwood & Swenson 1979, tr. 1.
20. ↑  Swenson, Grimwood & Alexander 1966, tr. 101–106.
21. ↑  Swenson, Grimwood & Alexander 1966, tr. 134.
22. ↑  Swenson, Grimwood & Alexander 1966, tr. 332–333.
23. ↑  Logsdon 1976, tr. 121.
24. ↑  Logsdon 1976, tr. 112–117.
25. ↑  "Excerpt: 'Special Message to the Congress on Urgent National Needs'". NASA. ngày 25 tháng 5 năm 1961. Lưu trữ bản gốc ngày 1 tháng 3 năm 2021. Truy cập ngày 16 tháng 9 năm 2018.
26. ↑  Keilen, Eugene (ngày 19 tháng 9 năm 1962). "'Visiting Professor' Kennedy Pushes Space Age Spending" (PDF). The Rice Thresher. tr. 1. Lưu trữ (PDF) bản gốc ngày 22 tháng 1 năm 2021. Truy cập ngày 11 tháng 3 năm 2018.
27. ↑  Boyd, Jade (ngày 30 tháng 8 năm 2012). "JFK's 1962 Moon Speech Still Appeals 50 Years Later". Rice University. Lưu trữ bản gốc ngày 2 tháng 2 năm 2018. Truy cập ngày 20 tháng 3 năm 2018.
28. ↑  "John F. Kennedy Moon Speech—Rice Stadium". NASA. Lưu trữ bản gốc ngày 6 tháng 7 năm 2015. Truy cập ngày 19 tháng 3 năm 2018.
29. ↑  Fishman, Charles. "What You Didn't Know About the Apollo 11 Mission". Smithsonian (bằng tiếng Anh). Lưu trữ bản gốc ngày 9 tháng 2 năm 2021. Truy cập ngày 17 tháng 6 năm 2019.
30. ↑  Madrigal, Alexis C. (ngày 12 tháng 9 năm 2012). "Moondoggle: The Forgotten Opposition to the Apollo Program". The Atlantic (bằng tiếng Anh). Lưu trữ bản gốc ngày 27 tháng 2 năm 2021. Truy cập ngày 17 tháng 6 năm 2019.
31. ↑  Brooks, Grimwood & Swenson 1979, tr. 15.
32. ↑  Logsdon 2011, tr. 32.
33. ↑  "Address at 18th U.N. General Assembly". John F. Kennedy Presidential Library & Museum. ngày 20 tháng 9 năm 1963. Lưu trữ bản gốc ngày 11 tháng 3 năm 2018. Truy cập ngày 11 tháng 3 năm 2018.
34. ↑  Glass, Andrew (ngày 20 tháng 9 năm 2017). "JFK Proposes Joint Lunar Expedition with Soviets, September 20, 1963". Politico. Lưu trữ bản gốc ngày 23 tháng 9 năm 2020. Truy cập ngày 19 tháng 3 năm 2018.
35. ↑  "The Rendezvous That Was Almost Missed: Lunar Orbit Rendezvous and the Apollo Program". NASA Langley Research Center Office of Public Affairs. NASA. tháng 12 năm 1992. Lưu trữ bản gốc ngày 23 tháng 12 năm 2020. Truy cập ngày 26 tháng 12 năm 2018.
36. ↑  Swenson, Grimwood & Alexander 1966, tr. 85–86.
37. ↑  Brooks, Grimwood & Swenson 1979, tr. 72–77.
38. ↑  Brooks, Grimwood & Swenson 1979, tr. 48–49.
39. ↑  Brooks, Grimwood & Swenson 1979, tr. 181–182, 205–208.
40. ↑  Butler, P. M. (ngày 29 tháng 8 năm 1989). Interplanetary Monitoring Platform (PDF). NASA. tr. 1, 11, 134. Lưu trữ (PDF) bản gốc ngày 12 tháng 8 năm 2019. Truy cập ngày 12 tháng 8 năm 2019.
41. ↑  White, H. D.; Lokerson, D. C. (1971). "The Evolution of IMP Spacecraft Mosfet Data Systems". IEEE Transactions on Nuclear Science. 18 (1): 233–236. Bibcode:1971ITNS...18..233W. doi:10.1109/TNS.1971.4325871. ISSN 0018-9499.
42. ↑  "Apollo Guidance Computer and the First Silicon Chips". National Air and Space Museum. Smithsonian Institution. ngày 14 tháng 10 năm 2015. Lưu trữ bản gốc ngày 22 tháng 5 năm 2021. Truy cập ngày 1 tháng 9 năm 2019.
43. ↑  Brooks, Grimwood & Swenson 1979, tr. 214–218.
44. ↑  Brooks, Grimwood & Swenson 1979, tr. 265–272.
45. ↑  Brooks, Grimwood & Swenson 1979, tr. 274–284.
46. ↑  Brooks, Grimwood & Swenson 1979, tr. 292–300.
47. ↑  Brooks, Grimwood & Swenson 1979, tr. 303–312.
48. ↑  Lindroos, Marcus. "The Soviet Manned Lunar Program" (PDF). MIT OpenCourseWare. Massachusetts Institute of Technology. Lưu trữ (PDF) bản gốc ngày 11 tháng 6 năm 2016. Truy cập ngày 4 tháng 10 năm 2011.
49. ↑  Brown, Jonathan (ngày 3 tháng 7 năm 2009). "Recording tracks Russia's Moon gatecrash attempt". The Independent. London. Lưu trữ bản gốc ngày 10 tháng 9 năm 2011. Truy cập ngày 10 tháng 1 năm 2011.
50. ↑  Brooks, Grimwood & Swenson 1979, tr. 374.
51. ↑  Hansen 2005, tr. 312–313.
52. ↑  Collins 2001, tr. 288–289.
53. ↑  Cunningham 2010, tr. 109.
54. ↑  Orloff 2000, tr. 72.
55. 1 2  Orloff 2000, tr. 90.
56. ↑  Hansen 2005, tr. 338–339.
57. ↑  Collins 2001, tr. 434–435.
58. 1 2  Hansen 2005, tr. 359.
59. 1 2  Slayton & Cassutt 1994, tr. 237.
60. ↑  Brooks, Grimwood & Swenson 1979, tr. 261.
61. 1 2  Brooks, Grimwood & Swenson 1979, tr. 375.
62. ↑  Kranz 2000, tr. 27.
63. ↑  Orloff 2000, tr. 272.
64. ↑  Kranz 2000, tr. 230, 236, 273, 320.
65. ↑  Glen E. Swanson, biên tập (ngày 5 tháng 8 năm 2004). SP-4223: Before This Decade is Out—Personal Reflections on the Apollo Program—Chapter 9—Glynn S. Lunney. NASA. tr. 211. ISBN 978-0-16-050139-5. Lưu trữ bản gốc ngày 27 tháng 2 năm 2021. Truy cập ngày 21 tháng 6 năm 2019. Apollo 11 flight directors pose for a group photo in the Mission Control Center. Pictured left to right, and the shifts that they served during the mission, are (in front and sitting) Clifford E. Charlesworth (Shift 1), Gerald D. Griffin (Shift 1), Eugene F. Kranz (Shift 2), Milton L. Windler (Shift 4), and Glynn S. Lunney (Shift 3). (NASA Photo S-69-39192.)
66. ↑  Murray, Charles A.; Cox, Catherine Bly (tháng 7 năm 1989). Apollo, the race to the moon. Simon & Schuster. tr. 356, 403, 437. ISBN 978-0-671-61101-9. Lưu trữ bản gốc ngày 22 tháng 5 năm 2021. Truy cập ngày 9 tháng 6 năm 2019.
67. ↑  Woods, David; MacTaggart, Ken; O'Brien, Frank (ngày 18 tháng 5 năm 2019). "Day 4, part 4: Checking Out Eagle". Apollo Flight Journal. Lưu trữ bản gốc ngày 24 tháng 2 năm 2021. Truy cập ngày 21 tháng 6 năm 2019 – qua NASA.
68. ↑  Woods, David; MacTaggart, Ken; O'Brien, Frank (ngày 18 tháng 5 năm 2019). "Day 3, part 1: Viewing Africa and Breakfast". Apollo Flight Journal. Lưu trữ bản gốc ngày 12 tháng 11 năm 2020. Truy cập ngày 21 tháng 6 năm 2019 – qua NASA.
69. ↑  Reichhardt, Tony (ngày 7 tháng 6 năm 2019). "Twenty People Who Made Apollo Happen". Air & Space/Smithsonian. Smithsonian Institution. Lưu trữ bản gốc ngày 25 tháng 10 năm 2020. Truy cập ngày 7 tháng 9 năm 2019.
70. 1 2  Collins 2001, tr. 332–334.
71. ↑  Collins 2001, tr. 332.
72. 1 2  Collins 2001, tr. 333.
73. ↑  "1971–78 Dollar Eisenhower". CoinSite. ROKO Design Group, Inc. 1994. Bản gốc lưu trữ ngày 30 tháng 8 năm 2013. Truy cập ngày 20 tháng 7 năm 2009.
74. ↑  "Susan B. Anthony Dollar—1979–1999". United States Mint. Bản gốc lưu trữ ngày 11 tháng 8 năm 2014. Truy cập ngày 12 tháng 8 năm 2014.
75. ↑  Marshall Space Flight Center 1969, tr. 8.
76. ↑  Collins 2001, tr. 334–335.
77. ↑  Brooks, Grimwood & Swenson 1979, tr. 331.
78. ↑  Collins 1994, tr. 116.
79. ↑  "Kit, Pilot's Personal Preference, Apollo 11". Smithsonian Air and Space Museum. Lưu trữ bản gốc ngày 11 tháng 10 năm 2018. Truy cập ngày 11 tháng 10 năm 2018.
80. ↑  "Personal Preference Kits (PPKs)". Space flown collectible artifacts. Lưu trữ bản gốc ngày 24 tháng 2 năm 2021. Truy cập ngày 24 tháng 12 năm 2018.
81. ↑  Hansen 2005, tr. 527.
82. ↑  Slayton & Cassutt 1994, tr. 191–192.
83. 1 2 3 4  Garcia, Mark (ngày 8 tháng 2 năm 2018). "50 Years Ago: Lunar Landing Sites Selected". NASA. Lưu trữ bản gốc ngày 27 tháng 9 năm 2021. Truy cập ngày 22 tháng 9 năm 2018.
84. ↑  Cortright 1975, tr. 79.
85. ↑  Harland 1999, tr. 19.
86. ↑  Cortright 1975, tr. 98–99.
87. ↑  Collins 1994, tr. 7.
88. ↑  Cappellari 1972, tr. 976.
89. ↑  "Apollo 10". Smithsonian Air and Space Museum. Lưu trữ bản gốc ngày 6 tháng 2 năm 2021. Truy cập ngày 26 tháng 12 năm 2018.
90. 1 2  Chaikin 1994, tr. 148.
91. ↑  Hansen 2005, tr. 360.
92. ↑  Collins 2001, tr. 347.
93. ↑  Aldrin & Abraham 2016, tr. 57–58.
94. ↑  Hansen 2005, tr. 363–365.
95. ↑  Chaikin 1994, tr. 149.
96. ↑  Chaikin 1994, tr. 150.
97. ↑  Schefter 1999, tr. 281.
98. ↑  Hansen 2005, tr. 371–372.
99. ↑  Benson & Faherty 1978, tr. 472.
100. ↑  "Scientific Experiments". Smithsonian Air and Space Museum. Lưu trữ bản gốc ngày 24 tháng 10 năm 2020. Truy cập ngày 22 tháng 9 năm 2018.
101. 1 2 3 4  Benson & Faherty 1978, tr. 474.
102. 1 2 3  Benson & Faherty 1978, tr. 475.
103. ↑  Benson & Faherty 1978, tr. 355–356.
104. ↑  Collins 2001, tr. 355–357.
105. 1 2  Woods, W. David; MacTaggart, Kenneth D.; O'Brien, Frank (ngày 6 tháng 6 năm 2019). "Day 1, Part 1: Launch". Apollo Flight Journal. Lưu trữ bản gốc ngày 5 tháng 12 năm 2020. Truy cập ngày 11 tháng 10 năm 2018 – qua NASA.
106. 1 2  Bilstein 1980, tr. 369–370.
107. 1 2  Brooks, Grimwood & Swenson 1979, tr. 338.
108. ↑  "President Richard Nixon's Daily Diary" (PDF). Richard Nixon Presidential Library. ngày 16 tháng 7 năm 1969. tr. 2. Lưu trữ (PDF) bản gốc ngày 4 tháng 1 năm 2021. Truy cập ngày 3 tháng 9 năm 2018.
109. ↑  Collins 2001, tr. 374–375.
110. ↑  Marshall Space Flight Center 1969, tr. 7.
111. ↑  Woods, W. David; MacTaggart, Kenneth D.; O'Brien, Frank (ngày 10 tháng 2 năm 2017). "Day 4, part 1: Entering Lunar Orbit". Apollo Flight Journal. Lưu trữ bản gốc ngày 27 tháng 2 năm 2021. Truy cập ngày 14 tháng 7 năm 2019 – qua NASA.
112. ↑  "Apollo 11 Lunar Landing Mission" (PDF) (Press kit). Washington, D.C.: NASA. ngày 6 tháng 7 năm 1969. Release No: 69-83K. Lưu trữ (PDF) bản gốc ngày 11 tháng 8 năm 2013. Truy cập ngày 13 tháng 6 năm 2013.
113. ↑  Mission Evaluation Team 1969, tr. 130.
114. 1 2  Collins & Aldrin 1975, tr. 209.
115. ↑  Mission Evaluation Team 1969, tr. 9.
116. ↑  Mindell 2008, tr. 220–221.
117. ↑  Mission Evaluation Team 1969, tr. 82.
118. ↑  Collins & Aldrin 1975, tr. 210–212.
119. ↑  Hamilton & Hackler 2008, tr. 34–43.
120. ↑  Hamilton, Margaret H. (ngày 1 tháng 3 năm 1971). "Computer Got Loaded". Datamation (Letter). tr. 13. ISSN 0011-6963.
121. ↑  Mission Evaluation Team 1969, tr. 190–192.
122. ↑  Martin, Fred H. (tháng 7 năm 1994). "Apollo 11: 25 Years Later". Apollo 11 Lunar Surface Journal. NASA. Lưu trữ bản gốc ngày 27 tháng 5 năm 2013. Truy cập ngày 13 tháng 6 năm 2013.
123. ↑  Eyles, Don (ngày 6 tháng 2 năm 2004). "Tales from the Lunar Module Guidance Computer". 27th annual Guidance and Control Conference. Breckenridge, Colorado: American Astronautical Society. Lưu trữ bản gốc ngày 24 tháng 2 năm 2021. Truy cập ngày 13 tháng 6 năm 2013.
124. ↑  Chaikin 1994, tr. 196.
125. ↑  Mindell 2008, tr. 195–197.
126. ↑  Chaikin 1994, tr. 197.
127. ↑  Chaikin 1994, tr. 198–199.
128. ↑  Chaikin 1994, tr. 199.
129. ↑  Mindell 2008, tr. 226.
130. ↑  Orloff 2000, tr. 295.
131. ↑  Fjeld, Paul (tháng 6 năm 2013). "The Biggest Myth about the First Moon Landing" (PDF). Horizons. 38 (6): 5–6. Lưu trữ (PDF) bản gốc ngày 24 tháng 2 năm 2021. Truy cập ngày 29 tháng 3 năm 2019.
132. ↑  Failure is Not an Option (TV production). The History Channel. ngày 24 tháng 8 năm 2003. OCLC 54435670.
133. ↑  "James May speaks to Charles Duke". BBC Archives. 2009. Lưu trữ bản gốc ngày 17 tháng 8 năm 2020. Truy cập ngày 7 tháng 6 năm 2009.
134. ↑  Jones, Eric M., biên tập (1995). "Post-landing Activities". Apollo 11 Lunar Surface Journal. NASA. Lưu trữ bản gốc ngày 10 tháng 5 năm 2013. Truy cập ngày 13 tháng 6 năm 2013.
135. ↑  Chaikin 1994, tr. 204, 623.
136. ↑  Mission Evaluation Team 1969, tr. 21–22.
137. 1 2 3 4  Jones, Eric M.; Glover, Ken, biên tập (1995). "First Steps". Apollo 11 Lunar Surface Journal. NASA. Lưu trữ bản gốc ngày 9 tháng 10 năm 2006. Truy cập ngày 23 tháng 9 năm 2006.
138. ↑  Mission Evaluation Team 1969, tr. 22.
139. ↑  Cortright 1975, tr. 215.
140. ↑  Johnston, Dietlein & Berry 1975, tr. 115–120.
141. ↑  Duggan, Paul (ngày 25 tháng 8 năm 2012). "Neil Armstrong, first man to step on the Moon, dies at 82". The Washington Post. Lưu trữ bản gốc ngày 12 tháng 2 năm 2021. Truy cập ngày 25 tháng 5 năm 2013.
142. 1 2  Macey, Richard (ngày 5 tháng 8 năm 2006). "One giant blunder for mankind: how NASA lost Moon pictures". The Sydney Morning Herald. Sydney. Lưu trữ bản gốc ngày 29 tháng 5 năm 2020. Truy cập ngày 13 tháng 6 năm 2013.
143. 1 2  Sarkissian 2001, tr. 287.
144. ↑  Stern, Jacob (ngày 23 tháng 7 năm 2019). "One Small Controversy About Neil Armstrong's Giant Leap—When, exactly, did the astronaut set foot on the moon? No one knows". The Atlantic. Lưu trữ bản gốc ngày 8 tháng 11 năm 2020. Truy cập ngày 23 tháng 7 năm 2019.
145. 1 2 3  Orloff 2000, tr. 108.
146. ↑  Canright, Shelley, biên tập (ngày 15 tháng 7 năm 2004). "Apollo Moon Landing—35th Anniversary". NASA Education. NASA. Lưu trữ bản gốc ngày 4 tháng 7 năm 2013. Truy cập ngày 13 tháng 6 năm 2013. Includes the "a" article as intended.
147. ↑  Bản mẫu:Snopes
148. ↑  "Armstrong 'got Moon quote right'". London: BBC News. ngày 2 tháng 10 năm 2006. Lưu trữ bản gốc ngày 27 tháng 1 năm 2021. Truy cập ngày 13 tháng 6 năm 2013.
149. ↑  Ghosh, Pallab (ngày 3 tháng 6 năm 2009). "Armstrong's 'poetic' slip on Moon". London: BBC News. Lưu trữ bản gốc ngày 23 tháng 2 năm 2021. Truy cập ngày 13 tháng 6 năm 2013.
150. ↑  Meyer, Charles (2009). "Lunar Sample Compendium: Contingency Soil (10010)" (PDF). Astromaterials Research & Exploration Science. NASA. Lưu trữ (PDF) bản gốc ngày 10 tháng 5 năm 2013. Truy cập ngày 13 tháng 6 năm 2013.
151. 1 2  Mission Evaluation Team 1969, tr. 23.
152. 1 2  "A Flag on the Moon". The Attic. Lưu trữ bản gốc ngày 26 tháng 7 năm 2020. Truy cập ngày 1 tháng 10 năm 2018.
153. ↑  "Exhibit: Apollo 11 and Nixon". American Originals. Washington, D.C.: National Archives and Records Administration. tháng 3 năm 1996. Lưu trữ bản gốc ngày 14 tháng 11 năm 2020. Truy cập ngày 13 tháng 4 năm 2008.
154. ↑  Borman & Serling 1988, tr. 237–238.
155. ↑  "Richard Nixon: Telephone Conversation With the Apollo 11 Astronauts on the Moon". The American Presidency Project. UC Santa Barbara. Lưu trữ bản gốc ngày 2 tháng 3 năm 2021. Truy cập ngày 26 tháng 10 năm 2018.
156. ↑  "Apollo 11 Astronauts Talk With Richard Nixon From the Surface of the Moon – AT&T Archives". AT&T Tech Channel. ngày 20 tháng 7 năm 2012. Lưu trữ bản gốc ngày 22 tháng 5 năm 2021. Truy cập ngày 5 tháng 12 năm 2020 – qua YouTube.
157. 1 2  Jones, Eric M., biên tập (1995). "EASEP Deployment and Closeout". Apollo 11 Lunar Surface Journal. NASA. Lưu trữ bản gốc ngày 25 tháng 2 năm 2014. Truy cập ngày 13 tháng 6 năm 2013.
158. ↑  Harland 1999, tr. 28–29.
159. ↑  "Lunar Sample Overview". Lunar and Planetary Institute. Lưu trữ bản gốc ngày 7 tháng 2 năm 2021. Truy cập ngày 28 tháng 12 năm 2018.
160. ↑  University of Western Australia (ngày 17 tháng 1 năm 2012). "Moon-walk mineral discovered in Western Australia". ScienceDaily. Lưu trữ bản gốc ngày 11 tháng 11 năm 2020. Truy cập ngày 24 tháng 9 năm 2018.
161. ↑  Gardner 2017, tr. 143.
162. ↑  "Neil Armstrong Explains His Famous Apollo 11 Moonwalk". New York: Space.com. ngày 10 tháng 12 năm 2010. Lưu trữ bản gốc ngày 2 tháng 8 năm 2013. Truy cập ngày 25 tháng 5 năm 2013.
163. 1 2  Jones, Eric M., biên tập (1995). "Trying to Rest". Apollo 11 Lunar Surface Journal. NASA. Lưu trữ bản gốc ngày 10 tháng 5 năm 2013. Truy cập ngày 13 tháng 6 năm 2013.
164. ↑  "White House 'Lost In Space' Scenarios". New York: The Smoking Gun. ngày 8 tháng 8 năm 2005. Lưu trữ bản gốc ngày 25 tháng 2 năm 2021. Truy cập ngày 25 tháng 5 năm 2013. Scanned copy of the "In Event of Moon Disaster" memo.
165. ↑  Mann, Jim (ngày 7 tháng 7 năm 1999). "The Story of a Tragedy That Was Not to Be". Los Angeles Times. Lưu trữ bản gốc ngày 30 tháng 8 năm 2013. Truy cập ngày 25 tháng 5 năm 2013.
166. 1 2  Safire, William (ngày 12 tháng 7 năm 1999). "Essay; Disaster Never Came". The New York Times. Lưu trữ bản gốc ngày 24 tháng 2 năm 2021. Truy cập ngày 25 tháng 5 năm 2013.
167. ↑  Elizabeth Howell (ngày 19 tháng 7 năm 2019). "If Apollo 11 Had Gone Terribly Wrong, Here's What Nixon Would Have Told the Country". Space.com (bằng tiếng Anh). Truy cập ngày 11 tháng 7 năm 2024.
168. ↑  Thomas, Ashley (ngày 23 tháng 7 năm 2019). "How a Felt-Tipped Marker Saved the Moon Landing". Truy cập ngày 20 tháng 7 năm 2022.
169. ↑  "The untold story: how one small silicon disc delivered a giant message to the Moon". collectSPACE. ngày 15 tháng 11 năm 2007. Lưu trữ bản gốc ngày 24 tháng 2 năm 2021. Truy cập ngày 20 tháng 11 năm 2019.
170. ↑  "Apollo 11 Goodwill Messages" (PDF) (Thông cáo báo chí). Washington, D.C.: NASA. ngày 13 tháng 7 năm 1969. Release No: 69-83F. Lưu trữ (PDF) bản gốc ngày 3 tháng 9 năm 2019. Truy cập ngày 14 tháng 6 năm 2013.
171. ↑  Brown, Jonathan (ngày 3 tháng 7 năm 2009). "Recording tracks Russia's Moon gatecrash attempt". The Independent. London.
172. ↑  Horton, Alex (ngày 19 tháng 7 năm 2019). "The Soviets crashed a spacecraft onto the moon". Washington Post. Truy cập ngày 17 tháng 7 năm 2024.
173. ↑  "Missions: Luna 15". Solar System Exploration: NASA Science. Bản gốc lưu trữ ngày 10 tháng 4 năm 2019. Truy cập ngày 18 tháng 3 năm 2019.
174. ↑  Collins & Aldrin 1975, tr. 219.
175. ↑  "American flags still standing on the Moon, say scientists". The Daily Telegraph. ngày 30 tháng 6 năm 2012. Lưu trữ bản gốc ngày 9 tháng 2 năm 2021. Truy cập ngày 24 tháng 9 năm 2018.
176. 1 2 3  Collins 2001, tr. 402.
177. ↑  Collins 2001, tr. 401–407.
178. ↑  Collins 2001, tr. 406–408, 410.
179. ↑  Williams, David R. "Apollo Tables". NASA Space Science Data Coordinated Archive. NASA. Bản gốc lưu trữ ngày 1 tháng 10 năm 2006. Truy cập ngày 23 tháng 9 năm 2006.
180. ↑  Meador, James (2021). "Long-term Orbit Stability of the Apollo 11 "Eagle"Lunar Module Ascent Stage". arXiv:2105.10088 [physics.space-ph].
181. 1 2 3  Collins & Aldrin 1975, tr. 222.
182. ↑  Rodriguez, Rachel (ngày 20 tháng 7 năm 2009). "The 10-year-old who helped Apollo 11, 40 years later". CNN. Lưu trữ bản gốc ngày 26 tháng 1 năm 2010. Truy cập ngày 10 tháng 1 năm 2011.
183. ↑  Carmichael 2010, tr. 3.
184. ↑  Carmichael 2010, tr. 38–43, 71–72.
185. ↑  Carmichael 2010, tr. 85.
186. ↑  "Press Kit—Apollo 11 Lunar Landing Mission" (PDF). NASA. ngày 6 tháng 7 năm 1969. tr. 57. Lưu trữ (PDF) bản gốc ngày 11 tháng 1 năm 2021. Truy cập ngày 11 tháng 10 năm 2018.
187. ↑  Carmichael 2010, tr. 107–108, 145–146.
188. ↑  Richelson, Jeffrey T. (tháng 10 năm 2013). "Weather or Not". Air Force Magazine. Lưu trữ bản gốc ngày 22 tháng 7 năm 2019. Truy cập ngày 22 tháng 7 năm 2019.
189. 1 2 3  Woods, W. David; MacTaggart, Kenneth D.; O'Brien, Frank. "Day 9: Re-entry and Splashdown". Apollo Flight Journal. Lưu trữ bản gốc ngày 12 tháng 11 năm 2020. Truy cập ngày 27 tháng 9 năm 2018 – qua NASA.
190. ↑  Carmichael 2010, tr. 136–137, 144–145.
191. ↑  Mission Evaluation Team 1969, tr. 28.
192. ↑  Mission Evaluation Team 1969, tr. 169–170.
193. ↑  Mission Evaluation Team 1969, tr. 170.
194. ↑  US Department of Commerce, NOAA. "SMG Weather History—Apollo Program". www.weather.gov (bằng tiếng Anh). Lưu trữ bản gốc ngày 25 tháng 1 năm 2021. Truy cập ngày 22 tháng 7 năm 2019.
195. ↑  "'They would get killed': The weather forecast that saved Apollo 11". Stars and Stripes. Lưu trữ bản gốc ngày 26 tháng 7 năm 2020. Truy cập ngày 22 tháng 7 năm 2019.
196. 1 2  Mission Evaluation Team 1969, tr. 164–167.
197. ↑  Carmichael 2010, tr. 184–185.
198. ↑  Carmichael 2010, tr. 186–188.
199. ↑  Carmichael 2010, tr. 199–200.
200. ↑  Johnston, Dietlein & Berry 1975, tr. 406–424.
201. ↑  Johnston, Richard S.; Dietlein, Lawrence F.; Berry, Charles A.; James f. Parker, Jr; West, Vita; Jones, Walton L. (tháng 1 năm 1975). "The Lunar Quarantine Program". Biomedical Results of Apollo. NASA-SP-368. SP-368. Lưu trữ bản gốc ngày 14 tháng 7 năm 2019. Truy cập ngày 6 tháng 9 năm 2019.
202. ↑  "Remarks to Apollo 11 Astronauts Aboard the U.S.S. Hornet Following Completion of Their Lunar Mission". The American Presidency Project. UC Santa Barbara. ngày 24 tháng 7 năm 1969. Lưu trữ bản gốc ngày 26 tháng 7 năm 2020. Truy cập ngày 19 tháng 11 năm 2018.
203. ↑  Mission Evaluation Team 1969, tr. 166, 171–173.
204. ↑  Extra-Terrestrial Exposure, 34 Federal Register 11975 (July 16, 1969), codified at Federal Aviation Regulation pt. 1200 Lưu trữ ngày 22 tháng 5 năm 2021 tại Wayback Machine
205. ↑  "A Front Row Seat For History". NASAexplores. NASA. ngày 15 tháng 7 năm 2004. Bản gốc lưu trữ ngày 19 tháng 3 năm 2006. Truy cập ngày 14 tháng 6 năm 2013.
206. ↑  Carmichael 2010, tr. 118.
207. ↑  Ertel, Newkirk & Brooks 1978, tr. 312.
208. 1 2  "Richard Nixon: Remarks at a Dinner in Los Angeles Honoring the Apollo 11 Astronauts". The American Presidency Project. ngày 13 tháng 8 năm 1969. Lưu trữ bản gốc ngày 14 tháng 5 năm 2020. Truy cập ngày 24 tháng 10 năm 2017.
209. ↑  "President Offers Toast to 'Three Brave Men'". The Evening Sun. Baltimore, Maryland. Associated Press. ngày 14 tháng 8 năm 1969. tr. 1. Lưu trữ bản gốc ngày 19 tháng 4 năm 2019. Truy cập ngày 23 tháng 1 năm 2019 – qua Newspapers.com.
210. ↑  Smith, Merriman (ngày 14 tháng 8 năm 1969). "Astronauts Awed by the Acclaim". The Honolulu Advertiser. Honolulu, Hawaii. UPI. tr. 1. Lưu trữ bản gốc ngày 19 tháng 4 năm 2019. Truy cập ngày 23 tháng 1 năm 2019 – qua Newspapers.com.
211. ↑  "The Apollo 11 Crew Members Appear Before a Joint Meeting of Congress". United States House of Representatives. Lưu trữ bản gốc ngày 4 tháng 3 năm 2018. Truy cập ngày 3 tháng 3 năm 2018.
212. ↑  "Jean P. Haydon Museum". Fodor's Travel. Lưu trữ bản gốc ngày 23 tháng 10 năm 2017. Truy cập ngày 5 tháng 3 năm 2018.
213. 1 2  "Apollo 11 Crew Starts World Tour". Logan Daily News. Logan, Ohio. Associated Press. ngày 29 tháng 9 năm 1969. tr. 1. Lưu trữ bản gốc ngày 27 tháng 3 năm 2019. Truy cập ngày 23 tháng 1 năm 2019 – qua Newspapers.com.
214. ↑  "Japan's Sato Gives Medals to Apollo Crew". Los Angeles Times. Los Angeles, California. ngày 5 tháng 11 năm 1969. tr. 20. Lưu trữ bản gốc ngày 27 tháng 3 năm 2019. Truy cập ngày 23 tháng 1 năm 2019 – qua Newspapers.com.
215. ↑  "Australia Welcomes Apollo 11 Heroes". The Sydney Morning Herald. Sydney, New South Wales. ngày 1 tháng 11 năm 1969. tr. 1. Lưu trữ bản gốc ngày 23 tháng 1 năm 2019. Truy cập ngày 23 tháng 1 năm 2019 – qua Newspapers.com.
216. ↑  Uri, John (ngày 5 tháng 11 năm 2019). "50 Years Ago: Apollo 11 Astronauts Return from Around the World Goodwill Tour". NASA. Truy cập ngày 25 tháng 12 năm 2023.
217. ↑  Scientific and Technical Information Branch, National Aeronautics and Space Administration (1970). Astronautics and Aeronautics: Chronology of Science, Technology, and Policy. tr. 312 – qua Google Books.
218. ↑  "Lunar Missions: Apollo 11". Lunar Hall of Fame. 2008. Bản gốc lưu trữ ngày 24 tháng 10 năm 2008. Truy cập ngày 9 tháng 6 năm 2014.
219. 1 2 3  Launius, Roger D. "Project Apollo: A Retrospective Analysis". Lưu trữ bản gốc ngày 26 tháng 1 năm 2021. Truy cập ngày 19 tháng 7 năm 2023.
220. 1 2 3  Chaikin 2007, tr. 57.
221. ↑  Schefter 1999, tr. 288.
222. ↑  Beard, David; Kirkpatrick, Nick (ngày 17 tháng 7 năm 2014). "We Put a Man on the Moon, So Why Can't We ...?". Washington Post. Lưu trữ bản gốc ngày 26 tháng 6 năm 2020. Truy cập ngày 4 tháng 1 năm 2018.
223. ↑  Schefter 1999, tr. 283.
224. 1 2 3  Niiler, Eric (ngày 11 tháng 7 năm 2019). "Why Civil Rights Activists Protested the Moon Landing". HISTORY. Truy cập ngày 10 tháng 11 năm 2021.
225. ↑  Madrigal, Alexis C. (ngày 28 tháng 5 năm 2011). "Gil Scott-Heron's Poem, 'Whitey on the Moon'". The Atlantic. Lưu trữ bản gốc ngày 16 tháng 2 năm 2021. Truy cập ngày 3 tháng 1 năm 2019.
226. 1 2  Chiroux, Matthis (ngày 11 tháng 3 năm 2012). "Whitey on the Moon, Again?". Huffington Post. Lưu trữ bản gốc ngày 5 tháng 11 năm 2014. Truy cập ngày 3 tháng 1 năm 2019.
227. ↑  Hsu, Tiffany (ngày 15 tháng 7 năm 2019). "The Apollo 11 Mission Was Also a Global Media Sensation". The New York Times. Truy cập ngày 20 tháng 7 năm 2023.
228. ↑  Chaikin 2007, tr. 58.
229. ↑  Compton, William David (1989). "Where No Man Has Gone Before: A History of Apollo Lunar Exploration Missions". NASA Special Publication. 494: 420. Bibcode:1989NASSP.494..420C. Lưu trữ bản gốc ngày 26 tháng 6 năm 2019. Truy cập ngày 4 tháng 1 năm 2019.
230. ↑  "Apollo 11". History. ngày 23 tháng 8 năm 2018. Lưu trữ bản gốc ngày 4 tháng 1 năm 2019. Truy cập ngày 3 tháng 1 năm 2019.
231. ↑  McCurdy 1997, tr. 106–107.
232. ↑  Chaikin 1994, tr. 631.
233. ↑  Wilford, John Noble (ngày 18 tháng 12 năm 1989). "Russians Finally Admit They Lost Race to Moon". The New York Times. Lưu trữ bản gốc ngày 13 tháng 11 năm 2020. Truy cập ngày 8 tháng 1 năm 2019.
234. ↑  Das, Saswato R. (ngày 16 tháng 7 năm 2009). "The Moon Landing through Soviet Eyes: A Q&A with Sergei Khrushchev, son of former premier Nikita Khrushchev". Scientific American. Lưu trữ bản gốc ngày 25 tháng 2 năm 2021. Truy cập ngày 7 tháng 1 năm 2019.
235. ↑  Needell, Allan (ngày 25 tháng 2 năm 2017). "The Last Time the Command Module Columbia Toured". Smithsonian Air and Space Museum. Lưu trữ bản gốc ngày 1 tháng 11 năm 2020. Truy cập ngày 9 tháng 11 năm 2018.
236. 1 2  "Apollo 11 Command Module Columbia". Smithsonian National Air and Space Museum. Lưu trữ bản gốc ngày 20 tháng 7 năm 2019. Truy cập ngày 27 tháng 8 năm 2017.
237. ↑  "Museum in DC". Smithsonian Air and Space Museum. ngày 3 tháng 5 năm 2016. Lưu trữ bản gốc ngày 11 tháng 11 năm 2020. Truy cập ngày 25 tháng 9 năm 2018.
238. ↑  Maksel, Rebecca (ngày 22 tháng 2 năm 2017). "Apollo 11 Moonship To Go On Tour". Air and Space Magazine. Lưu trữ bản gốc ngày 27 tháng 8 năm 2017. Truy cập ngày 27 tháng 8 năm 2017.
239. ↑  "Neil Armstrong's sons help open exhibit of father's spacecraft in Ohio". collectSPACE. ngày 30 tháng 9 năm 2019. Lưu trữ bản gốc ngày 1 tháng 3 năm 2021. Truy cập ngày 18 tháng 10 năm 2019.
240. ↑  "Apollo to the Moon". Smithsonian Air and Space Museum. ngày 20 tháng 3 năm 2003. Lưu trữ bản gốc ngày 25 tháng 9 năm 2018. Truy cập ngày 25 tháng 9 năm 2018.
241. ↑  "'Apollo to the Moon' no more: Air and Space Museum closes gallery". collectSPACE. Lưu trữ bản gốc ngày 25 tháng 2 năm 2021. Truy cập ngày 16 tháng 12 năm 2018.
242. ↑  "Neil Armstrong's Apollo 11 spacesuit unveiled at Smithsonian". Reuters. ngày 16 tháng 7 năm 2019. Lưu trữ bản gốc ngày 26 tháng 1 năm 2021. Truy cập ngày 21 tháng 12 năm 2019.
243. ↑  "Mobile Quarantine Facility". Smithsonian Air and Space Museum. ngày 20 tháng 3 năm 2016. Lưu trữ bản gốc ngày 10 tháng 8 năm 2018. Truy cập ngày 30 tháng 9 năm 2018.
244. ↑  "Apollo 11 Flotation Collar". Smithsonian Air and Space Museum. ngày 20 tháng 3 năm 2016. Lưu trữ bản gốc ngày 9 tháng 8 năm 2018. Truy cập ngày 30 tháng 9 năm 2018.
245. ↑  "National Air and Space Museum Moves Apollo Artifact to Future Home". Smithsonian Air and Space Museum. ngày 15 tháng 9 năm 2015. Lưu trữ bản gốc ngày 23 tháng 10 năm 2020. Truy cập ngày 25 tháng 9 năm 2018.
246. ↑  "LRO Sees Apollo Landing Sites". NASA. ngày 17 tháng 7 năm 2009. Lưu trữ bản gốc ngày 15 tháng 2 năm 2021. Truy cập ngày 25 tháng 9 năm 2018.
247. ↑  "Location of Apollo Lunar Modules". Smithsonian Air and Space Museum. Lưu trữ bản gốc ngày 26 tháng 7 năm 2020. Truy cập ngày 24 tháng 9 năm 2018.
248. ↑  Meador, James (tháng 10 năm 2021). "Long-term orbit stability of the Apollo 11 "Eagle" Lunar Module Ascent Stage". Planetary and Space Science. 205: 105304. arXiv:2105.10088. Bibcode:2021P&SS..20505304M. doi:10.1016/j.pss.2021.105304. ISSN 0032-0633. S2CID 235125876.
249. ↑  "Amazon boss Jeff Bezos 'finds Apollo 11 Moon engines'". London: BBC News. ngày 28 tháng 3 năm 2012. Lưu trữ bản gốc ngày 12 tháng 11 năm 2020. Truy cập ngày 14 tháng 6 năm 2013.
250. ↑  Kolawole, Emi (ngày 19 tháng 7 năm 2013). "Bezos Expeditions retrieves and identifies Apollo 11 engine #5, NASA confirms identity". The Washington Post. Lưu trữ bản gốc ngày 15 tháng 1 năm 2021. Truy cập ngày 13 tháng 2 năm 2017.
251. ↑  "Apollo 11 engine find confirmed". Albuquerque Journal. Albuquerque, New Mexico. ngày 21 tháng 7 năm 2013. tr. 5. Lưu trữ bản gốc ngày 7 tháng 4 năm 2019. Truy cập ngày 23 tháng 12 năm 2018 – qua Newspapers.com.
252. ↑  "Apollo 11 SIVB NSSDCA/COSPAR ID: 1969-059B". NASA Space Science Data Coordinated Archive. NASA. Lưu trữ bản gốc ngày 25 tháng 1 năm 2021. Truy cập ngày 30 tháng 12 năm 2018.
253. ↑  "Lunar Sample Laboratory Facility". NASA. Lưu trữ bản gốc ngày 25 tháng 1 năm 2021. Truy cập ngày 25 tháng 9 năm 2018.
254. ↑  Flavin, Kristen (ngày 10 tháng 9 năm 2016). "The mystery of the missing Moon rocks". World. Lưu trữ bản gốc ngày 21 tháng 10 năm 2020. Truy cập ngày 25 tháng 9 năm 2018.
255. ↑  Pearlman, Robert. "Where today are the Apollo 11 goodwill lunar sample displays?". collectSPACE. Lưu trữ bản gốc ngày 8 tháng 11 năm 2020. Truy cập ngày 2 tháng 11 năm 2012.
256. ↑  Earth magazine, March 2011, pp. 42–51
257. ↑  Bates, Lauderdale & Kernaghan 1979, tr. 2-3 & 4-32.
258. ↑  Todaro, Chelsea (ngày 5 tháng 3 năm 2018). "Report: Humans have left 500,000 pounds of 'trash' on the Moon". Palm Beach Post. Lưu trữ bản gốc ngày 20 tháng 10 năm 2020. Truy cập ngày 27 tháng 9 năm 2018.
259. ↑  "An Audience with Neil Armstrong (2011 interview)". Slartibartfast. tháng 5 năm 2011. Lưu trữ bản gốc ngày 9 tháng 11 năm 2020. Truy cập ngày 19 tháng 7 năm 2019 – qua YouTube.
260. ↑  Allen, Nick (ngày 9 tháng 2 năm 2015). "Neil Armstrong's widow discovers moon camera in cupboard". Daily Telegraph (bằng tiếng Anh). ISSN 0307-1235. Lưu trữ bản gốc ngày 29 tháng 11 năm 2020. Truy cập ngày 19 tháng 7 năm 2019.
261. ↑  Jones, Eric; Lotzmann, Ulli; Glover, Ken; Needell, Allan (ngày 6 tháng 1 năm 2016). "Lunar Surface Flown Apollo 11 Artifacts From the Neil Armstrong Estate". Apollo Lunar Surface Journal. Lưu trữ bản gốc ngày 11 tháng 11 năm 2020. Truy cập ngày 19 tháng 7 năm 2019.
262. ↑  "The Armstrong Purse: Flown Apollo 11 Lunar Artifacts". National Air and Space Museum (bằng tiếng Anh). ngày 6 tháng 2 năm 2015. Lưu trữ bản gốc ngày 26 tháng 1 năm 2021. Truy cập ngày 19 tháng 7 năm 2019.
263. ↑  "Up Close With Apollo 11". Life. Bản gốc lưu trữ ngày 21 tháng 5 năm 2013. Truy cập ngày 14 tháng 6 năm 2013.
264. ↑  "Apollo 11 Onboard Audio". Apollo 40th Anniversary. NASA. ngày 26 tháng 7 năm 2013. Lưu trữ bản gốc ngày 3 tháng 6 năm 2013. Truy cập ngày 14 tháng 6 năm 2013.
265. ↑  Garner, Robert, biên tập (ngày 16 tháng 3 năm 2015). "Apollo 11 Partial Restoration HD Videos (Downloads)". NASA. Lưu trữ bản gốc ngày 28 tháng 6 năm 2013. Truy cập ngày 14 tháng 6 năm 2013.
266. ↑  Riley, Christopher (ngày 20 tháng 7 năm 2010). "Sound restored to mission control film shot during Apollo 11 Moon landing". The Guardian. London. Lưu trữ bản gốc ngày 9 tháng 11 năm 2020. Truy cập ngày 11 tháng 7 năm 2013.
267. ↑  "We Choose the Moon". John F. Kennedy Presidential Library and Museum. Bản gốc lưu trữ ngày 17 tháng 6 năm 2009. Truy cập ngày 19 tháng 7 năm 2009.
268. ↑  "Apollo 11 Crew Meets With President Obama". Image of the Day Gallery. NASA. ngày 20 tháng 7 năm 2009. Lưu trữ bản gốc ngày 11 tháng 11 năm 2013. Truy cập ngày 9 tháng 6 năm 2014.
269. ↑  Zeleny, Jeff (ngày 21 tháng 7 năm 2009). "Obama Hails Apollo Crew From a Lens of Childhood". The New York Times. Lưu trữ bản gốc ngày 11 tháng 2 năm 2021. Truy cập ngày 14 tháng 2 năm 2017.
270. ↑  "Text of S.951 as Engrossed in Senate: New Frontier Congressional Gold Medal Act—U.S. Congress—OpenCongress". OpenCongress.org. Bản gốc lưu trữ ngày 3 tháng 11 năm 2012. Truy cập ngày 14 tháng 6 năm 2013.
271. ↑  "Text of H.R.2245 as Enrolled Bill: New Frontier Congressional Gold Medal Act—U.S. Congress—OpenCongress". OpenCongress.org. Bản gốc lưu trữ ngày 3 tháng 11 năm 2012. Truy cập ngày 14 tháng 6 năm 2013.
272. ↑  "Moon landings: British scientists salute space heroes". The Daily Telegraph. London. ngày 17 tháng 7 năm 2009. Bản gốc lưu trữ ngày 8 tháng 3 năm 2013. Truy cập ngày 14 tháng 6 năm 2013.
273. ↑  Pub.L. 114–282
274. ↑  "Apollo 11 50th Anniversary Commemorative Coin Program". United States Mint. ngày 11 tháng 10 năm 2018. Lưu trữ bản gốc ngày 26 tháng 1 năm 2021. Truy cập ngày 1 tháng 2 năm 2019.
275. ↑  Kenny, Glenn (ngày 27 tháng 2 năm 2019). "'Apollo 11' Review: The 1969 Moon Mission Still Has the Power to Thrill". The New York Times. Lưu trữ bản gốc ngày 8 tháng 11 năm 2020. Truy cập ngày 28 tháng 2 năm 2019.
276. ↑  Rubin, Rebecca (ngày 13 tháng 2 năm 2019). "'Apollo 11' Documentary Gets Exclusive Imax Release". Variety. Lưu trữ bản gốc ngày 19 tháng 12 năm 2020. Truy cập ngày 6 tháng 9 năm 2019.
277. ↑  "Apollo 50 Festival". Smithsonian Air and Space Museum. tháng 7 năm 2019. Lưu trữ bản gốc ngày 11 tháng 2 năm 2021. Truy cập ngày 21 tháng 7 năm 2019.
278. ↑  "Apollo 50 Go For the Moon". Smithsonian Air and Space Museum. tháng 7 năm 2019. Lưu trữ bản gốc ngày 11 tháng 2 năm 2021. Truy cập ngày 21 tháng 7 năm 2019.
279. ↑  "50th Anniversary of the Moon Landing". Lưu trữ bản gốc ngày 25 tháng 2 năm 2021. Truy cập ngày 20 tháng 7 năm 2019.
280. ↑  Bartels, Meghan (ngày 19 tháng 7 năm 2019). "Google (and Apollo 11's Michael Collins) Celebrate Moon Landing's 50th with EPIC Google Doodle". Space.com. Lưu trữ bản gốc ngày 25 tháng 1 năm 2021. Truy cập ngày 7 tháng 9 năm 2019.
281. ↑  Dunn, Marcia (ngày 19 tháng 7 năm 2019). "Apollo 11 astronauts reunite on 50th anniversary of moonshot". ABC. Associated Press. Bản gốc lưu trữ ngày 20 tháng 7 năm 2019. Truy cập ngày 21 tháng 7 năm 2019.
282. ↑  Orloff 2000, tr. iv.

### Đa phương tiện
- Garner, Robert (biên tập). "Apollo 11 Partial Restoration HD Videos (Downloads)". NASA. Truy cập ngày 13 tháng 6 năm 2013. Remastered videos of the original landing.
- Dynamic timeline of lunar excursion. Lunar Reconnaissance Orbiter Camera
- Phim ngắn Moonwalk One có thể được tải miễn phí về từ Internet Archive
- The Eagle Has Landed: The Flight of Apollo 11 (1969) (transcript) từ US National Archives (qua YouTube)
- Apollo 11 Restored EVA Part 1 (đoạn phim được phục hồi dài 1 giờ)
- Apollo 11: As They Photographed It (Augmented Reality)—The New York Times, Interactive, 18 tháng 7 năm 2019
- "Đưa tin về chuyến bay Apollo 11" Lưu trữ ngày 10 tháng 5 năm 2021 tại Wayback Machine do Todd Kosovich cung cấp cho RadioTapes.com. Bản ghi âm của đài phát thanh (kiểm tra phát sóng) đưa tin về chuyến bay Apollo 11.